# Société nationale de sauvetage en mer
La Société nationale de sauvetage en mer (SNSM) est une association française, reconnue d'utilité publique fondée en 1967 par fusion de la Société centrale de sauvetage des naufragés (SCSN, fondée en 1865) et des Hospitaliers Sauveteurs Bretons (HSB, fondée en 1873). Elle a pour vocation de secourir bénévolement et gratuitement les vies humaines en danger en mer, autour des côtes françaises, y compris dans les départements et territoires d'outre-mer.
En 2016, elle a effectué les deux tiers des interventions des secours en mer au large des côtes françaises effectuées par navire (donc hors moyens aériens ou par nageur depuis une plage), secourant 7 700 personnes en 5 200 interventions (on déplore entre 350 et 400 morts par an en mer en France). 26 % de ces interventions se déroulent de nuit et la durée moyenne des interventions est de 1 h 48 min.
Les bateaux de secours de la SNSM sont répartis sur 218 stations le long du littoral métropolitain et d'outre-mer et agissent sous l'autorité et à la demande des centres régionaux opérationnels de surveillance et de sauvetage (CROSS) qui en France sont les centres de coordination de secours en mer et qui dépendent de la direction des Affaires maritimes du ministère de l’Écologie, du Développement durable et de l’Énergie. La SNSM participe donc à des missions de service public dans son domaine de compétence.
Le financement de la SNSM (acquisition, entretien des vedettes de secours et formation des équipages) est très majoritairement assuré par la générosité du public (dons, legs) et de partenaires privés (mécénat). En 2017, 77 % de ses ressources annuelles étaient d’origine privée et 23 % provenaient de financements publics (État et collectivités territoriales).

## Histoire

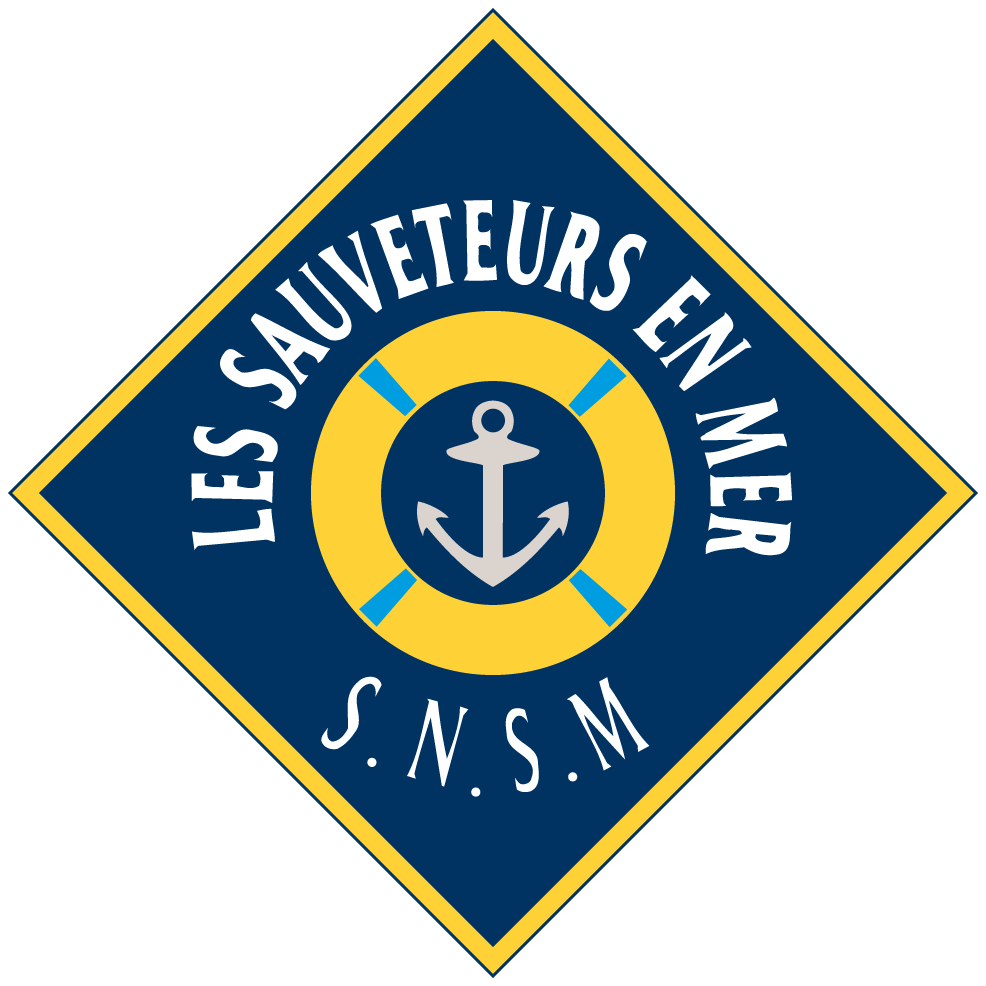
Ancien logo de 1967 à 2022.

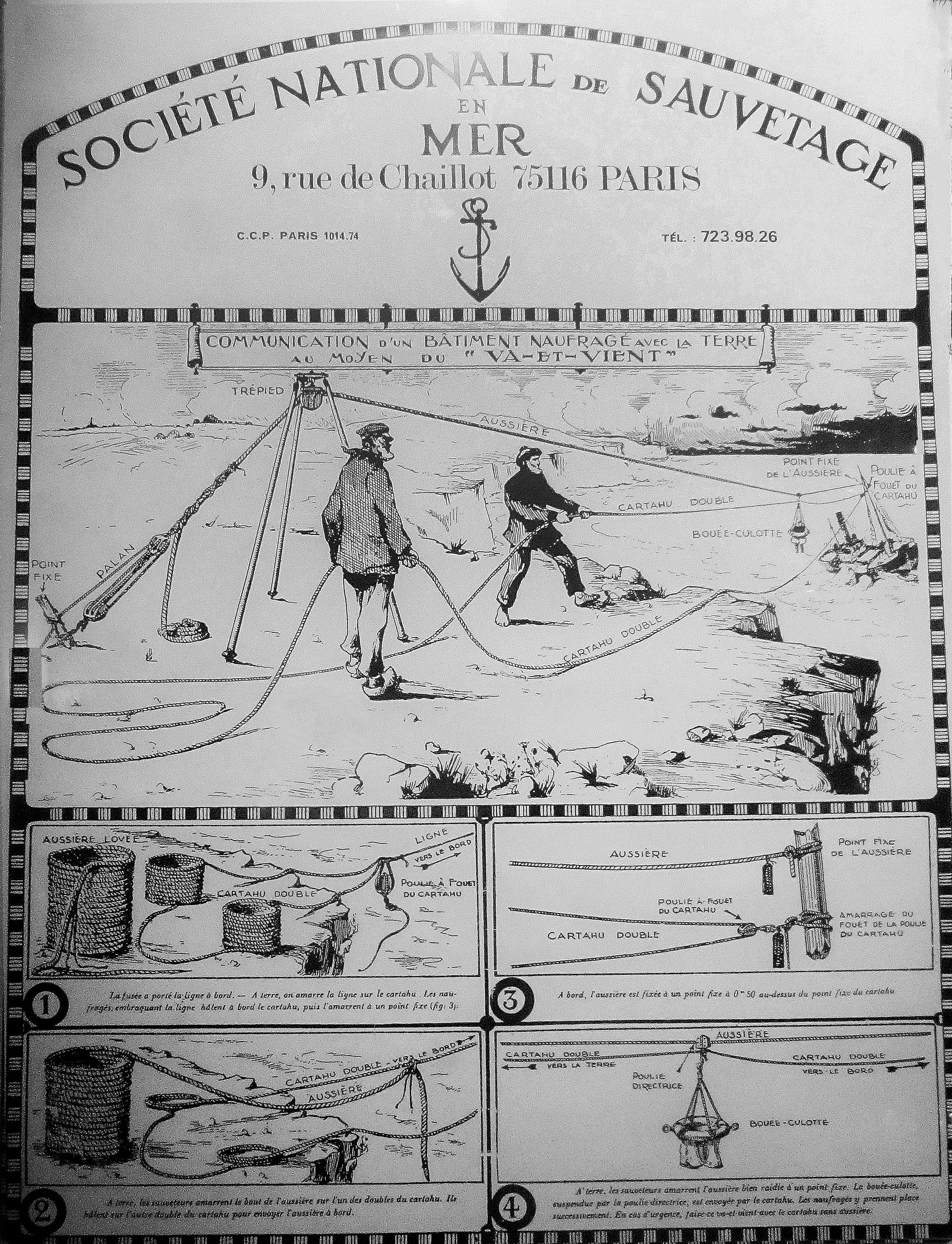
Affiche expliquant le fonctionnement du système de va-et-vient pour le sauvetage en mer au Musée national de la Marine de Port-Louis.

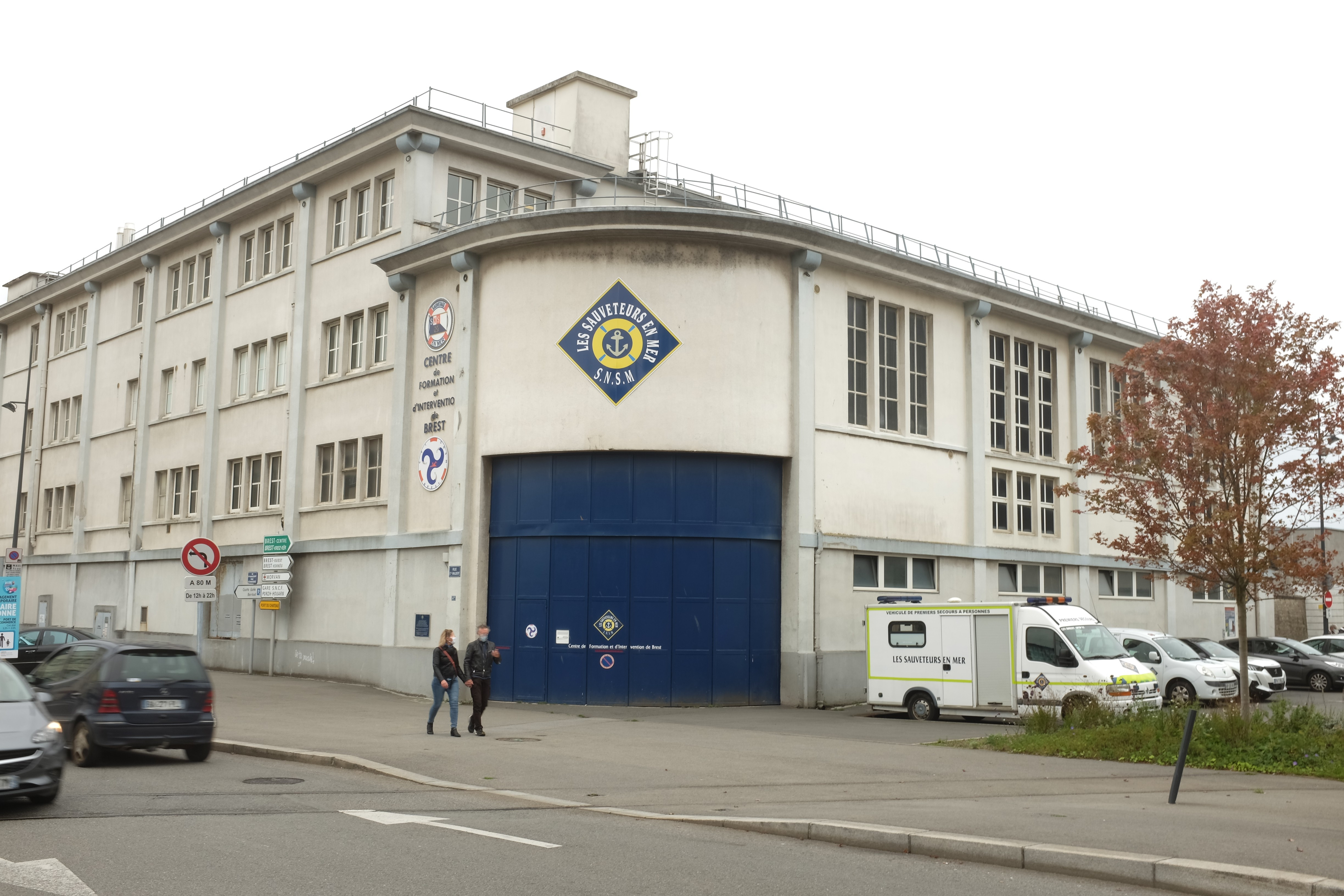
Bâtiment du centre de formation et d'intervention de Brest.

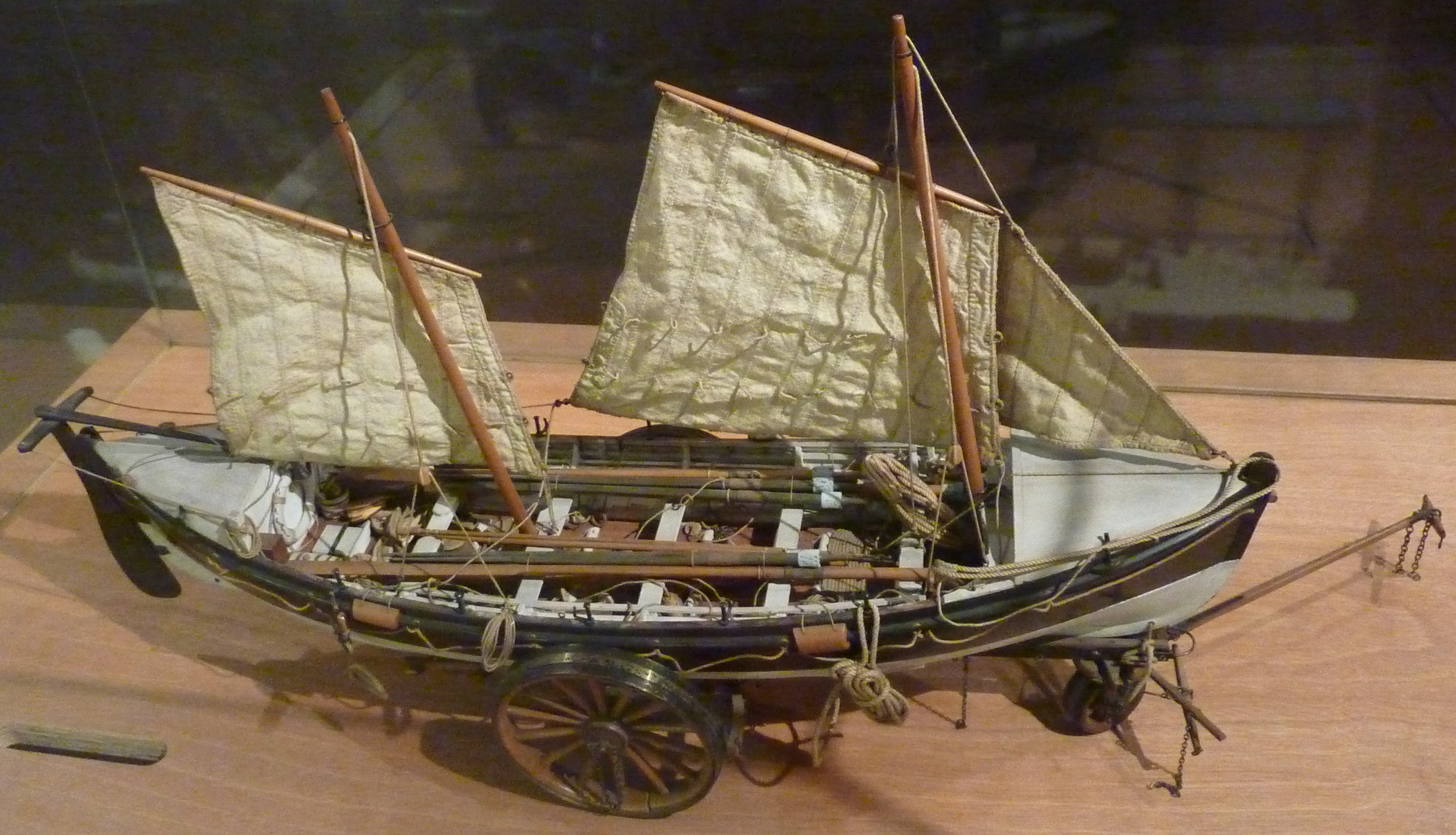
Maquette du premier type de canot de sauvetage à avirons choisi par la SCSN dès 1865 pour équiper ses stations au Musée national de la Marine de Port-Louis.

La nécessité d’assurer la sauvegarde de la vie humaine le long des côtes du littoral français et outre-mer est apparue depuis très longtemps. En France, les premières initiatives, s'inspirant du modèle britannique de la Royal Humane Society (en) et de la Royal National Lifeboat Institution, sont principalement redevables de l'essor touristique dont s'accompagne la naissance du « spectacle de rivage ». La première société de sauvetage est instituée en 1825 à Boulogne-sur-Mer, sous la dénomination « Société Humaine des Naufragés » (SHN), par un aristocratique à comité franco-britannique à majorité britannique et est à l’origine du sauvetage en mer en France ; si la station de Boulogne a intégré l'association SNSM, elle conserve aujourd'hui encore une certaine indépendance qui lui permet notamment de choisir ses embarcations d’intervention ; elle est suivie par Le Havre sous l'impulsion de la chambre de commerce. Le 8 avril 1834 est créée la société humaine de Dunkerque suivie de celle de Calais, Rouen et Bayonne, de Dieppe en 1839, et enfin Montreuil-sur-Mer en 1841. La finalité de ces sociétés philanthropiques associe la surveillance des plages à l'assistance des navires en péril. Alors que les grandes nations maritimes européennes se dotent d'un service d'État voué à cette mission dès le début du XIXe siècle (Norvège et Royaume-Uni en 1825, Belgique en 1838), un début de centralisation n'apparaît que plus tard en France.
En 1861, le ministre des travaux publics, Eugène Rouher met en place une commission pour "rechercher les mesures les plus propres à assurer sur le littoral un service de sauvetage" et mettre fin à la cacophonie des différentes sociétés de sauvetage existantes. Cette commission recommande la création d'une société privée unifiant les sociétés de sauvetage existantes.
Et donc, le 12 février 1865, est fondée la Société centrale de sauvetage des naufragés (SCSN) sous la présidence de l'amiral de Genouilly. Peu après, en 1873, sur l'initiative de Nadault de Buffon — avocat général à la cour de Rennes — est créée la Société des hospitaliers sauveteurs bretons (HSB) qui mit des moyens complémentaires à ceux de la SCSN principalement sur les plages en mettant l'accent sur le développement du secourisme maritime.
À la suite de la Seconde Guerre mondiale, tout est à reconstruire, la plupart des abris et des moyens nautiques de la SCSN et des HSB ayant été détruits. Les deux sociétés aux buts similaires ne peuvent plus répondre aux besoins de l'ensemble du littoral du territoire français notamment à cause des métiers de la mer qui se développent et des loisirs nautiques.
En 1967, Jean Morin, alors secrétaire général de la Marine marchande confie à une commission — sous l’autorité de l’amiral Maurice Amman, préfet maritime de la 2e région à Brest — l’étude d’une possibilité de fusion de ces deux sociétés. La SNSM naît le 15 octobre 1967 — après avoir été déclarée et officialisée à la préfecture de police de Paris le 1er juin 1967 — de la fusion de la Société centrale de sauvetage des naufragés (SCSN) et des Hospitaliers sauveteurs bretons (HSB), l'amiral Maurice Amman étant désormais président de la nouvelle société. Le pavillon de la SNSM — créé le 13 décembre par le peintre de marine Marin-Marie — est né de la fusion entre ceux de la SCSN et des HSB, à cette date l'association démarre son fonctionnement en faisant un premier conseil d'administration. Depuis la fusion d'octobre 1967, le nom est « Société nationale pour la sauvegarde de la vie humaine et le sauvetage des naufragés en mer et sur les côtes » ; jugé trop long, le nom retenu le 20 janvier 1968 est « Société nationale de sauvetage en mer » (SNSM). Pendant les 18 ans de la présidence de l'amiral Amman, les anciennes structures HSB et SCSN sont progressivement harmonisées et modernisées. Outre les interventions au large des côtes (au-delà des 300 m), est organisée la surveillance des plages le long du littoral français : un millier de jeunes sont formés en secourisme, sauvetage aquatique, conduite d'engins motorisés (quads, zodiacs) et radiotéléphonie par la création de 30 centres de formation, ainsi, le nombre de nageurs-sauveteurs passe de 80 en 1975 à plus d’un millier en 1995. Ces nageurs-sauveteurs interviennent souvent à la demande des communes. Les coques des embarcations de la SCSN étaient peintes en vert foncé (en grande majorité des canots tous temps), celles des HSB en bleu-marine (en majorité des vedettes), l'association a alors gardé ces couleurs pour ses canots et vedettes de sauvetage.
La SNSM est reconnue d'utilité publique le 30 avril 1970 et est une association régie de la loi 1901 qui assure sa mission en Métropole et en Outre-Mer. Sa vocation est de secourir bénévolement et gratuitement les vies humaines en danger en mer.
Dès les années 1980, toutes les nouvelles constructions de bateaux de sauvetage sont soumises à l'application de la réglementation de la Marine marchande et du Bureau Veritas des navires de charge, gain de sécurité mais qui apporte de nombreuses contraintes techniques et de poids.
Le 2 mai 1988, un décret portant organisation des secours et du sauvetage en mer établit que la SNSM participe aux côtés des services publics, à la sauvegarde des vies humaines en mer.
En 1991, les Sauveteurs en Mer ont obtenu le Prix Cristal de la transparence financière et depuis 1997, ils sont membres du Don en confiance, garant de la transparence de sa gestion.
En 2016, la SNSM est en grande difficulté financière, principalement dû au renouvellement de sa flotte. L'État cherche une solution pour compléter le budget, notamment via une possible contribution aux usagers de la mer. Il faut renouveler l'adhésion à la SNSM, c'est le constat d'au moins un bénévole guadeloupéen en 2018 :

« Il faut des gens qui embarquent - donc connaissent la mer, aiment sortir, ont leur permis plaisance - et d'autres qui s'occupent de la logistique (mécano, etc.) et de la partie administrative (secrétaire, trésorier, etc.). »

Le président actuel de la SNSM est l'amiral Emmanuel de Oliveira, ancien préfet maritime de l'Atlantique, élu pour six ans le 12 décembre 2019. Il succède à Xavier de La Gorce, ancien Secrétaire général de la Mer, qui avait été élu le 26 septembre 2013.
Le 3 février 2021, l'association ayant été mobilisée dans le cadre de la pandémie de la Covid-19 au-delà de ses champs d'action habituels, particulièrement à terre, un arrêté attribue un agrément B supplémentaire — en plus des agréments A et D respectivement destinés pour opérations de secours et sauvetages aquatiques et des dispositifs prévisionnels de secours dans le cadre de rassemblements de personnes —, ainsi elle peut désormais intervenir dans le cadre d’actions de soutien et d’accompagnement des populations victimes d’accidents, de sinistres ou de catastrophes.
En 2022, l'association change de logo.
En 2023, la SHN de Boulogne-sur-Mer — première station de sauvetage créée en France, fondée en 1825 — intègre complètement la SNSM par sa dissolution actée le 10 juin 2023.

### Pertes humaines
- Le 22 décembre 1967, lors d'une intervention pour un caseyeur, la vedette SNS 59 Belle Olonnaise (vedette de 9,60 m mise en service par les HSB en 1965, construite par le chantier Dubernet, vedette qui remplace le canot tous temps de l'époque qui est alors en réparation, le Docteur Paul le Dien, en service dès 1953) par visibilité nulle est prise dans les rouleaux et se retrouve drossée à la côte[15]. Le mécanicien Jack Morisseau se noie, son corps sera retrouvé le 2 janvier 1968. Un nouveau canot tous temps de 22 t d'une longueur de 17,60 m d'un genre nouveau est mis en service le 13 juillet 1986 et baptisé le 21 septembre 1986 à la station des Sables-d'Olonne et porte son nom, le SNS 061 Patron Jack Morisseau.

- Le 7 août 1986 au large de l’Aber-Wrac'h, dans le Finistère, cinq sauveteurs de la station de l'Aber Wrac'h membres du canot SNS 007 Capitaine de Corvette Cogniet (canot de 14,35 m, 26 t, construit en 1952 par le chantier Lemaistre à Fécamp) se noient après avoir porté secours au Loch-Motiv, un voilier en difficulté[16],[17].

- Le 5 février 2002, lors d'une intervention de sauvetage d'un surfeur dans des conditions de forte houle, le canot SNS 061 Patron Jack Morisseau se couche à 90° ayant été projeté par une déferlante[15]. Après que le canot ait repris sa position initiale, les sauveteurs aperçoivent Jacques Joly, canotier sur le SNS 061 Patron Jack Morisseau des Sables d'Olonne à l'eau ; il décédera d'un arrêt cardiaque (hydrocution). Des canotiers sont blessés. En hommage, son nom a été donné au canot tous temps SNS 002 Jacques Joly qui remplace le SNS 061 aux Sables-d'Olonne le 22 octobre 2016[18]. Le canot est endommagé, la cabine est inondée dans une eau glacée ; le canot voit l'un de ses deux moteurs stoppés.

- Le 25 juillet 2004, Kathleen Ponsard-Fillette, 20 ans, nageur-sauveteur[19], décède lors d'une mission de sauvetage sur la plage de l'Espiguette au Grau-du-Roi en chutant d'un quad en traversant une petite dune[20],[21].

- Le 25 mars 2018, Vincent Revelin, 28 ans, nageur-sauveteur, décède lors d'un entraînement de sauvetage au Centre de Formation et d'Intervention de Montbéliard qu'il avait rejoint en 2013[22].

- Le 8 juin 2019, le canot tous temps SNS 061 Patron Jack Morisseau — reprenant du service dès février 2019 pendant l’arrêt technique de son successeur le SNS 002 Canotier Jacques Joly — chavire devant Les Sables-d'Olonne pendant une mission de sauvetage d'un pêcheur pris dans la tempête Miguel. Une vague très puissante brise les 3 vitres avant de la cabine ce qui la noie ainsi que le compartiment inférieur, privant le canot de sa capacité à l'autoredressabilité, le rendant non manœuvrable à la suite des infiltrations d'eau créant des courts-circuits ce qui entraîne un arrêt des moteurs. Le canot — insubmersible — reste à flot, coque à l'envers, ayant chaviré définitivement à la suite de l'assaut des vagues et finit par s'échouer sur la plage[23]. Trois sauveteurs (Yann Chagnolleau, 55 ans, patron du canot ; Alain Guibert, 51 ans, sous-patron ; Dimitri Moulic, 28 ans, mécanicien) ainsi que le pêcheur (Tony Guibert), se noient[24]. En septembre 2020, le rapport du BEA-mer note une certaine fragilité des vitres du bateau ; de plus, il mentionne que le canot, n'ayant pas une cloison entre la passerelle et le poste avant qui lui est situé en contrebas, a vu ses capacités de redressement largement dépassées du fait de l'envahissement par l'eau de ces deux compartiments[25],[26].

## Activités
La SNSM a trois types d'activités, le sauvetage au large, la formation des nageurs sauveteurs saisonniers et la prévention des risques nautiques.

### Sauvetage au large par les sauveteurs embarqués bénévoles

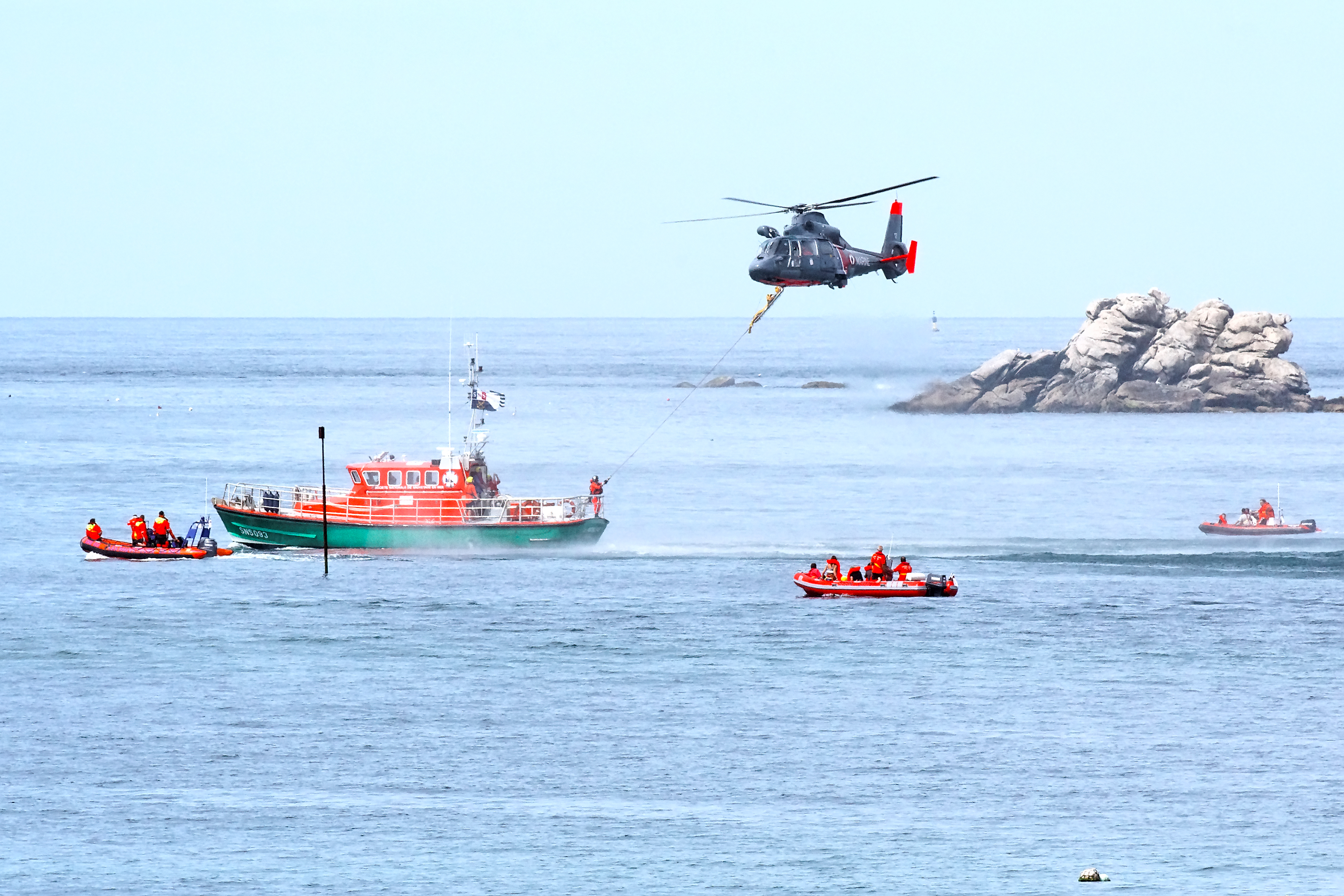
Hélitreuillage par un hélicoptère Dauphin de la Marine nationale sur le canot tous temps La Portsallaise (SNS 093) de la SNSM en 2010. En service depuis le 20 septembre 1997, il atteint 20,5 nœuds. Baptisé du nom d'Yves Trémintin, surnommé « le chevalier de l'Île de Batz ».

En 2008, environ 4 500 bénévoles, dont 3 500 sauveteurs embarqués sont prêts à intervenir, toute l'année et à toute heure, appareillant en moins de 15 min, répartis dans 232 stations littorales métropolitaines et outre-mer (dont 186 stations de sauvetage permanentes et 35 stations saisonnières) ; il s'agit souvent de marins professionnels (essentiellement de la marine d'état, de la marine marchande et de la pêche), souvent à la retraite ou en préretraite mais, de plus en plus également, de plaisanciers. Environ 600 responsables de stations s'ajoutent à l'organisation.
Les opérations sont déclenchées et gérées par les CROSS qui sont contactés en cas de problème, via le Canal 16 de la VHF marine ou le 196 sur un téléphone portable. Environ 25 % des interventions se déroulent de nuit contre 75 % de jour.
77 % des interventions concernent la plaisance, 12 % les professionnels de la mer (pêcheurs) et 11 % des loisirs nautiques. Dans le cas de la plaisance à moteur, le sinistre le plus fréquent est l'avarie moteur, à l'inverse de la plaisance à voile où l’événement le plus fréquent est l'échouement puis vient l'avarie moteur.
Dans le cas des professionnels, l'avarie moteur vient en premier (35 %), puis les hélices engagées (souvent lors de la remontée des chaluts ; 24 % des cas). Dans seulement 9 % des cas, il s'agit d'EVASAN (évacuations sanitaires).
Ces interventions sur navires de pêche sont généralement les plus longues à compter de 2 h 40 min en moyenne.
Au cours d’opérations de recherche et sauvetage de personne en détresse (SAR) et sur demande du CROSS, les embarcations de la SNSM peuvent être rejointes par des moyens aériens. Des hélicoptères de la gendarmerie ou des douanes ainsi que des avions de tout type peuvent participer aux recherches des personnes en difficulté pour guider la vedette ou le canot de la SNSM sur place. Des hélicoptères de la sécurité civile (Dragon) peuvent hélitreuiller des victimes en plus des opérations de recherche, mais ces appareils sont souvent occupés dans leurs opérations de secours à terre et sont parfois limités par les conditions météo. Finalement, la plupart des sauvetages aéromaritimes (SAMAR) de la SNSM se font avec des hélicoptères des forces armées. Entre les interventions et les entraînements conjoints, il se développe souvent un lien de respect mutuel entre les stations de la SNSM et les unités de sauvetage héliporté de leur secteur. Ces unités font partie de la Marine nationale (31F et 36F en Méditerranée, 33F en Bretagne) ou de l'armée de l'air (EH 01.044 en Corse, EH 1/67 sur l'Atlantique)

#### L'exception marseillaise

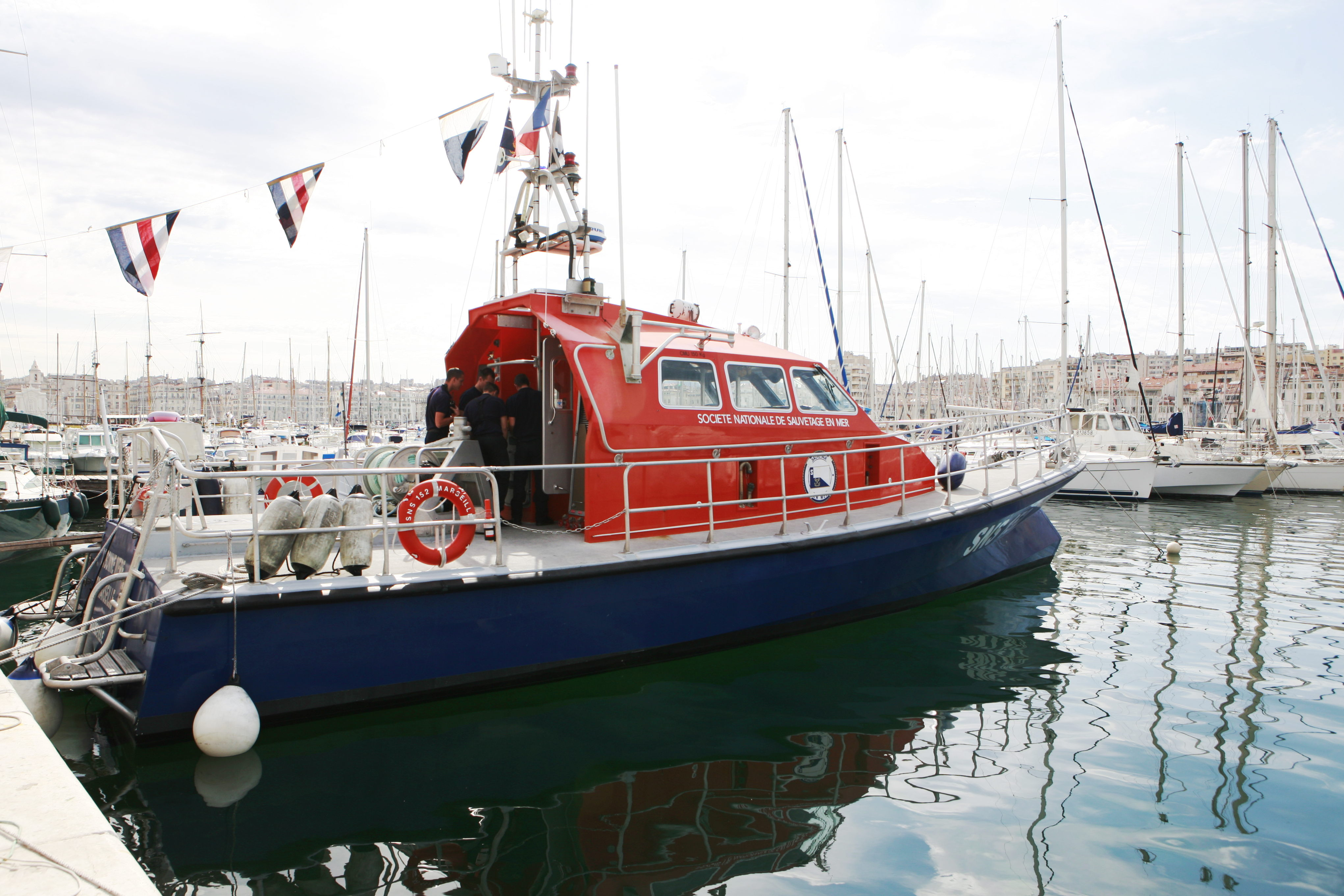
La vedette de sauvetage La Bonne Mère de Marseille amarrée dans le Vieux port de Marseille.

Dans la cité phocéenne, basée au port de la Pointe-Rouge, la vedette de 1re classe de nouvelle génération (V1 NG) de 16 m SNS 152 La Bonne Mère de Marseille — version rallongée de la V1 NG de 14 m, une autre V1 NG de 16 m SNS 148 Notre-Dame de la Garoupe (qui est son prototype) est en service à Antibes depuis mars 2005 où elle fait office de canot tous temps dans le département des Alpes-Maritimes — a été mise en service en juin 2006 et est armée par des militaires du bataillon de marins-pompiers de Marseille et non par des bénévoles comme dans toutes les autres stations françaises et d'outre-mer. Compte tenu de la superficie de la ville, il était impossible de faire rallier un équipage de sauveteurs bénévoles pour appareiller dans le délai de 15 minutes (qui est un objectif correspondant au délai moyen constaté pour l'ensemble de la SNSM). Une convention a donc été signée le 17 février 1978 entre la municipalité de Marseille et la SNSM qui confiait l'armement de sa vedette à un équipage de marins-pompiers. La vedette est amarrée au port de plaisance de La Pointe-Rouge où se trouve le centre de secours d'où l'équipage prend son service 24h/24. Elle peut ainsi appareiller en 5 minutes, de jour comme de nuit, 365 jours par an, et ce, par tous les temps. Cette vedette remplace la vedette V1 de 16 m, la SNS 117 La Bonne Mère, qui a été construite en 1977 par le chantier De Rovère de La Seyne-sur-Mer, mise en service et bénie par Roger Etchegaray — archevêque de Marseille — le 10 février 1978.
Il faut noter que la station de sauvetage de Menton avait jusqu'en 1999 un statut de sapeurs-pompiers, ainsi les pompiers de la ville armaient alors la vedette de 1re classe SNS 107 de 12,50 m L'Annonciade qui est livrée par la SNSM en octobre 1974. En fait, dès la création de la station dès le début des années 1960, l'équipage était composé entièrement de sapeurs-pompiers. Avant la départementalisation des sapeurs-pompiers, sous l’impulsion de l’amiral Gazzano, alors président national de la SNSM, elle quitte ce statut et devient bénévole. En mai 2000, arrive la vedette de 10,50 m SNS 262 Saint Michel puis en juillet 2012 la vedette de 12 m SNS 207 Saint-Michel II.

### Formation des nageurs sauveteurs saisonniers

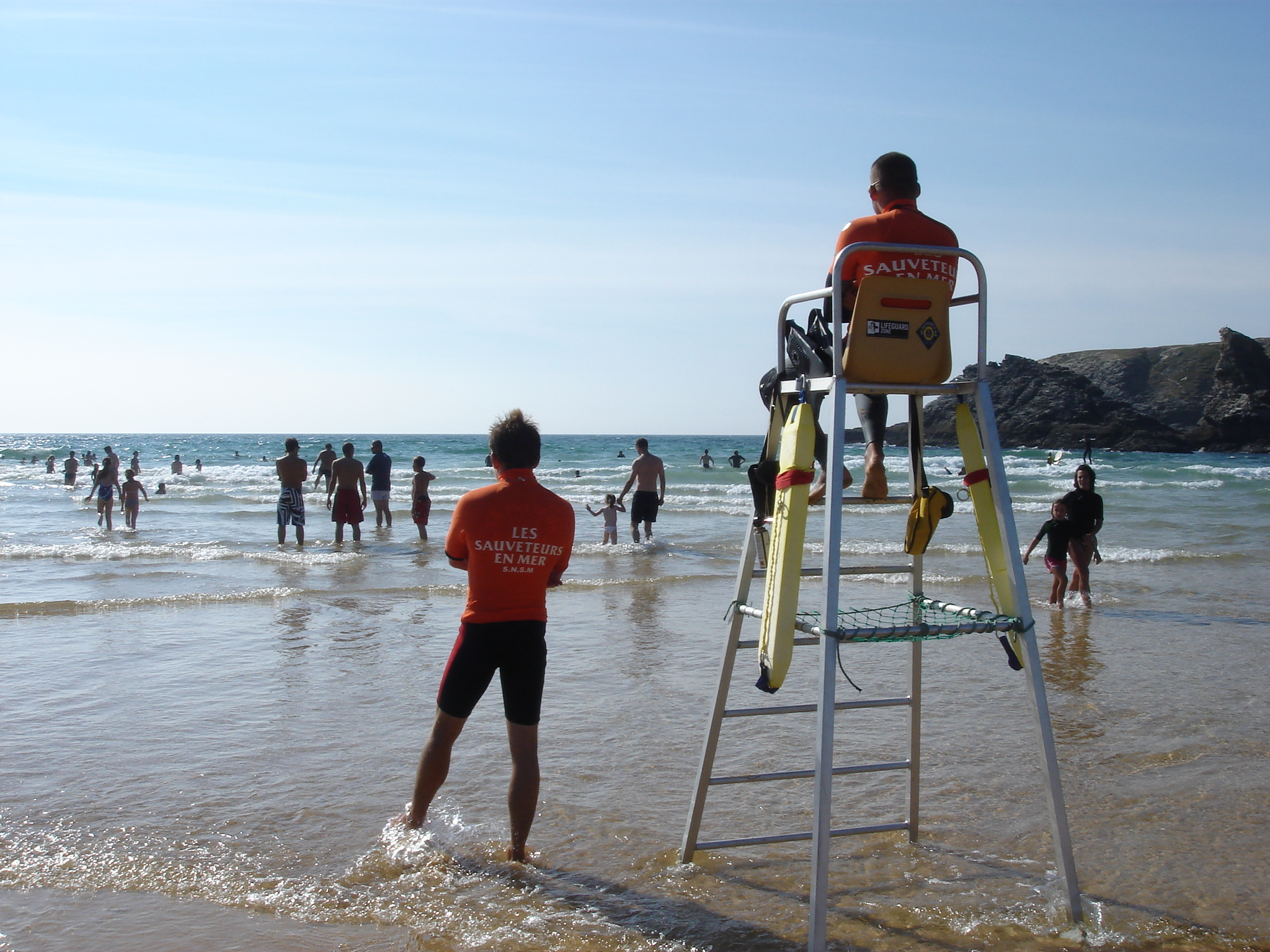
Baignade surveillée par la SNSM

Disposant de trente-deux centres de formation et d'intervention pour les nageurs-sauveteurs, l'association réalise chaque été des actions de prévention et de surveillance du littoral. Elles forment chaque année près de 450 nouveaux sauveteurs.
L’action des nageurs-sauveteurs va du réconfort aux personnes choquées à la réanimation cardio-ventilatoire d’accidentés dont les fonctions vitales sont gravement altérées. Ces jeunes sont affectés par la SNSM sur plus d’un tiers des plages surveillées et rémunérés par les communes.
La surveillance de plages s'effectue de mai à septembre. Ainsi, 1 500 nageur-sauveteurs rémunérés par les communes pour lesquelles ils sont affectés, ils assurent la surveillance des plages et de la bande littorale des 300 mètres. Un poste de secours sur la plage s'organise de manière hiérarchique. Il y a le Chef de Secteur (CS), le Chef de Poste de secours (CP) qui est garant de la bonne réalisation de la mission de l’équipe de sauveteurs, du suivi administratif, de l'organisation et de mise en œuvre du dispositif de surveillance, l'adjoint Chef de Poste (ACP) qui seconde le chef de poste et le Sauveteur Qualifié (SQ) sous l’autorité du Chef de Poste il assure les missions de surveillance, de prévention et d’intervention comme les autres Nageurs Sauveteurs du poste de secours.
Ils sont titulaires du Brevet national de sécurité et de sauvetage aquatique (BNSSA), permis bateau (option côtière), PSE 1 et 2, certificat restreint de radiotéléphoniste (CRR) et ont tous effectué des stages spécifiques (stage mer), ainsi que la formation (SSA littoral) qui est obligatoire depuis 2015.

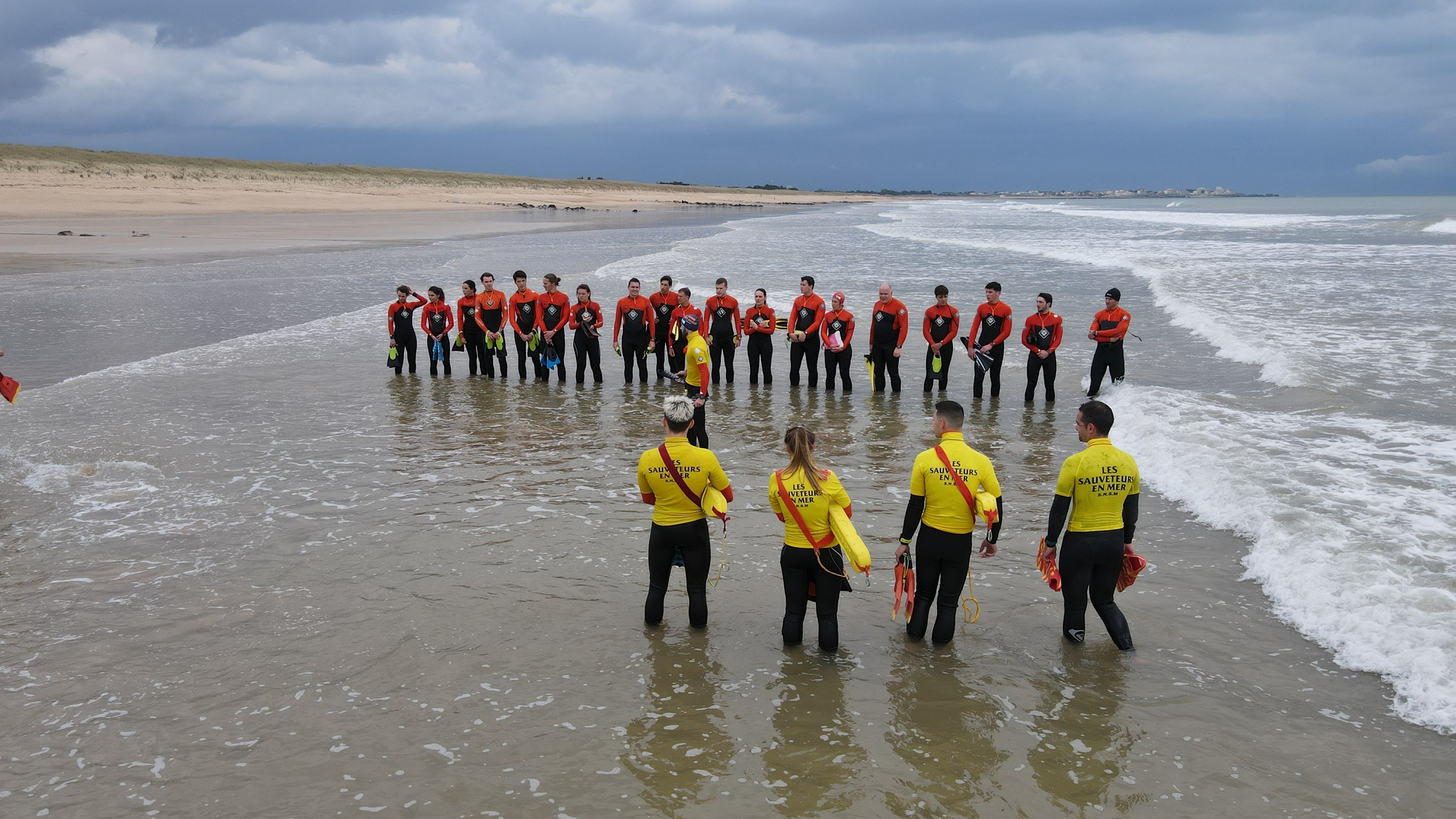
Formation initiale des Nageurs Sauveteurs (NS) du CFI Paris Ile de France sur la plage de Saint-Hilaire-de-Riez en Vendée (85).

Chaque centre de formation participe localement à différents dispositifs de secours (DPS) lors de manifestations nautiques et compétitions sportives.

### Prévention des risques nautiques
La SNSM organise aussi, chaque année, des manifestations sur la sécurité en mer dans le but d'informer sur son fonctionnement mais aussi de professionnaliser ses interventions par la mise en commun des expériences de chaque « usager des mers ».
Elle profite également d'événements aquatiques variés pour avertir des risques que l'on encourt en pratiquant des sports nautiques et propose des conduites à tenir à chaque sortie en mer. Des démonstrations sont alors organisées, par l'association, pour sensibiliser le public présent.

## Administration et finances

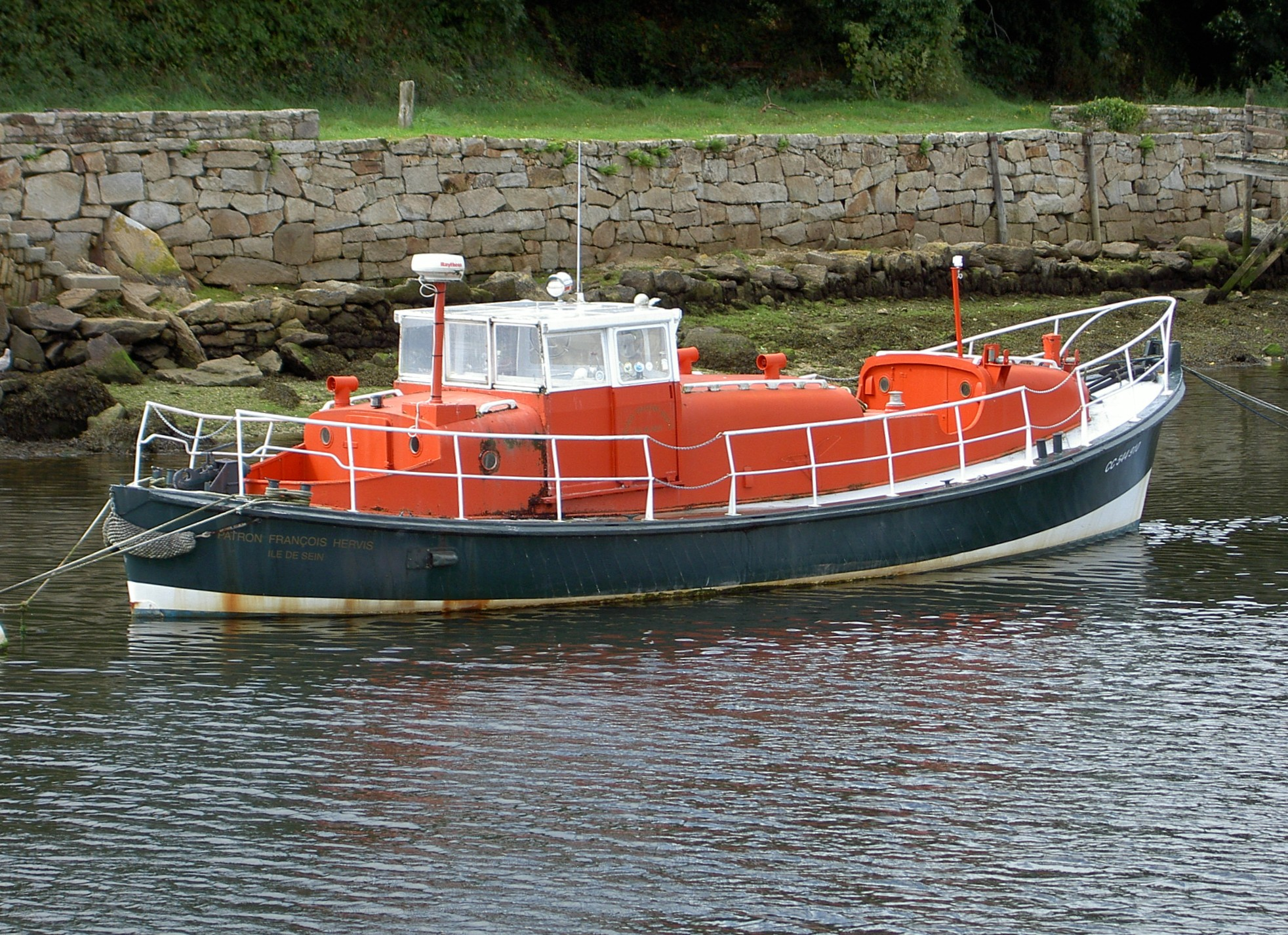
Ancien canot tous temps de l'île de Sein, le SNS 021 Patron François Hervis. Il connaît son heure de gloire dans la nuit du 12 au 13 janvier 1978 en portant assistance aux 217 hommes de l'escorteur d'escadre Duperré qui, à la suite d'une erreur de navigation, s'était échoué sur en franchissant le Raz de Sein. Tout l'équipage sera reçu à l'Élysée : le patron, Edouard Guilcher, est fait chevalier de la Légion d'Honneur, trois des canotiers sont faits chevaliers du mérite maritime. Gravement endommagé lors de cette mission, il sera peu après remplacé par le nouveau canot SNS 060 Ville de Paris. Réparé, il servira à la station de Trévignon de 1981 à 1989. Le bateau est classé bateau d'intérêt patrimonial.

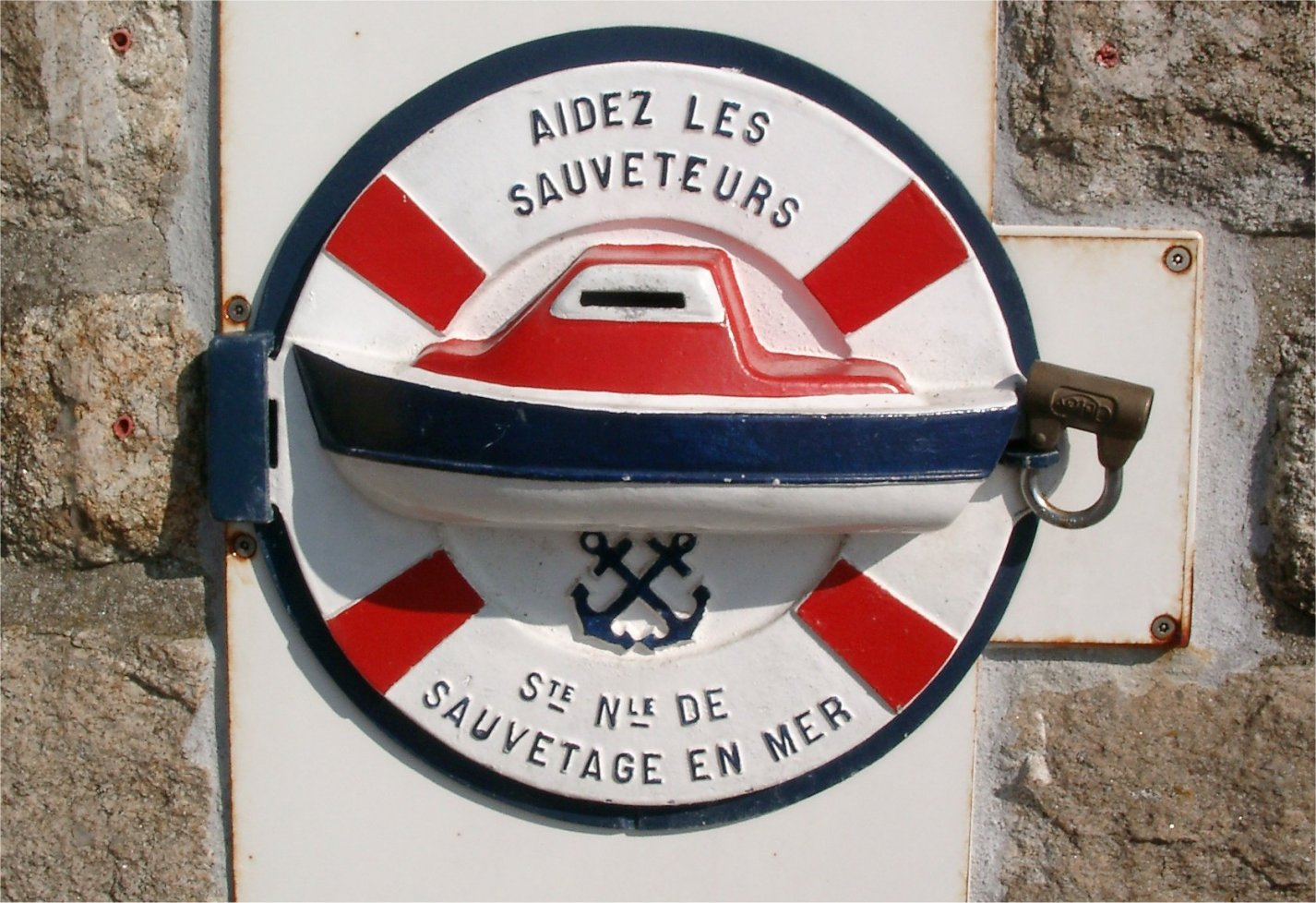
Tronc de la SNSM

Cette association loi de 1901 a été reconnue d’utilité publique par un décret du 30 avril 1970 et assume une mission de service public en France métropolitaine et dans les départements d’Outre-Mer.
Elle est dirigée par un président, actuellement l'amiral Emmanuel de Oliveira, ainsi qu'un conseil comprenant 31 membres, dont 24 membres élus et 7 membres désignés par les ministères intéressés.
Son financement est assuré pour à 24 % par des subventions publiques (État et collectivités locales, notamment les régions et les départements) et est complété par des dons privés (membres de l'association, dons, partenariats). Le budget de la SNSM est d'abord passé de 12 millions d'euros en 2002 à 22 millions d'euros en 2012 avant d'atteindre 28 millions d'euros en 2015. Le budget pour 2019 est de 30 millions d'euros, soit un niveau sans précédent dans l'histoire de l'association.
Pour promouvoir son action auprès du public et lui permettre de faire appel au don en confiance, l’association adhère au Don en confiance.

## Moyens nautiques

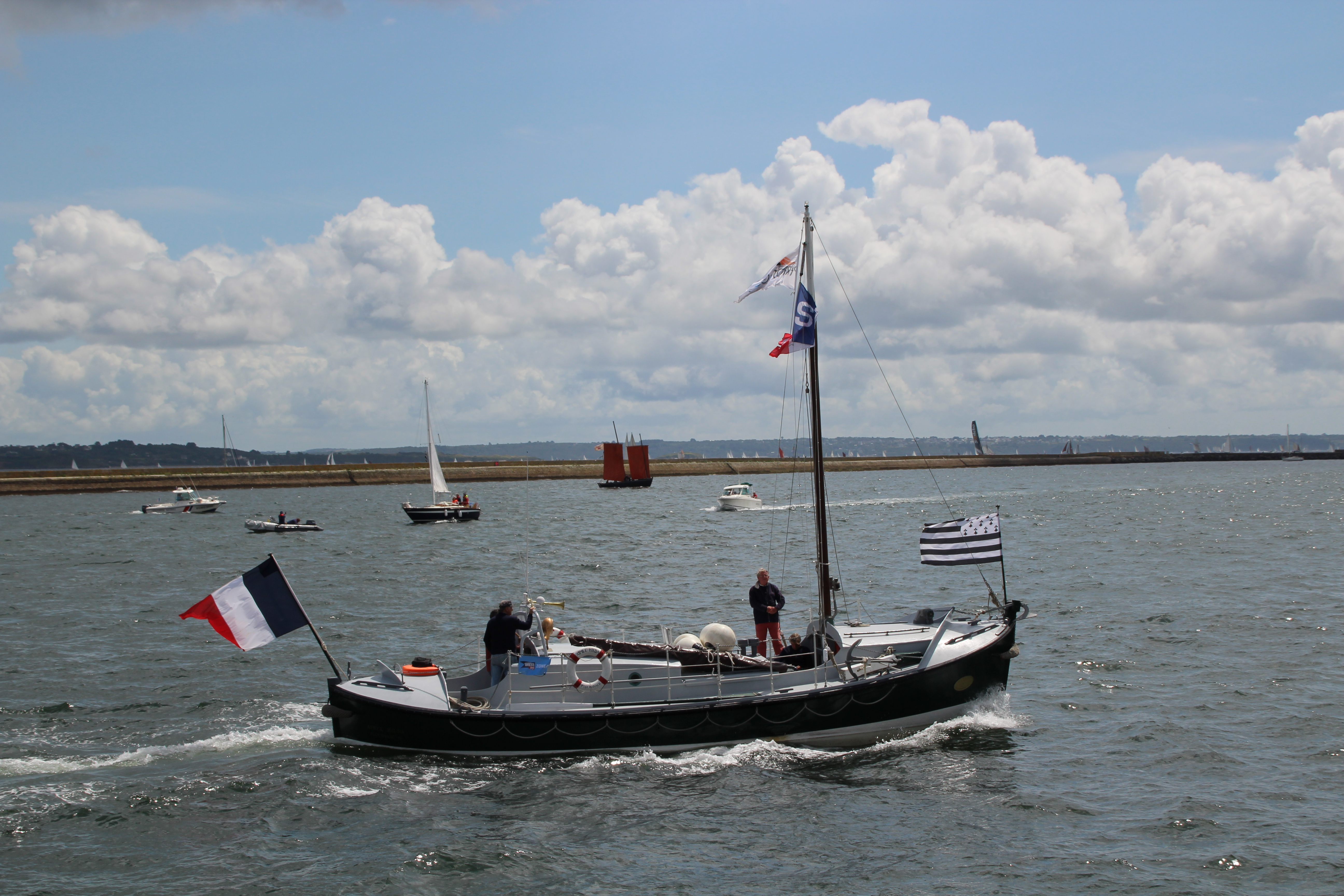
LAimée-Hilda, dernier canot de sauvetage tous temps à moteur (2 moteurs de 28 cv) et à voiles (foc et grand-voile) construit en 1939 par le Jouët à Sartrouville pour la station de Ploumanac'h, il arrive à la station après la guerre, le 3 septembre 1949 ; en service jusqu'en 1975 où il est retiré du service actif. Déplaçant 10,40 t, il est capable d'atteindre la vitesse de 7,9 nœuds. Ce canot est conservé par une association et navigue toujours et est présent à certaines manifestations nautiques comme les fêtes maritimes de Brest.

La SNSM est le premier armateur en France, elle dispose d'une flotte de près de 773 bateaux, du canot tous temps de 18 m au jet-ski de 3 m ; parmi ces moyens, 316 sont utilisés pour le sauvetage en mer, 457 sont utilisés pour la formation et la surveillance des plages en saison, c'est alors très majoritairement des semi-rigides et jets-skis. Elle gère l'acquisition, l'entretien des bateaux ainsi que de tous les équipements techniques. Chaque année, environ 6 millions d'euros sont investis. 

Au 26 avril 2025, la flotte opérationnelle de sauvetage de la SNSM est composée de : 40 canots tous temps (CTT) et 10 navires de sauvetage hauturiers de 1re classe (NSH1), 32 vedettes de 1re classe (V1), 72 vedettes de 2e classe (V2) et 2 vedettes de sauvetage côtier de 1re classe (VSC1), 15 vedettes légères (VL) et 1 navire de sauvetage côtier de 2e classe (NSC2, semi-rigide doté d'une timonerie), soit 172 unités à coque « rigide » conçues spécialement pour le sauvetage,,, 305 pneumatiques, 32 semi-rigides (SR) (plus 151 utilisés pour la formation et le sauvetage sur les plages pendant la saison estivale) et 91 jets-ski ainsi que 2 embarcations spéciales : une embarcation amphibie et un aéroglisseur. Ces dénominations de CTT, V1, V2, V3 et VL, avec leurs matricules respectives, commencent à apparaître au début des années 1970 (et 1980 pour les CTT) lorsque la SNSM commence à organiser sa flotte. Il faut aussi ajouter plusieurs dizaines de vedettes (venant de bateaux de série, plus 3 vedettes de 3e classe qui initialement ont servi dans la flotte de sauvetage) et zodiacs destinés à la formation dans les CFI.

### Constructions et mises en service récentes
| Matricule | Modèle | Nom                        | Station          | Longueur (hors-tout) | Largeur (hors-tout) | Puissance moteur | Chantier(s) naval(s)                                                                | Lancement         | Livraison         | Mise en service |
| --------- | ------ | -------------------------- | ---------------- | -------------------- | ------------------- | ---------------- | ----------------------------------------------------------------------------------- | ----------------- | ----------------- | --------------- |
| SNS 17-01 | NSH 1  | Gustave Gendron            | L'Herbaudière    | 17,44 m              | 5,27 m              | 2x700 CV         | Couach (Gujan-Mestras)                                                              | 20 octobre 2021   | 17 juin 2022      | 1er juin 2023   |
| SNS 005   | CTT NG | Pourquoi pas ? III         | Saint-Malo       | 18,80 m              | 5,54 m              | 2x650 CV         | Sibiril Technologies (Carantec) et Pôle de soutien de la flotte (SNSM) (Saint-Malo) | 22 mai 2023       | 23 juin 2023      | août 2023       |
| SNS 9-001 | NSC 2  | Le Gaou                    | La Londe         | 8,70 m               | 2,55 m              | 2x225 CV         | Couach (Gujan-Mestras)                                                              | novembre 2021     | 23 février 2024   | 27 mars 2024    |
| SNS 17-02 | NSH 1  | Mona Rigolet II            | Goury - La Hague | 17,44 m              | 5,27 m              | 2x700 CV         | Couach (Gujan-Mestras)                                                              | 4 octobre 2023    | 17 juin 2024      | décembre 2024   |
| SNS 17-03 | NSH 1  | L’étoile Cotinarde         | Île d’Oléron     | 17,44 m              | 5,27 m              | 2x700 CV         | Couach (Gujan-Mestras)                                                              | 27 novembre 2023  | 8 juillet 2024    | -               |
| SNS 17-06 | NSH 1  | Bec de l’Aigle III         | La Ciotat        | 17,44 m              | 5,27 m              | 2x700 CV         | Couach (Gujan-Mestras)                                                              | 15 février 2024   | 10 août 2024      | 26 avril 2025   |
| SNS 17-08 | NSH 1  | Pierre Bouguer             | Le Croisic       | 17,44 m              | 5,27 m              | 2x700 CV         | Couach (Gujan-Mestras)                                                              | 22 juillet 2024   | 29 novembre 2024  | février 2025    |
| SNS 17-07 | NSH 1  | Cyrnos                     | Propriano        | 17,44 m              | 5,27 m              | 2x700 CV         | Couach (Gujan-Mestras)                                                              | 3 juin 2024       | 4 décembre 2024   | avril 2024      |
| SNS 12-01 | VSC 1  | Amiral Jacques Méheut      | Cavalaire        | 11,95 m              | 4,46 m              | 2x450 CV         | Gatto (Martigues)                                                                   | 12 novembre 2024  | 14 décembre 2024  |                 |
| SNS 17-09 | NSH 1  | Jean Cam II                | Île-Molène       | 17,44 m              | 5,27 m              | 2x700 CV         | Couach (Gujan-Mestras)                                                              | 23 septembre 2024 | 1er février 2025  | -               |
| SNS 12-02 | VSC 1  | Notre-Dame des Passes II   | Arcachon         | 11,95 m              | 4,46 m              | 2x450 CV         | Gatto (Martigues) et Pors-Moro (Pont-l'Abbé)                                        | 14 janvier 2025   | 8 février 2025    | -               |
| SNS 17-11 | NSH 1  | Philippe Kieffer           | Ouistreham       | 17,44 m              | 5,27 m              | 2x700 CV         | Couach (Gujan-Mestras)                                                              | 20 novembre 2024  | 5 avril 2025      | -               |
| SNS 17-10 | NSH 1  | Arnette                    | Carro            | 17,44 m              | 5,27 m              | 2x700 CV         | Couach (Gujan-Mestras)                                                              | 21 octobre 2024   | 18 avril 2025     | -               |
| SNS 17-12 | NSH 1  | Notre-Dame du Cap Lihou II | Granville        | 17,44 m              | 5,27 m              | 2x700 CV         | Couach (Gujan-Mestras)                                                              | 7 janvier 2025    | 26 avril 2025     | -               |
| SNS 17-04 | NSH 1  | An Aberioù                 | L’Aber-Wrac’h    | 17,44 m              | 5,27 m              | 2x700 CV         | Couach (Gujan-Mestras)                                                              | 22 avril 2024     | En cours d'essais | -               |
| SNS 17-13 | NSH 1  | Arguin                     | Lège-Cap-Ferret  | 17,44 m              | 5,27 m              | 2x700 CV         | Couach (Gujan-Mestras)                                                              | 20 février 2025   | En cours d'essais | -               |
| SNS 17-14 | NSH 1  | Pierre Bernard             | Hyères           | 17,44 m              | 5,27 m              | 2x700 CV         | Couach (Gujan-Mestras)                                                              | 2 avril 2025      | En cours d'essais | -               |

### Évolutions technologiques des bateaux de sauvetage

#### Concept de canot de sauvetage
Les bateaux de sauvetage armés par l'association sont qualifiés de côtiers car ils interviennent à une distance maximale théorique de 20 milles marins (presque 40 km), même si exceptionnellement ils ont pu aller largement au-delà (60 milles). Les navires de la Marine nationale — ou affrétés par celle-ci comme l'Abeille Bourbon — eux peuvent être amenés à intervenir en haute mer et sont conçus notamment pour cela.
Les bateaux nommés "canots" — répartis dans des lieux choisis — sont des bateaux insubmersibles conçus pour des opérations SAR (search and rescue : recherche et sauvetage) qui ont pour fonction de rechercher et de porter assistance à des personnes en péril sur des navires de toutes dimensions, que ce soit à la côte ou plus au large, par des temps difficiles d'où leur appellation de "canot tous temps". À l'origine, le terme de canot désigne une embarcation légère à rames, non pontée, ce qui était le cas des premiers bateaux de sauvetage construits dès le milieu du XIXe siècle nommés ainsi. Il ne faut pas les confondre avec les embarcations de sauvetage rigides (aussi appelées canots de sauvetage) à bord des grands navires qui ont pour destination l'évacuation collective des personnes quand il y a sinistre du navire, jusqu'au moment où les secours arriveront pour récupérer les naufragés dans de meilleures conditions.
En France, les canots de sauvetage sont parfois (de plus en plus souvent) appelés vedettes signifiant des bateaux rapides (dépassant environ les 15 nœuds) même si ce terme était plutôt utilisé pour des embarcations moins rompues à des conditions difficiles en mer.

#### Des bateaux devenant plus rapides et plus spacieux
Jusque dans les années 1960, les canots présentaient des formes "très marines" qui leur donnaient une bonne tenue à la mer ce qui autorisait une vitesse maximale de 8 à 9 nœuds (peu sont ceux qui arrivaient à atteindre les 10 nœuds, même après une remotorisation et modernisation des années plus tard) : avec ce genre de coques à déplacement, les lois de la physique imposent une vitesse limite (vitesse critique) : ainsi, pour une longueur de 15 mètres à la flottaison, on ne peut pas dépasser les 10 nœuds. Mais dans les années 1960, arrivent les premiers bateaux de type "vedettes" où on donne aux coques des formes "planantes" ou semi-planantes (ou à semi-déplacement) atteignant et dépassant facilement les 14 nœuds (jusqu'à environ 20 nœuds), ce qui est considéré comme rapide à l'époque, de même arrive les premiers canots pneumatiques souvent particulièrement affectés dans les stations balnéaires.
Depuis les années 1970 et 1980, les différences entre les canots tous temps et les vedettes tendent très sérieusement à s'effacer avec l'évolution technologique des navires et de leurs performances (avec les canots tous temps CTT, arrivent respectivement les vedettes de nouvelle génération : les V1 NG en 2001 et les V2 NG en 2009 ; bateaux de construction dite "tous temps" car doués notamment de l'aptitude à l'autoredressabilité), en effet les canots tous temps actuels sont maintenant des bateaux ressemblant à une grosse vedette dotés d'une coque à semi-déplacement (ou semi-planante), plus « marins » ayant une meilleure tenue à la mer avec des lignes conçues pour affronter le gros temps, pouvant aller plus loin en mer donc pourvus d'une autonomie plus grande, pouvant transporter un plus grand nombre de naufragés, avec une capacité d'autoredressement en cas de chavirage accidentel, plus puissants pour remorquer de gros navires, entièrement médicalisés mais moins rapides en vitesse, moins faits pour intervenir dans les faibles profondeurs et nécessitant un équipage renforcé. Les canots tous temps actuels font de 17 à 22 nœuds pour les plus récents (25 nœuds pour les CTT NG), en effet, ce n'est pas la vitesse pour ce type de bateaux qui prime mais davantage leur comportement et leur navigabilité dans le gros temps. Didier Delavoie, inspecteur général SNSM pour l'Atlantique tout comme le service technique de la SNSM, juge — qu'à partir d'une V2 de 12 m de long — « on a des bateaux qui sont capables de tenir — plus ou moins confortablement — par presque tous les temps ».

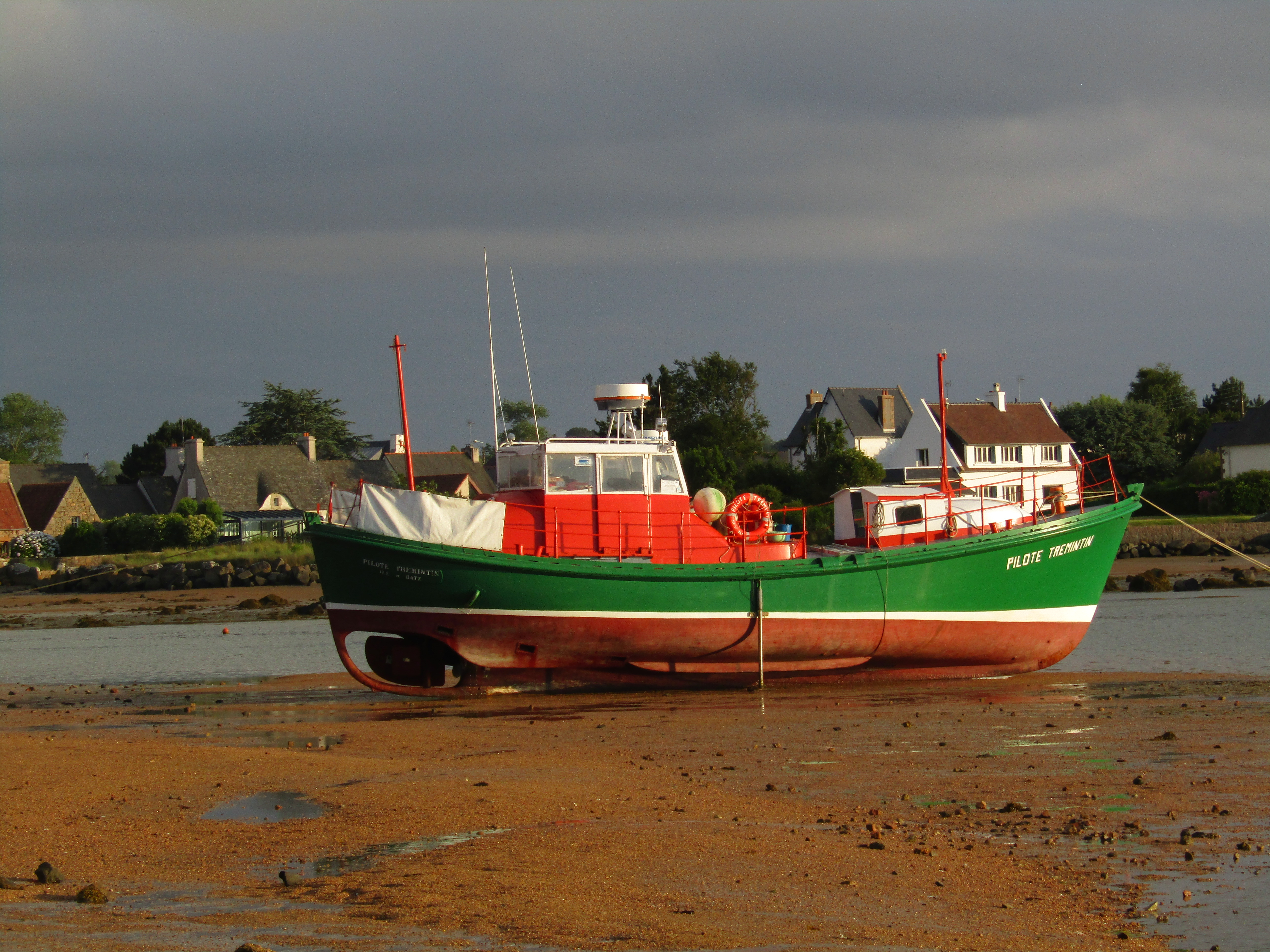
Le CTT de 14 m SNS 015 Pilote Trémintin de l'Île de Batz, construit en 1957 par les chantiers Lemaistre de Fécamp, il a été en service à Portsall de 1958 à 1997. Canot en bois insubmersible et autoredressable déplaçant 20,5 t. Sa vitesse atteint 10 nœuds, ce qui est remarquable à l'époque. Avant sa refonte en 1981 où il verra notamment sa puissance moteur passer de 2 fois 75 cv à 2 fois 140 cv il n'avait pas de cabine mais un simple cockpit, peu abrité, pour le pilotage ; ainsi, le barreur était attaché par de grosses sangles en cas de houle. Il possède huit dalots à soupapes automatiques pour l'évacuation de l'eau embarquée. Avec un lest de quille de plus de 2 tonnes, il possède deux quilles anti-roulis.

De 1865 à 1966, tous les canots tous temps mis en service étaient en bois (un très petit nombre étaient en acier), et les premiers étaient propulsés par des avirons (puis avec l'ajout des voiles), les sauveteurs tout comme les naufragés n'avaient pas d'autres choix que de rester à l'extérieur exposés aux éléments. C'est avec l'arrivée du moteur dans les années 1920 et la nécessité de le protéger du fait de leur fragilité qu'arrivent des espaces de protections rudimentaires pour l'équipage et les naufragés. Puis des décennies plus tard, dans les années 1960 et 1970, arrivent les premiers équipements électroniques (radar, BLU, VHF, sondeur) et des superstructures fermées sont installées sur les nouveaux canots tous temps et sur les canots tous temps anciens (à l'occasion de leur refonte) qui n'en disposaient pas pour abriter les équipages et les naufragés dans les années 1970. En 1969, un premier radar et un premier sondeur est installé sur le canot SNS 020 Patron François Morin suivi en 1971 du SNS 051 Commandant Gaudin. En 1973, les transmissions VHF sont généralisées (à la place de la BLU). Également, dès la fin des années 1970, la plupart des embarcations sont dotées de moyens de réanimation. La construction des bateaux de sauvetage en bois va durer plus d'un siècle et dans les années 1970 et 1980, elle sera concurrencée pendant deux décennies respectivement par des canots tous temps en acier et des vedettes de deuxième classe en aluminium (de type ELIR, engin léger d'intervention rapide). La deuxième génération de canots tous temps est celle des coques en acier qui eux sont mieux motorisés (2x260cv) et peuvent atteindre 14,5 nœuds. Les techniques évoluant très vite, dès le début des années 1980, il est apparu une nouvelle génération de coques pour les canots tous temps et de vedettes, construits en CVR (composite verre résine) c'est-à-dire les coques en plastique. Le premier bateau de sauvetage en CVR est la vedette (classée plus tard comme vedette de première classe) de 10,35 m SNS 29 Léonce Vieljeux de La Rochelle mise en service en 1967. Quasiment en même temps, dans les années 1970, les vedettes de première classe (V1) apparaissent tout comme celles de deuxième classe (V2), ces dernières sont plus petites et ont un rayon d'intervention qui est plus limité, ces vedettes permettant plutôt une intervention rapide à de relatives courtes distances des côtes ; les V1 sont un peu moins longues que les canots tous temps (CTT) et tout comme les V2 ont évolué d'une façon un peu similaire aux CTT : les coques, d'abord en bois, ont ensuite été fabriquées en bois plastifié, puis les coques des vedettes sont construites en plastique. Les performances des V1 avec les CTT sont proches notamment en termes de vitesse et de capacité d'accueil des naufragés.
Les évolutions de ces bateaux répondent à l'explosion de la plaisance et des loisirs nautiques dès les années 1960, la majorité des interventions se faisant alors au profit de plaisanciers peu aguerris aux conditions maritimes difficiles : lors d'un naufrage, ces personnes sont souvent hissées à bord du bateau en état de choc et d'hypothermie. Répondant à ces besoins nouveaux, les bateaux des deux dernières générations (le cas de tous qui sont construits depuis le début des années 1990) possèdent une capacité d'accueil supérieure dans la cabine et dans le poste avant, suffisamment importante pour étendre plusieurs personnes sur des couchettes et leur donner les premiers soins.

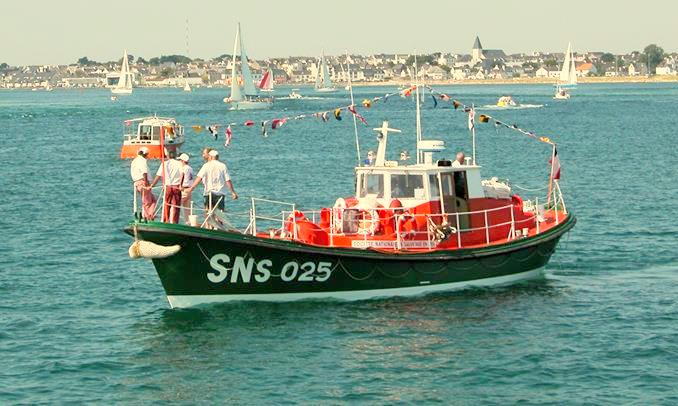
Le canot tous temps SNS 025 Patron Emile Daniel de 13,25 m ; mis en service en 1962, c'est un des derniers canots en bois à avoir été construits, bien entretenu, il a été en fonction jusqu'en septembre 2003 à Étel où pendant une intervention il talonne sur des espars ce qui entraîne l'arrêt définitif de son service au sauvetage ; ayant une voie d'eau, sa coque est hors d'usage et ses moteurs noyés. Le canot a depuis été restauré et navigue. Il atteint les 10 nœuds.

### Sécurité et survivabilité à la mer des bateaux de sauvetage
Conçus pour assurer une sécurité supérieure à celle d'une embarcation ordinaire par temps et conditions de mer difficiles (marée y compris), ils doivent posséder des qualités nautiques permettant de naviguer afin d'accomplir efficacement des missions dans ces conditions. Plusieurs caractéristiques sont nécessaires. Le bateau ne doit pas être exposé à l'embarquement des paquets de mer : il faut donc qu'il soit ponté, munis de portes et panneaux étanches et son espace intérieur doit constituer un volume clos ; avant l'arrivée des premières superstructures, les canots étaient auto-videurs. Ils doivent être insubmersibles donc ne pas couler même si la coque est trouée et que l'eau inonde le navire. De plus ils doivent être stables et ne doivent pas être exposés au chavirement (certains anciens canots alors étaient dits à grande stabilité). Mais dans les zones difficiles les plus exposées et où les sorties peuvent être longues, sont mis en service des canots autoredressables (les anciens canots étaient dits à redressement spontané), qui sont un peu moins stables mais munis de volumes consistant en des superstructures organisées de manière que le canot en position chavirée flotte sur ces dernières et soit en position instable par le poids de leur quille, ce qui entraîne le redressement du bateau,. Quoi qu'il en soit, une stabilité optimale est obtenue en recherchant des formes élargies et une largeur pouvant atteindre le tiers de la longueur. La coque doit être également solide et pouvoir supporter des chocs contre le bateau à secourir.

#### Insubmersibilité

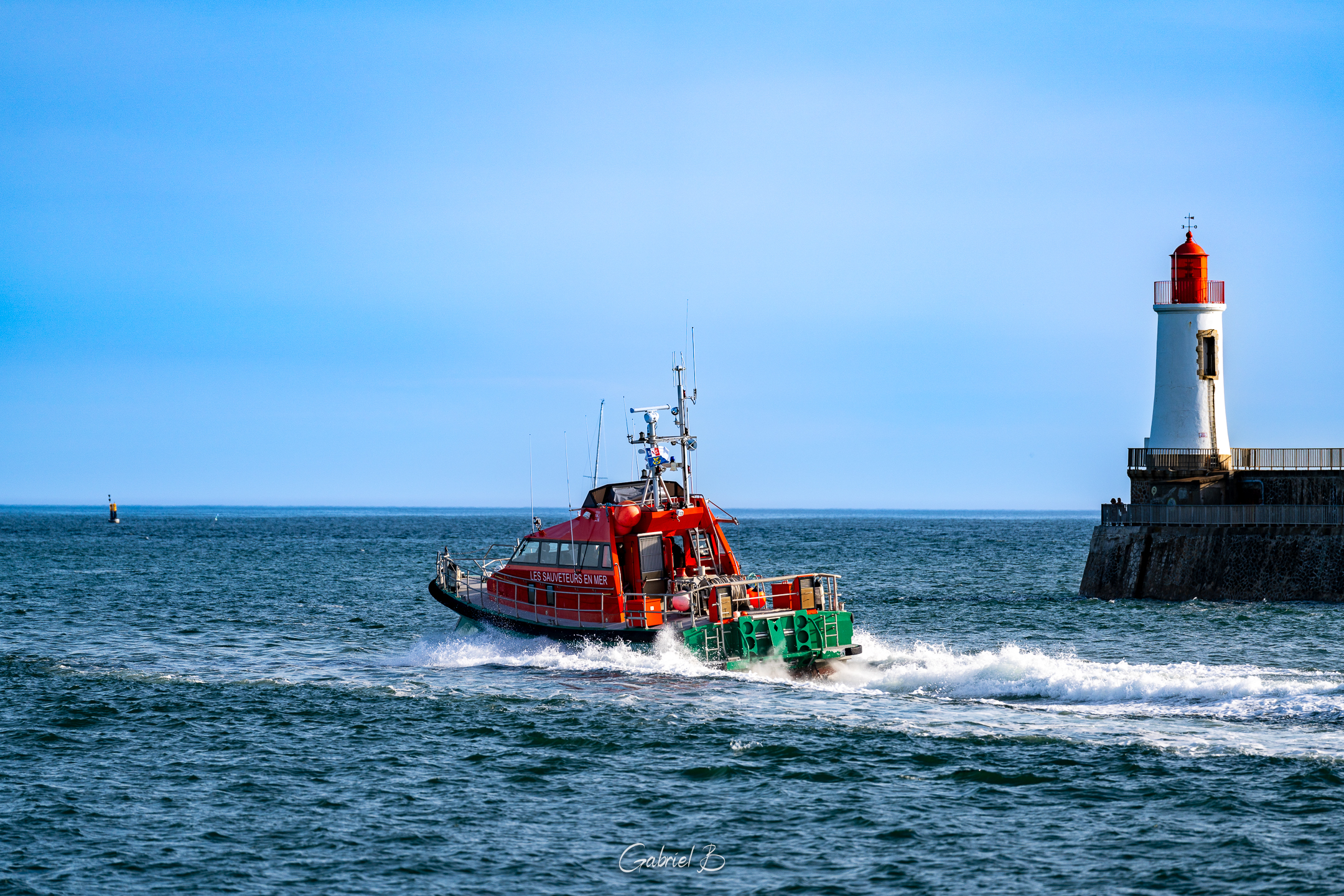
Canotier Jacques Joly à la sortie du port des Sables d'Olonne, partant en intervention

Tous les canots et vedettes de sauvetage sont insubmersibles, — ils ont aussi une compartimentation étanche serrée — par l'ajout sous pression de matériaux beaucoup plus légers que l'eau tels que de la mousse expansée de polyuréthane à cellules fermées,, d'une densité très faible (trente fois plus légère que l'eau, de l'ordre de 35 kg/m3), elle est injectée sous forme de plaques dans des espaces disponibles réservés dans des caissons étanches doublant la coque,,, constituant des volumes d'insubmersibilité : même après avarie, le bateau plein d'eau ne coule pas, reste toujours en flottabilité positive (le pont reste au-dessus de l'eau avec un certain franc-bord) et est en mesure de naviguer grâce à ces réserves de flottabilité ; en effet, le volume d'eau qui est entrée dans la coque ne se trouve en outre qu'à occuper un espace restreint qui détermine seulement un déplacement parallèle du plan de flottaison, l'assiette n'est donc pas modifiée de manière grave. En plus d'être dans des caissons, la mousse peut être placée dans les varangues, les membrures ; une assez grande proportion de la mousse est répartie au niveau de la ligne de flottaison à l'avant et à l'arrière, à bâbord et tribord, afin de garder une stabilité globale du navire après envahissement. Cette méthode était une des mesures de la standardisation généralisée pour tous les canots et vedettes que l'amiral Leenhardt — président de la SNSM de 1987 à 1993 — a mises en place telles que les coques en CVR (composite verre-résine) avec une carène d'un nouveau profil qui permet une forte stabilité avec un fort couple de redressement, une double motorisation indépendante, une timonerie entièrement fermée et étanche capable de recevoir un ou deux naufragés couchés en plus d'un compartiment à l'avant où les naufragés peuvent recevoir les premiers soins. Début 1986, juste avant le lancement du nouveau prototype de canots tous temps de 17,60 m (le futur SNS 061 Patron Jack Morisseau des Sables-d'Olonne qui est en fin de construction), Paul Niobé (alors chef du service technique de la SNSM) — à propos de la tentation de remplacer les caissons d'insubmersibilité par un réseau de cloisons étanches — note que « cette méthode n'est considérée que comme un pis-aller, et ce serait une dangereuse erreur que de tenir pour insubmersible un canot divisé en compartiments étanches non remplis de caissons ou de mousse », en effet si un canot talonne, il peut être atteint dans plusieurs de ses compartiments qui, vides, présentent de larges volumes pouvant être inondés par la mer, à plus forte raison si ces volumes sont contigus ; la stabilité est en plus gravement compromise. En 2018, l'association décide de ne pas utiliser cette technique de moussage des coques dans son programme de renouvellement de la flotte pour notamment les futurs NSH et NSC du chantier Couach du fait de la perte de place dans les bateaux — en particulier dans le compartiment moteur — au profit d'une compartimentation cloisonnée via un système des cloisons étanches multiples et de portes étanches fermées à la mer,, de telle sorte que si deux compartiments contigus sont envahis par l’eau, le bateau doit continuer à flotter : stabilité et franc-bord y sont garantis. Les anciens canots tous temps en bois (en 1980, une trentaine de 12 m à 14,50 m sont en service, les deux-tiers étant modernisés, le restant l'étant dans les années 1980, le dernier canot étant modernisé en 1988 est le SNS 018 Patrons Dubarre et Corvic, faisant 13,60 m de long, il est en service de 1958 à 1997) étaient insubmersibles principalement par plusieurs dizaines à une centaine de caissons de cuivre à air hermétiques, soudés à l'étain et disposés dans les fonds et sous le pont. Par exemple, le canot tous temps de Portsall SNS 013 Yvon Salaün — construit en 1955 par le chantier Lemaistre de Fécamp et en service jusqu'en 1998, il fait 14,50 m de long — dispose d'une coque divisée en dix compartiments étanches, celle-ci contenant 112 caisses en cuivre d’une contenance totale de 11 670 litres d’air lui assurant son insubmersibilité. Sur certains canots tous temps — notamment construits par le chantier Jouët (à Sartrouville) —, un liston en forte toile garni de capok contribue à assurer l'insubmersibilité mais également l'autoredressement. Avant l'usage des caisses à air, on remplissait une partie de la cale des canots avec des morceaux de liège faisant office de flotteurs mais ce système alourdissait le bateau et ne remplissait qu'imparfaitement sa fonction. L'insubmersibilité peut être complétée par l'ajout de quelques puits de vidange traversant la largeur des canots afin de faire sortir l'eau embarquée de l'intérieur du canot.

#### Stabilité et autoredressabilité

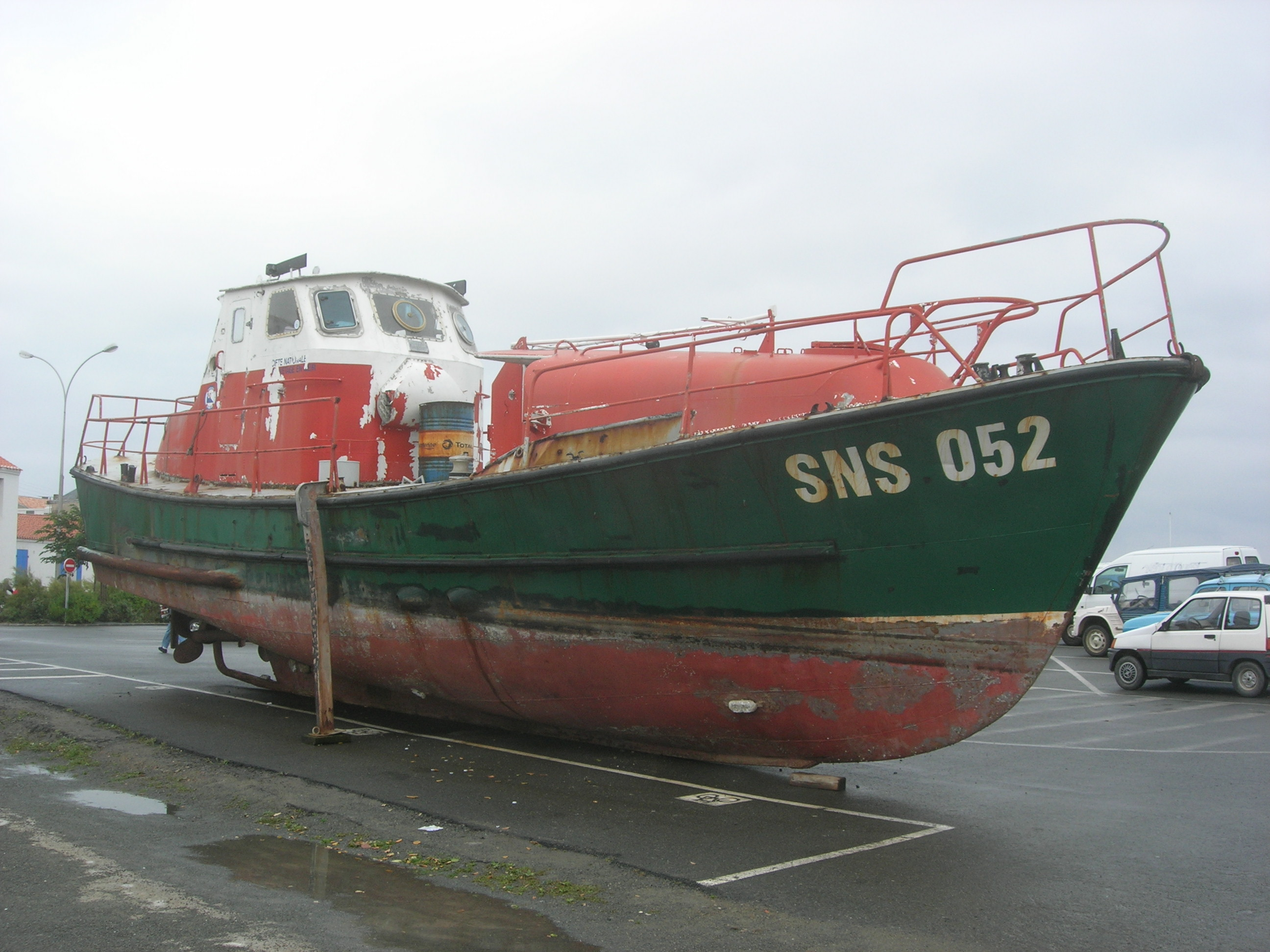
Le CTT en acier de 15,30 m SNS 052 Patron Noé Devaud construit par la Société française de construction navale (SFCN) à Villeneuve-la-Garenne ; mis en service en 1972 et affecté successivement aux stations de l'Île d’Yeu, d'Ouistreham, de Camaret, des Sables d'Olonne, du Cap Ferret et de l'Île de Sein. Il est réformé en 2003 après avoir effectué plusieurs remplacements lors de réparations sur des canots.

Les anciens canots en bois étaient autoredressables grâce à des dômes étanches sur l'avant et l'arrière, qui avec le poids du lest, interdisent au canot de rester en position chavirée ; la vidange de l'eau embarquée pouvant se faire éventuellement grâce à des puits verticaux équipés de soupapes automatiques. Les bateaux de sauvetage sont conçus aussi pour avoir une stabilité maximale rendue possible notamment par des formes élargies ; par exemple, les vedettes V2 de la série des 10,50 m (qui ne sont pas autoredressables) ont un module de stabilité transversal (noté ρ-a) de 1,83 m, le bateau tolérant alors des gîtes de 80°. Pour avoir une bonne stabilité, il faut un ρ-a relativement important situé entre 1,50 m et 2 m. Aujourd'hui, les CTT, V1 NG et les V2 NG sont autoredressables car ils sont dotés d'une grosse timonerie hermétique qui lorsque le bateau est à l'envers, confère une grande instabilité, leur centre de gravité bas favorisant leur redressement à leur position normale via leur quille : quel que soit l'angle de chavirement, le couple de redressement est toujours positif jusqu'à 180° ; pour ce faire, ils sont équipés de dispositifs particuliers notamment d'obturateurs spéciaux évitant les entrées d'eau dans les conduits de ventilation et les échappements des moteurs. De plus, un arrêt automatique des moteurs est prévu si la période de retournement dure plus de 5 secondes. Il est arrivé au cours d'intervention par très gros temps que certains CTT et V1 se soient couchés (à 90° et plus), par exemple, le 29 novembre 2018, la V1 NG SNS 162 Sieur de Mons de la station de Royan (14,05 m, construite en 2012) se trouve dans des creux de 6 m et est prise dans une déferlante dans la passe sud de l'estuaire de la Gironde et se couche à 90° — les équipiers du CTT du Verdon SNS 085 Madeleine Dassault arrivés en renfort ont pu apercevoir l'indicatif radio écrit sur le toit de la cabine de la V1 — lors du sauvetage d'un voilier en perdition ayant démâté, un équipier avec son harnais est éjecté lors du redressement brutal de la vedette, il sera récupéré peu de temps après par un hélicoptère de la Marine Nationale,. En 1990, Maurice Yven, patron du tout nouveau canot tous temps de 17,60 m SNS 068 Amiral Amman d'Audierne — testant les canots sortis des chantiers Bernard de Lorient — sort du port un jour de tempête avec plusieurs équipiers sur la barre qui s'est formée à l'entrée des passes : avec des creux de 7 à 9 mètres, le canot s'est incliné à 110° avant de se redresser.

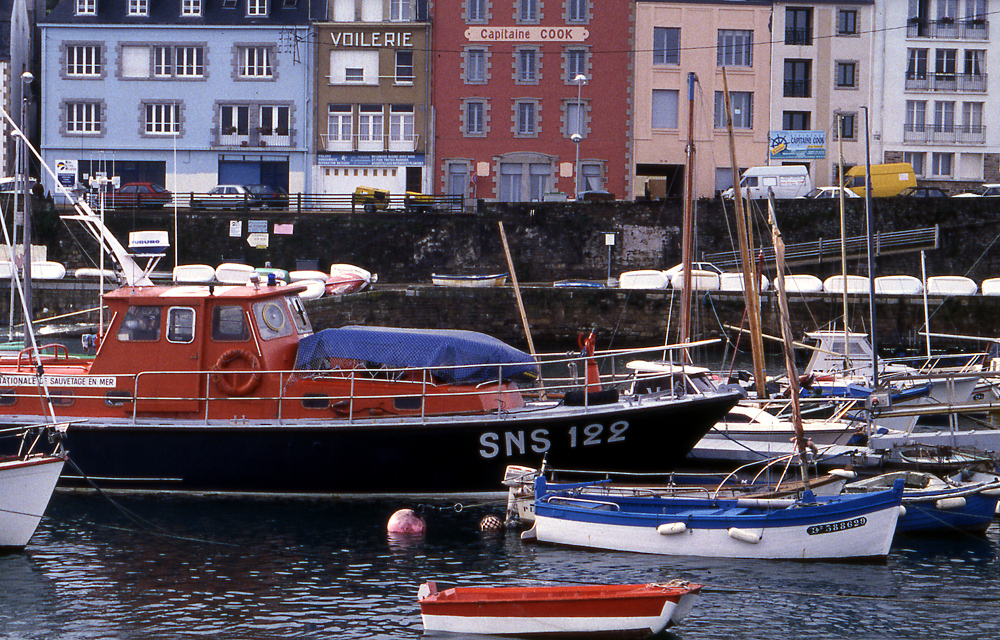
Appartenant à la première génération des V1 (premier modèle de V1) dont la conception remonte en 1974, la V1 à coque en bois plastifié SNS 122 Alain Le Gall de la station de Douarnenez a été construite par le chantier naval de Cornouaille de Douarnenez en 1979 et a été en service jusqu'en 2005 ; vedette de 15 t capable d'atteindre les 18 nœuds.

Au début des années 1990, le tout nouveau canot tous temps de la station de Saint-Tropez SNS 066 Bailli de Suffren II — en service d'avril 1989 à janvier 2021, il fait 17,60 m de long pour 4,40 m de large — est en intervention de nuit au large de Cavalaire pour une inquiétude au sujet du convoyage d'un bateau de la Spi Dauphine (de l'association de course de voile étudiante du même nom qui se déroule chaque année en avril) : sortant par très gros temps d'est, il prend dans ses hélices un morceau d'aussière à l'abandon et qui dérive : le moteur tribord finit par caler. Devenant non manœuvrable, le canot se met alors en travers des lames et chavire à 180° quille en l'air sous l'effet de gros creux de six à sept mètres espacés d'une dizaine de mètres ; les vagues arrivent sans cesse et empêchent pendant plusieurs secondes au canot — insubmersible et autoredressable — d'amorcer le retour à l'endroit ; vingt secondes après le début du chavirement, le canot finit par se redresser. Le CROSS annule la mission, et l'équipage rejoint Cavalaire qui est le port le plus proche, sur un seul moteur. L'hélice dégagée, il est décidé de rester au port, la mer étant très forte. Les sauveteurs s'en sortent avec « des contusions, une énorme frayeur et un bateau sens dessus dessous ».

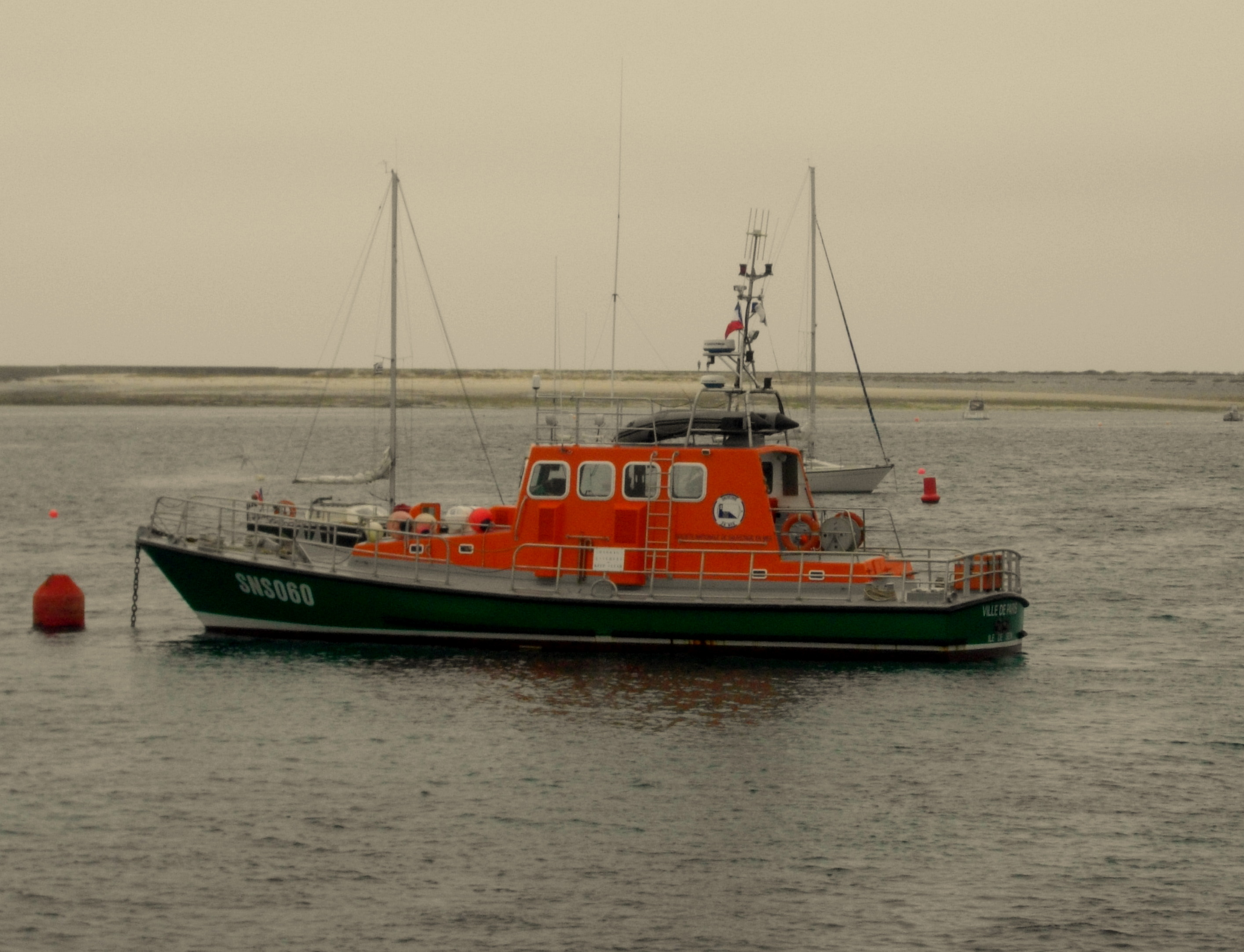
D'une conception très novatrice il fait 17,60 m sur 4,40 m de large, il était parmi les plus modernes et le plus grand de la flotte SNSM à sa construction, ce premier canot tous temps en polyester (CVR) est construit à la suite d'un appel d'offres lancé en 1978 par l'amiral Amman ; construit en 1979, il est lancé en janvier 1980. Il sera utilisé rapidement par la suite comme prototype des canots tous temps de la nouvelle génération en polyester avec le SNS 061 Patron Jack Morisseau dont le plan est finalisé le 20 avril 1985. Ce canot tous temps SNS 060 Ville de Paris appartenait à la station de l'Île de Sein, atteignant les 19 nœuds (14 à 15 nœuds avant sa refonte et remotorisation en 2003), il y sera en service de juin 1980 à janvier 2016, puis il devient bateau de travaux offshore.

Depuis 1971, tous les prototypes des canots tous temps (plus des vedettes de première classe de type V1 NG et un navire de sauvetage hauturier de première classe) ont subi des tests d'autoredressement réalisés avec succès : sur un plan d'eau le plus calme possible, un câble passant sous le bateau est viré par une grue pour provoquer le chavirement ; il est estimé qu'en situation réelle, cette situation inconfortable pour l'équipage ne dure pas plus de six secondes. Souvent, le retournement est réalisé en l'absence de certains équipements qui pourraient être endommagés (antennes, électronique…). Depuis la création de la SNSM en 1967, 9 bateaux ont subi ces tests d’autoredressement, lors de leur lancement :
- le SNS 051 Commandant Gaudin de la station de Port-Bloc en avril 1971[83], premier canot tous temps en acier construit aux chantiers SFCN de Villeneuve-la-Garenne (8 autres seront construits de 1972 à 1978 respectivement dans les stations de l'Île d'Yeu, Saint-Jean-de-Luz, Belle-Ile, Fécamp, Port-Vendres, Ouistreham, Calais et Bastia). C'est un des derniers navires à avoir une coque quasiment à déplacement qui ressemble beaucoup aux canots tous temps en bois des décennies précédentes ; le dernier canot en service l'aura été jusqu'en 2003. Il mesure 15,30 m (rallongé à 16,70 m pour les deux dernières unités). Avec ce bateau de sauvetage, c'est la première fois en France que l'on effectue, juste avant la sortie du chantier, un tel essai[84].
- le SNS 060 Ville de Paris de l’Île de Sein en janvier 1980[82]. Premier canot tous temps construit en polyester (CVR) par les chantiers Técimar à Saint-Nazaire.
- le SNS 061 Patron Jack Morisseau de la station des Sables-d’Olonne le 27 juin 1986[85], construit par les chantiers Bernard à Lorient ; il a la même coque que le SNS 060, mais a une timonerie différente.
- le SNS 081 Île d'Ouessant de la station d'Ouessant le 7 juin 1995[86]. Il a été construit par Blamengin à Boulogne-sur-Mer, ses finitions ont été faites par Sibiril à Carantec. Par rapport aux prévisions des architectes, le canot a un excédent de poids de 4,5 t qui n'a pu être réduit davantage, le tirant d'eau prévu de 1,10 m passant alors à 1,30 m, la vitesse qui était prévue pour atteindre les 20 nœuds chute alors à 17 nœuds.
- le SNS 086 Amiral de Tourville de la station de Barfleur en 1997[82], version largement modifiée du SNS 081, est un peu plus long : 15,50 m contre 14,80 m. Construit à Sibiril, armé par les CMN (Constructions mécaniques de Normandie) à Cherbourg.
- le SNS 094 Pierre Loti II de la station de Saint-Jean-de-Luz en octobre 1998[82]. Construit par Bernard. Il ne s'agissait pas d'un prototype, mais c'était l'avant-dernier canot, précisément le 30e de la série des 17,60 m, celle-ci ayant subi beaucoup d'améliorations — aménagements différents, amélioration du couple moteur-hélice, gain de masse de 2 t, ce qui a permis une augmentation de la vitesse de 16,5 nœuds à 22,5 nœuds obtenue sur le SNS 077 Président Jacques Huret de Boulogne de 1993, sachant que la puissance des 2 moteurs a augmenté passant d'une puissance totale de 680 à 800 cv —, il a été décidé de vérifier l’aptitude à l'autoredressabilité du canot en tenant compte de ces changements.
- la SNS 140 Margodig de la station de Loctudy le 14 juin 2001[87], de type V1 NG. Construite chez Bernard.
- la SNS 141 Sainte Sarah II de la station de Port-Camargue le 7 mars 2002[88], version unique à hydrojets de la SNS 140 avec des appendices de coque et une répartition des masses un peu différente : tirant d'eau de 1,10 m (au lieu de 1,35 m). Construite chez Bernard.
- le SNS 001 Yves et François Olivaux de la station de l'Île de Sein le 13 novembre 2015[89] (CTT NG), construit chez Sibiril Technologies. Pour la première fois, trois personnes assises attachées par des sangles et munies de casques ont pris part au redressement en étant enfermées dans la cabine : il s'agit de François Spinec, patron du canot de Sein, d'Anne Quéméré, navigatrice aventurière (en 2019, elle a rejoint l'équipage du canot tous temps SNS 068 Amiral Amman de la station d'Audierne) et d'un employé du chantier Sibiril Technologies.
- le SNS 17-01 Gustave Gendron de la station de L'Herbaudière, le 25 août 2021[90], prototype du navire de sauvetage hauturier de première classe (NSH1).

### Programme de renouvellement

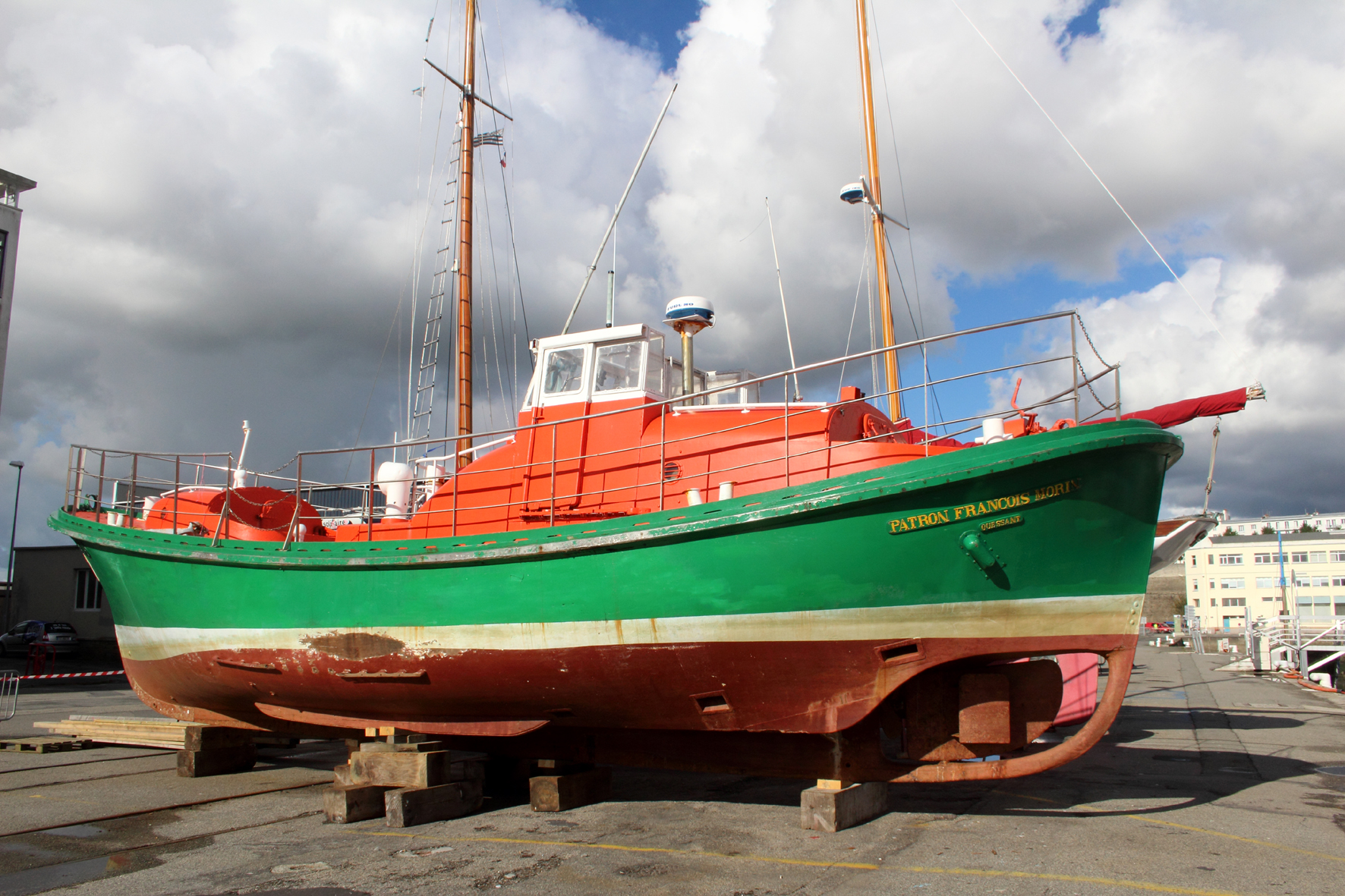
Le SNS 020 Patron François Morin, utilisé à Ouessant d'avril 1960 à juillet 1995. Il est intervenu lors du naufrage du pétrolier Amoco Cadiz en 1978. Il tient son nom d'un pêcheur ouessantin réputé, disparu en mer à la fin des années 1950. Il est restauré en 2016 par le chantier du Guip à Brest où il a retrouvé sa silhouette initiale grâce à la suppression de sa timonerie (celle-ci avait été ajoutée lors de sa refonte en 1976). Il a été mis à l'eau la même année lors des fêtes maritimes de Brest. Sa construction est faite de bois bordé croisé rendant la coque légère, souple et solide ; celle-ci est bordée de trois épaisseurs croisées en chêne séparées par un tissu de lin, sur membrures en acacia ployé. Construit au chantier Lemaistre de Fécamp, il fait 14,20 m sur 4,12 m de large. Avec un tirant d'eau de 1,07 m, il déplace 20 t dont 2 t de lest.

Bien que la SNSM soit une structure nationale, la gestion des moyens nautiques est historiquement menée à l'échelle locale. Les stations définissant leur besoin en fonction des spécificités locales et réunissant le financement principalement auprès de partenaires locaux (collectivités territoriales, mécénat…). Cette organisation a constitué une source d'activité pour une multitude de chantiers locaux (liste exhaustive) : AASM (Alu Acier Service Marine), ACMH (Ateliers et Chantiers Maritimes de Honfleur), ACM (Albert Marthe Charpentier), Alumarine, Arcoa, Arcor, Bénéteau, Bernard, Blamengin, CNC (chantier naval Croisicais), CMN (Constructions Mécaniques de Normandie), Cornouaille, De Rovère devenu TMI (Transmétal Industrie), Dubernet, Gatto, Golfe Composites, Gosselin, Labbé, Nauty-Boy, Polymar, Pouvreau devenu MAG-France, SFCN (Société française de construction navale), Sibiril devenu Sibiril Technologies, Socarenam, Técimar, Thelamon. Cela a conduit à une multiplication coûteuse des types et des variantes, situation particulièrement sensible alors que la maintenance cherche à être rationalisée avec la refondation du PSF (pôle de soutien de la flotte) de Saint-Malo.

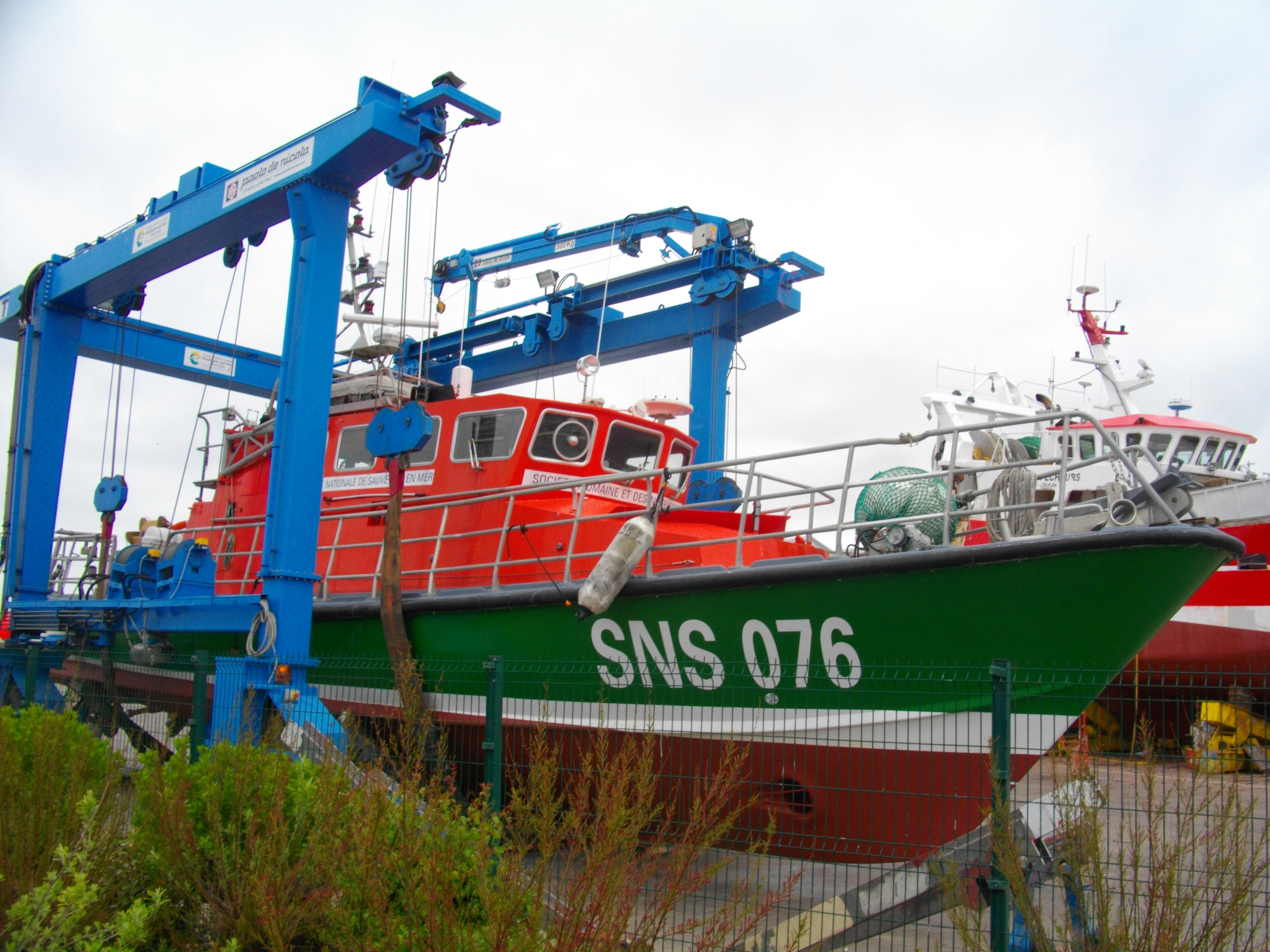
Le SNS 076 Président Jacques Huret de Boulogne-sur-Mer, il y a été construit localement par le chantier Blamengin. Mis à l'eau le 9 décembre 1992, il est béni le 13 mars 1993. C'est l'un des rares canots de ce type à avoir un propulseur d'étrave.

Depuis les années 1970, pour construire des bateaux de sauvetage, l'association partait de bateaux existants tels que des pilotines et d'autres bateaux de servitude qui avaient une taille adéquate, où les aménagements étaient modifiés (installation de banquettes pour recevoir des naufragés, installation de l'insubmersibilité, etc) pour en faire un bateau pour le sauvetage. Le projet de nouvelle flotte a nécessité l'organisation d'une série de réunions regroupant des sauveteurs embarqués, des techniciens, des directeurs techniques, des dirigeants, le but était de « partir d'une feuille blanche et de concevoir un bateau de sauvetage de A à Z », selon Bruno Orsini, patron du canot tous temps (CTT) de la station du Cap Ferret, ancien capitaine de navire et expert maritime au BEA-mer (Bureau Enquête Accidents Mer). Le choix d'abandonner la construction des CTT NG (qui sont au nombre de 5) pour les nouveaux bateaux de la flotte Couach qui seront des NSH1 est « un choix toujours contesté » par certaines stations, ainsi, à Boulogne, pour Bernard Blamengin — vice-président de la station et délégué départemental SNSM, son chantier du même nom a construit en 1992 le canot tous temps de 17,60 m qui équipe actuellement la station, le SNS 076 Président Jacques Huret —, la proposition de l'architecte « ne leur convient pas », en effet le bateau n’est pas adapté pour récupérer des naufragés en mer nombreux dans la zone d'intervention : « Les embarquements de personnes à la mer devraient se faire sur ce bateau par une écope à l’arrière. Il y a un grave risque de blessures parce que lors des opérations, on sera obligé d’utiliser nos moteurs ».
En 2019, alors que la SNSM doit remplacer 37 canots tout temps mis en service entre 1986 et 1996, ainsi que plus de 90 V1 et V2, la décision d'une acquisition en série est actée par la mise en place d'un dialogue compétitif avec deux industriels afin d'aboutir à une maîtrise d'œuvre unique : le chantier Naval Couach de Gujan-Mestras en Gironde allié à l'architecte Neuman et Grand Large (Alumarine) associé à l'architecte Delion.
Cette maîtrise d'œuvre unique doit permettre la réalisation d'une flotte cohérente et non plus constituée de nombreux modèles hétérogènes mais faite d'une gamme de nouveaux navires standardisés autour des :
- Navires de Sauvetages Hauturiers de Première Classe NSH1 (de 17,05 m) et de Seconde Classe NSH2 (14,50 m), respectivement héritiers des CTT et des V1 avec 20 unités prévues.
- Navires de Sauvetages Côtiers de Première Classe NSC1 (vedettes de 11,75 m), Deuxième Classe NSC2 (semi-rigides avec timonerie) et Troisième Classe NSC3 (semi-rigides ouverts) respectivement héritiers des V2, VL et des divers canots pneumatiques ; 50 unités sont prévues.

L'objectif visé est de réduire le coût global de possession de la flotte de sauvetage avec un modèle unique pour chaque de bateau sachant qu'actuellement, il existe une vingtaine de modèles différents. Du fait d'une gamme beaucoup plus étroite (deux familles : NSH et NSH), la SNSM pense utiliser une numérotation différente pour la numérotation d'identification sur les coques que celle actuelle (matricules commençant par 0 pour les CTT, 1 pour les V1, etc) pour ne pas créer de confusions. Le 22 juillet 2021, la SNSM annonce que les nouveaux navires des sauveteurs en mer seront désormais orange et gris au lieu d'avoir les superstructures en orange et la coque en bleu-marine ou vert foncé.

#### Navires récemment mis en service ou en voie de l'être
Les derniers navires de la flotte conçus par différents architectes entre l'année 2000 et 2012 (précédant la flotte de bateaux Couach) ont été mis en service. Ainsi, un quatrième canot tous temps CTT NG de 18 m a été livré en janvier 2021 pour la station de Saint-Tropez, le SNS 004 Bailli de Suffren III construit par Sibiril Technologies à Carantec. Deux ultimes vedettes de première classe V1 NG — construite au chantier Bernard à Locmiquélic — de 14 m et 16 m ont été livrées respectivement en avril 2018 à Bandol, la SNS 164 Saint Elme et en août 2018 à Nouméa en Nouvelle-Calédonie pour la SNS 163 Nautile. Deux ultimes vedettes de deuxième classe V2 NG de 12 m ont été construites en 2021 pour les stations de Fort-de-France en Martinique (la SNS 227 Vigilante, lancée en janvier 2021 au chantier Gatto de Martigues, livrée et mise en service en septembre 2021) et de Saint-Valery-en-Caux (la SNS 224 Commandant Chandelier II, lancée en mars 2021 au chantier Sibiril Technologies). Une vedette légère de 9 m — construite au chantier Gosselin à Gouville-sur-Mer — a été livrée en septembre 2020 pour la station de Kourou en Guyane, la SNS 465 Argos.
Un dernier navire lancé en juin 2022, de type canot tous temps et de construction Sibiril Technologies, le SNS 005 Pourquoi pas ? III destiné à Saint-Malo a été mis en service en juin 2023, au PSF (Pôle de soutien de la flotte, chantier de la SNSM).
Les essais des prototypes des prochains navires de la flotte Couach ont commencé après l'été 2021 pour des affectations dans les stations prévues à partir de 2022. Un premier NSH1 de 17,05 m a été mis en service en juin 2023. il s'agit du SNS 17-01 Gustave Gendron destiné à la station de L'Herbaudière. Un premier NSC2 de 8,70 m doit prochainement entrer en service, le SNS 9-001 Les Mousquetaires de la station d'Agon-Coutainville. Après l'essai du NSH1, doit démarrer la construction du premier NSH2 de 14,50 m SNS 15-01 Zandoli destiné à la station des Saintes (Guadeloupe) et du premier NSC1 de 11,75 m SNS 12-01 Virginie Hériot destiné à la station d'Arcachon.
En juin 2023, compte-tenu du retard de la livraison des NSH et NSC du chantier Couach (1 NSH1 livré, aucun NSH2 et NSC1), la SNSM décide de renouer avec le chantier Gatto de Martigues pour faire construite des VSC1 (vedette de sauvetage côtier de type 1, vedette dérivée du modèle V2 NG qui sera amélioré) et des NSC2, 9 navires doivent être construits. Le chantier Couach doit se concentrer sur la livraison des NSH1 pour remplacer les vedettes de deuxième classes les plus anciennes.

### Équipements

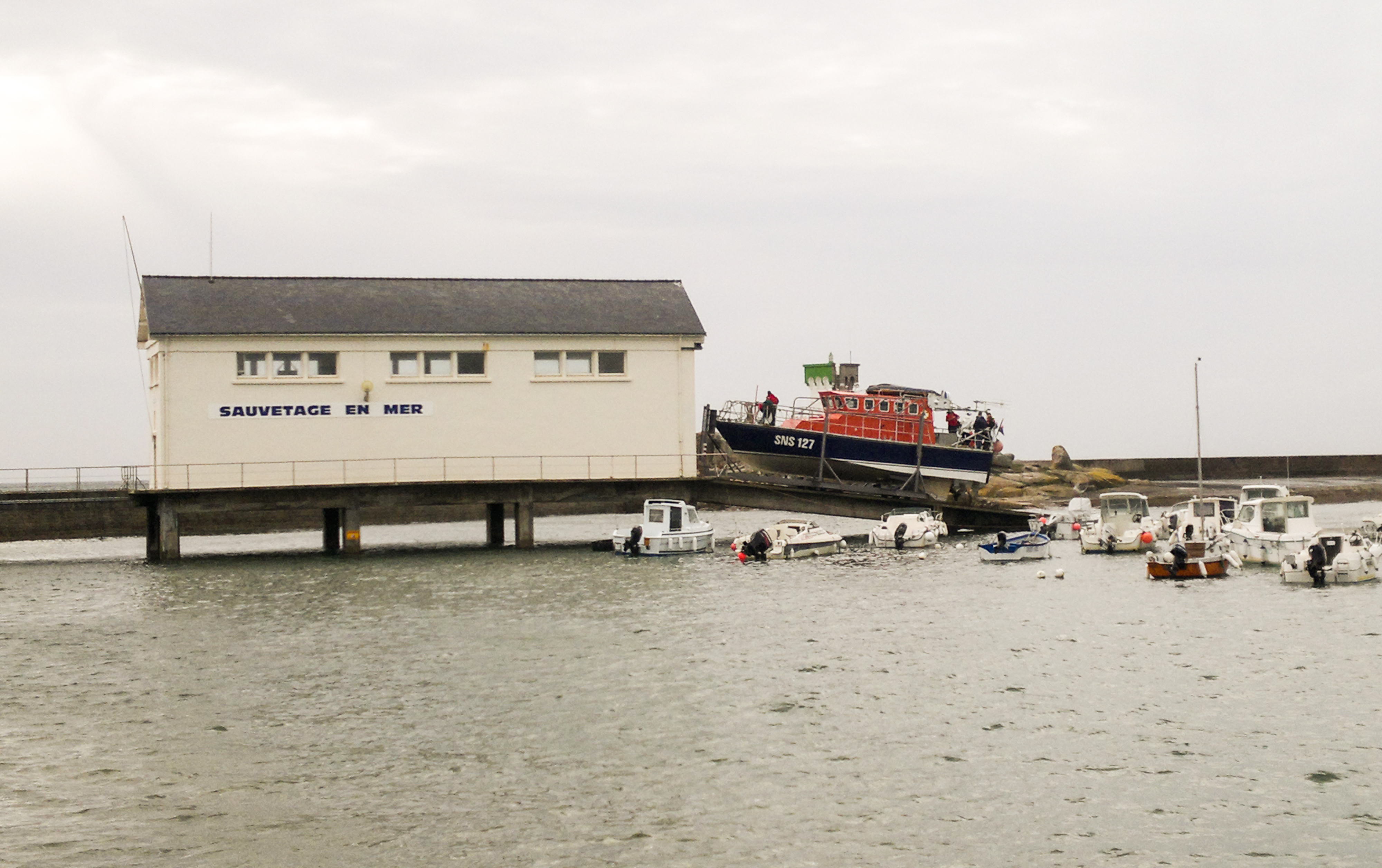
Abri de la station SNSM de Trévignon.

Pour assurer leurs missions, canots, vedettes et semi-rigides possèdent un équipement électronique complet d'aide à la navigation et à la recherche et localisation de naufragés : radar, GPS, sondeur, anémomètre, goniomètre pour trouver la localisation à l'origine du signal de détresse, radio VHF/ASN (un des appareils du Système mondial de détresse et de sécurité en mer), appareils SMDSM (système mondial de détresse et de sécurité en mer), AIS (Automatic Identification System) permettant d'identifier un bateau grâce à son numéro MMSI (Marine Mobile Service Identity), système de visualisation des cartes électroniques (Electronic chart system) utilisé pour tracer des routes, projecteurs de recherche, jumelles de vision nocturne mise en place dans un nombre croissant de stations, projecteur de recherche à lumière chaude ou froide. Tous ces canots et vedettes seront d'ailleurs bientôt équipés d'un système intégré avec écran unique.
L'équipement de secours — adapté en fonction des contraintes locales de chaque station — est le suivant : matériel de lutte contre l’incendie et d'assèchement, une civière coquille, un brancard. Chaque bateau est pourvu d'une dotation médicale comprenant un matériel de secourisme premiers soins, de civières, défibrillateur semi-automatique (DSA) (tous les bateaux en sont équipés depuis 2009), et de l’oxygène.
Les vedettes en outre-mer disposent le plus souvent d'équipements tropicalisés en matière d'isolation et de climatisation. Ainsi, la V1 NG de la station de Saint-Pierre-et-Miquelon SNS 159 Jaro II — mise en service le 1er avril 2010 — a été dotée d'équipements spéciaux pour le grand-froid tels que des systèmes d'isolation et de chauffage.

#### Transport et mise à l'eau des canots et vedettes

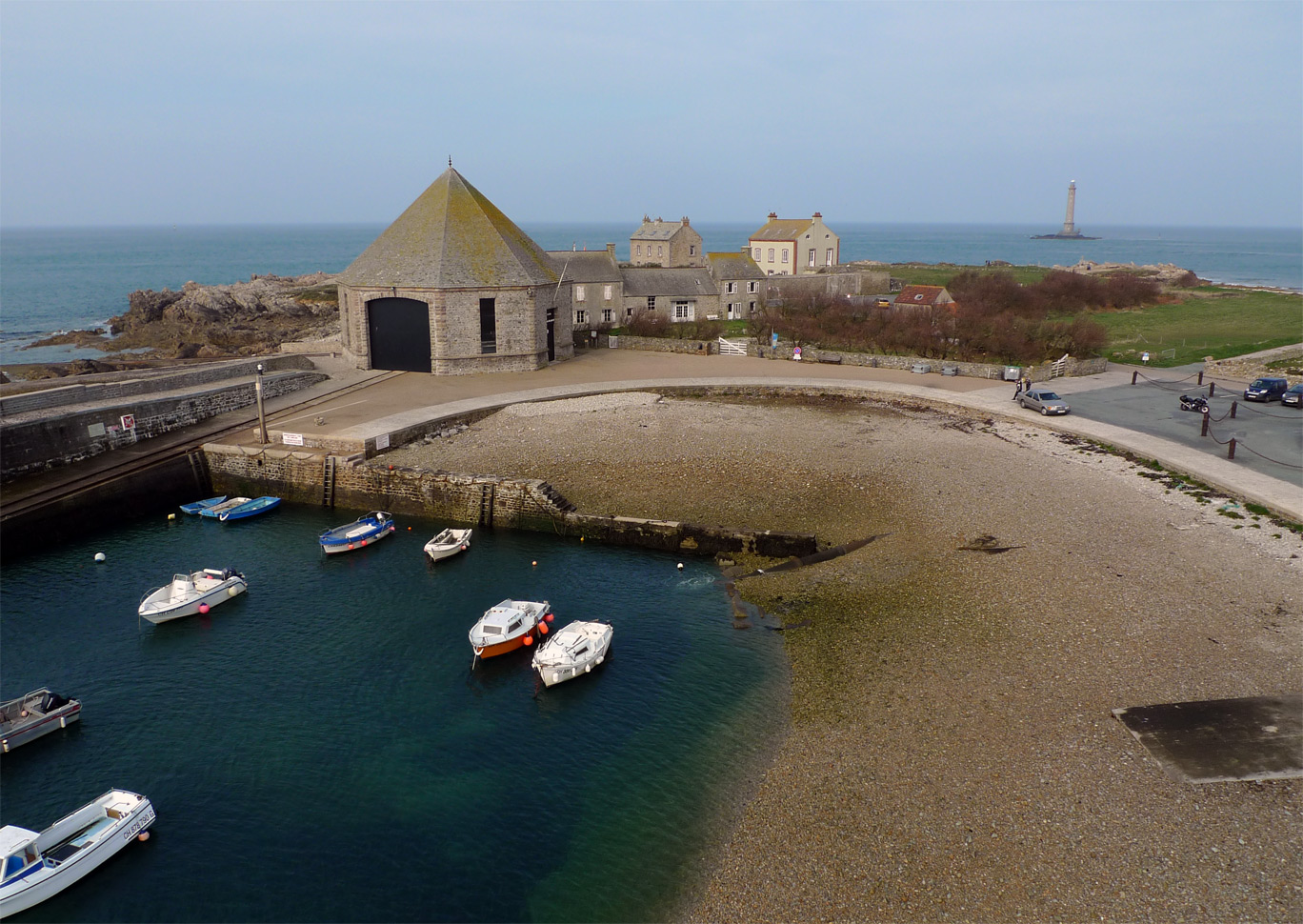
Le port de Goury et la station SNSM, avec une des deux rampes de mise à l'eau.

Aujourd’hui, la taille des bateaux de la SNSM est telle qu'elle ne permet plus de les remiser dans des abris (quand ils existent) devenus trop petits et la plupart restent donc à flot. Toutefois, des exceptions existent en raison de stations particulièrement exposées au mauvais temps. Ainsi, des abris ont été agrandis comme à Goury, pour le canot tous temps Mona-Rigolet (SNS 067). En parallèle, la taille des bateaux a pu être modifiée, ce qui est le cas pour le canot tous temps SNS 081 Île d'Ouessant d'Ouessant, légèrement plus court (14,80 m au lieu de 15,50 m), les CTT de 15,50 m étant la série qui a suivi. Une petite dizaine de canots et vedettes sont rentrés sous abri après les interventions. Ces canots ont souvent des béquilles et de solides protections des hélices et des safrans car il y a des risques de talonnages lors de sorties à marée basse.
Aujourd'hui, seuls 7 bateaux sont rentrés dans les abris après chaque intervention (6 CTT et 1 V1).
Il a été constaté que les canots et vedettes sous abris résistent mieux au temps que ceux qui restent amarrés dans un port toute l'année.

### Canots tous temps (CTT) et navires de sauvetage hauturiers de1reclasse(NSH1)

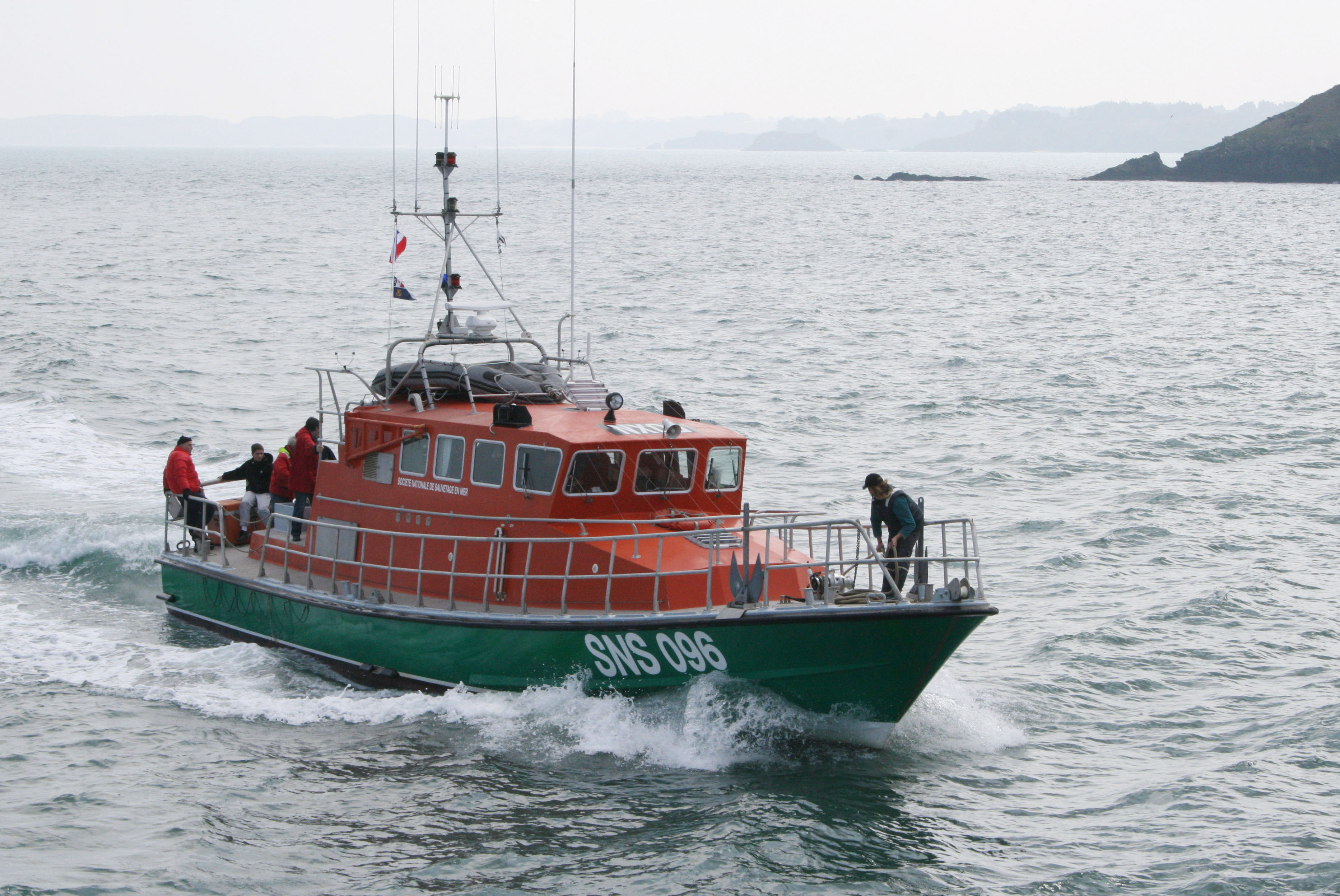
Canot tous temps SNS 096 Belle Isle de la ville du Palais, de Belle-Île-en-Mer. Dernier exemplaire de la série des 17,60 m des CTT, construit en 2000, mis en service en mars 2001. Déplacement moyen : 25 t.

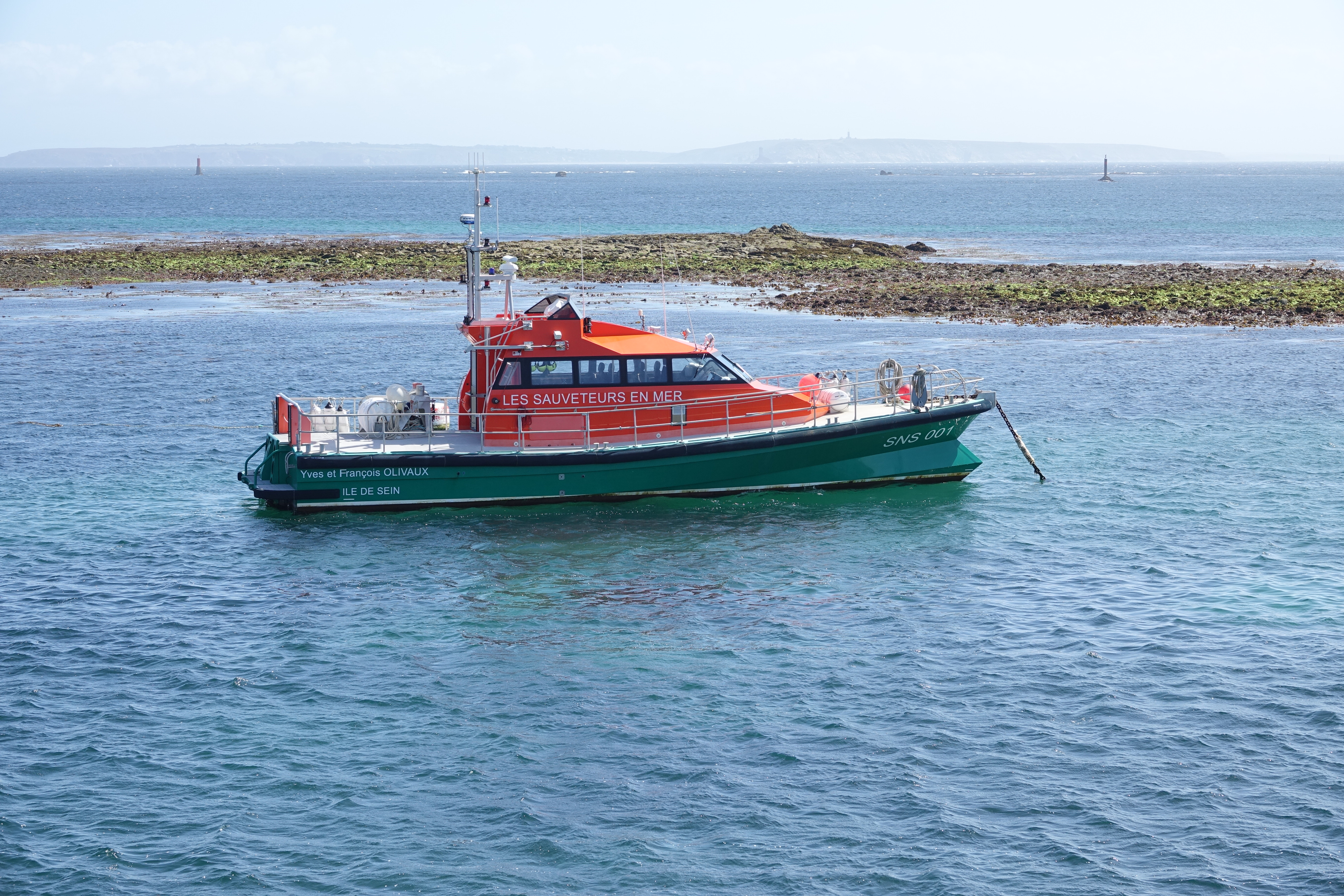
Le SNS 001 Yves et François Olivaux de la station de Sein : canot tous temps de 28 t, long de 17,80 m et large de 5,20 m, doté de 2 moteurs de 650 cv ; prototype des canots tous temps de la nouvelle génération (CTT NG) lancé par Sibiril Technologies le 12 novembre 2015, mis en service le 29 avril 2016. Ces bateaux présentent une surface intérieure de timonerie deux fois supérieure par rapport à celle des canots de l'ancienne génération (de la série des 17,60 m) et des V1 NG, ainsi la capacité d'accueil de naufragés est significativement augmentée : jusqu’à 60 personnes dont 15 places assises et deux civières, contre 40 personnes, 6 places assises et 1 civière sur les canots de la précédente génération.

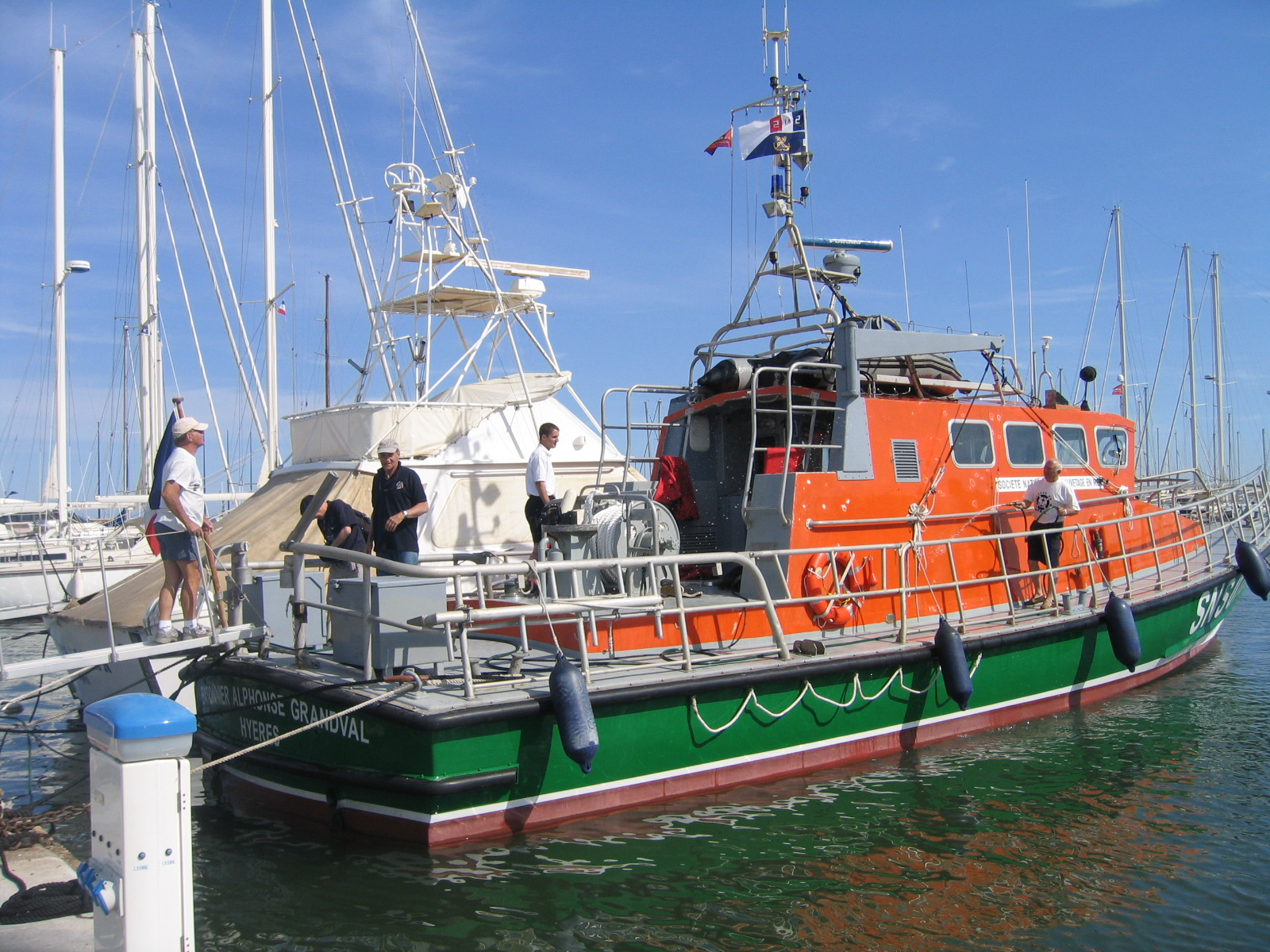
Le canot tous temps de la série des 17,60 m SNS 078 Bâtonnier Alphonse Grandval d'Hyères. Mis en service en juin 1993, il a été construit par le chantier Bernard en ce qui concerne la coque et le pont, toutes les finitions ont été réalisées au chantier De Rovère à la Seyne-sur-Mer ; c'est le cas aussi de beaucoup d'autres bateaux (CTT, V1 et V2) destinés principalement aux stations méditerranéennes. Ce canot porte le nom d'un donateur Marseillais qui a financé la construction du canot. En mai 2001, il revient au chantier De Rovère et voit sa carène modifiée, l'ajout d'un cabestan électrique sur la plage arrière et enfin l'ajout d'un poste annexe de pilotage extérieur, comme par la suite sur quasiment tous les canots tous temps.

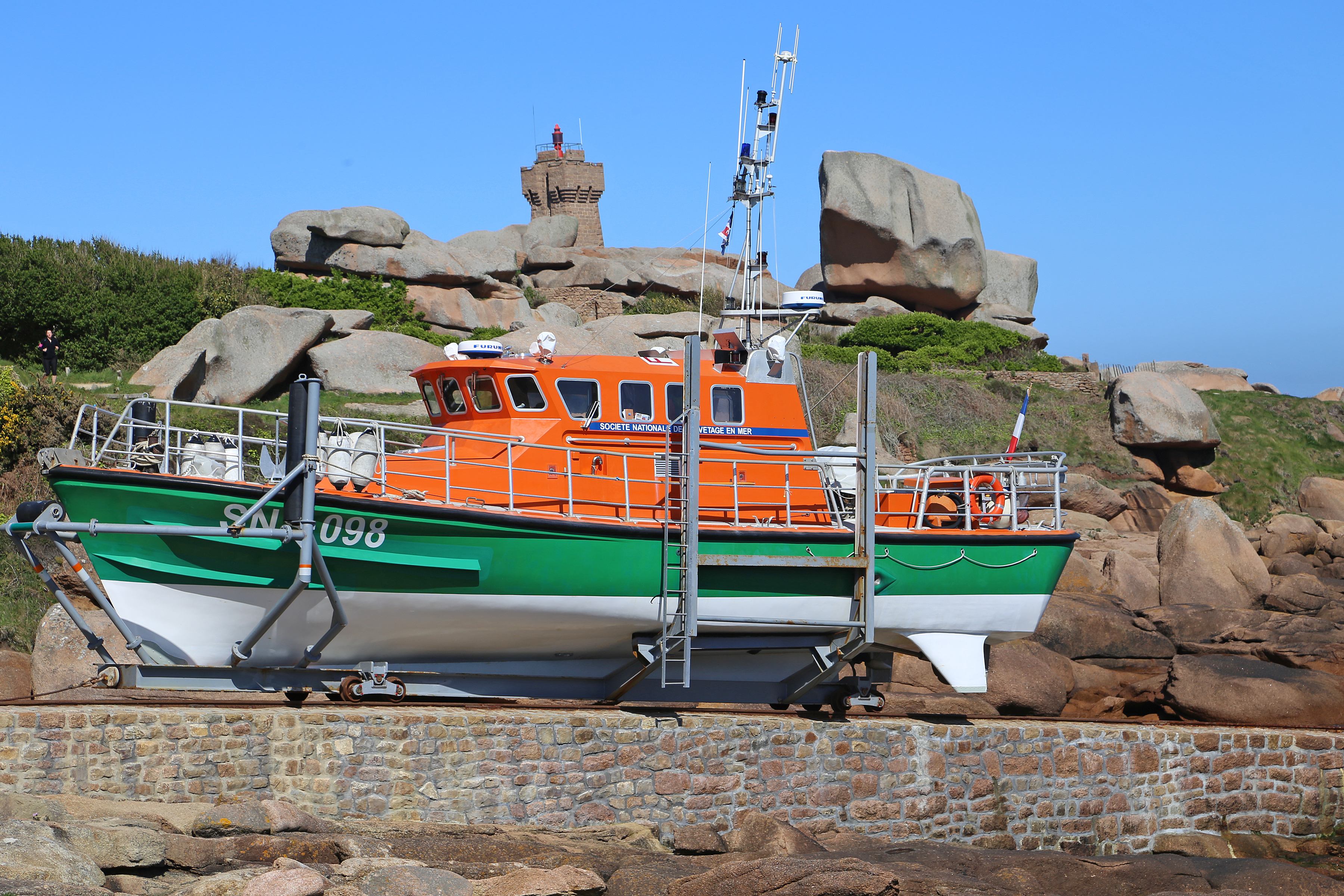
Canot tous temps SNS 098 Président Toutain de la station de Ploumanac'h. Avant-dernier exemplaire de la série des CTT de 15,50 m, arrivé le 23 mars 2002, il est baptisé le 22 juin 2002. Ce type de CTT a un radier (qui se ferme entièrement comme pour les V1 NG), compartiment aménagé communiquant avec la mer avec une porte ouvrant sur le tableau arrière, contenant un zodiac, contrairement à la série des CTT de 17,60 m où le pneumatique est logé sur la cabine et où son utilisation est délicate par mauvais temps. Ces bateaux (souvent remisés dans des abris, c'est le cas de celui-ci) disposent de solides protections des hélices et des safrans qui tiennent compte des possibilités de talonnage lors du lancement ou de la remontée de l'abri mais également des possibilités d'échouement sur des sites soumis à un fort marnage.

Ces bateaux de 15,50 à 18,05 mètres (exception : 14,80 m pour le CTT d'Ouessant) sont insubmersibles et autoredressables et ont deux moteurs de 340 chevaux à 650 chevaux. Leur déplacement moyen en tonnes varie de 18 t à 32 t. Ils sont armés par un équipage de 8 sauveteurs. Depuis 2016, leur remplacement a été entamé avec une série de cinq CTT Nouvelle Génération de 18,80 mètres construits par Sibiril Technologies ; ces navires naviguent en 2e catégorie de navigation, ce sont les premiers CTT dotés d'un rostre qui améliore grandement la tenue à la mer par son effet perce-vagues, ces bateaux ont quasiment la même longueur mais sont beaucoup plus larges : 5,30 m au lieu de 4,40 m.
Les CTT ont une traction au point fixe de 4 tonnes, ce qui permet de remorquage d'un bateau de plus de 100 tonnes dans une mer difficile.
Plusieurs séries existent : 31 CTT de 17,60 m, mis à l'eau de juin 1986 à octobre 2000, de type "Patron Jack Morisseau" (dessinés par Alain Gibier, construits par les chantiers Bernard), 28 de ces canots sont en service (il faut également ajouter le SNS 060 Ville de Paris, en service de janvier 1980 à janvier 2016 et qui est à l'origine de cette série des 17,60 m) ; 8 CTT de 15,50 m, construits de 1995 à 2003, le prototype étant le SNS 086 Amiral de Tourville de Barfleur, construit en 1997 et lancé en mai 1997 est en fait une version dérivée de son prototype, le SNS 081 Île d'Ouessant d'Ouessant qui a été mis en service en juillet 1995 mais qui ne mesure que 14,80 m, ce canot rétrospectivement appartient à cette série des 15,50 m) ; 5 CTT NG de 17,80 m construits de 2015 à 2021. Le CTT d'Ouessant est inspiré des navires 47-foot MLB des gardes-côtes américains et de la pilotine de Calais de 1992 en ce qui concerne les aménagements qui ont été largement modifiés pour faire un canot de sauvetage tels que l'installation de l’insubmersibilité, la mise en place d'un local naufragés etc.
En novembre 2023, la SNSM arme 41 canots tous temps, 9 en Manche, 23 sur la façade Atlantique et 9 en Méditerranée. La région de Bretagne est celle qui en contient le plus.
La plupart des canots actuels font partie de la série 17,60 m initiée par le prototype SNS 060 Ville de Paris de l'Île de Sein. Il a été suivi en 1986 par un projet dérivé, le SNS 061 des Sables d'Olonne avec une cabine complètement redessinée, version améliorée du SNS 060 ; ce canot est le prototype de la série. De 1987 à 2003, 37 canots (du SNS 062 au SNS 099) ont été mis en service. Sauf exception, ils ne diffèrent du SNS 061 que par leur motorisation, leur génération électrique et des adaptations spécifiques à chaque station. L'exception à cette règle est la série dérivée avec 8 canots de 15,50 m débutée en 1997 qui permet de les rentrer dans des abris. De 2004 à 2015, aucun nouveau CTT n'a été mis en service mais la plupart de ceux existants ont été rénovés (on parle souvent de modernisation (ou de refonte) à mie-vie).
À partir de 2015, trois CTT de nouvelle génération ont été mis en service pour remplacer les plus anciennes unités de la génération précédente. Le premier est le SNS 001 Yves et François Olivaux, lancé en novembre 2015, c'est le prototype des CTT NG, il a pris la suite à l'Île de Sein du SNS 060 Ville de Paris qui a été vendu à une société de travail en mer offshore. Le second est le SNS 002 Canotier Jacques Joly, il remplace aux Sables d'Olonne le SNS 061 Patron Jack Morisseau. En 2019, au cours d'un arrêt technique du SNS 002, le SNS 061 a repris du service et a vu sa timonerie entièrement détruite au cours d'une intervention pendant la tempête Miguel. Le dernier CTT nouvelle génération est le SNS 003 Amiral Leenhardt qui est donc le canot le plus récent de la flotte de la SNSM. Il remplace à Sète le SNS 062 Patron Marius Oliveri qui est réaffecté en Corse à la station de Calvi et qui est le plus ancien canot de la flotte depuis la perte du SNS 061. Les prochains CTT NG seront livrés respectivement aux stations de Saint-Tropez (livré le 21 janvier 2021) et de Saint-Malo. En 2019, la SNSM a sélectionné les chantiers Couach pour la fourniture de sa nouvelle flotte avec notamment deux types de navires de sauvetage hauturier (NSH1) qui remplaceront les CTT.
Les canots tous temps sont reconnaissables à leur coque verte (couleur héritée de la SCSN) et à leur immatriculation SNS 0nn. Comme leur nom l'indique, ils sont capables d'affronter les conditions de mer les plus dures et théoriquement il n'y a pas de limites à celles-ci ; ils interviennent dans la bande côtière des 20 milles et au-delà sur demande expresse du CROSS : il est arrivé que des canots interviennent à plus de 40 milles. Les CTT ont donc une autonomie conséquente de 450 milles nautiques à leur vitesse de croisière et sont les bateaux les mieux équipés.

### Vedettes de1reclasse(V1)

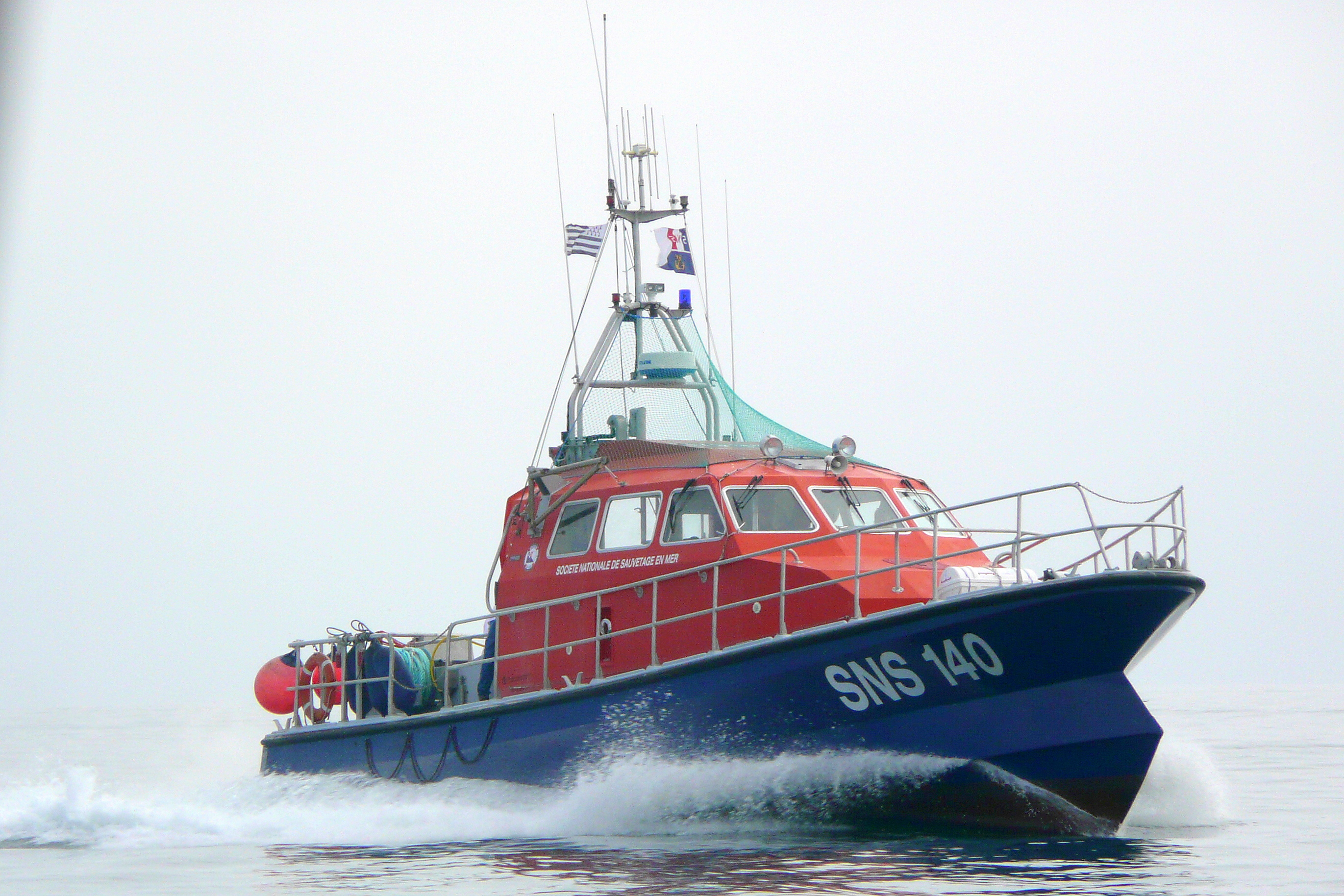
La vedette de 1re classe V1 NG SNS 140 Margodig de Loctudy. Lors de tests, la vedette de 14,05 m, dotée d'une carène à rostre « perce-vagues », par vent arrière a atteint les 28,4 noeuds. L'architecte de Pentocarène note que « Margodig peut avancer à 22 nœuds par mer de face, avec des creux de 2,50 m ». Son déplacement lège est de 15,3 t, en charge complète il atteint 18 t.

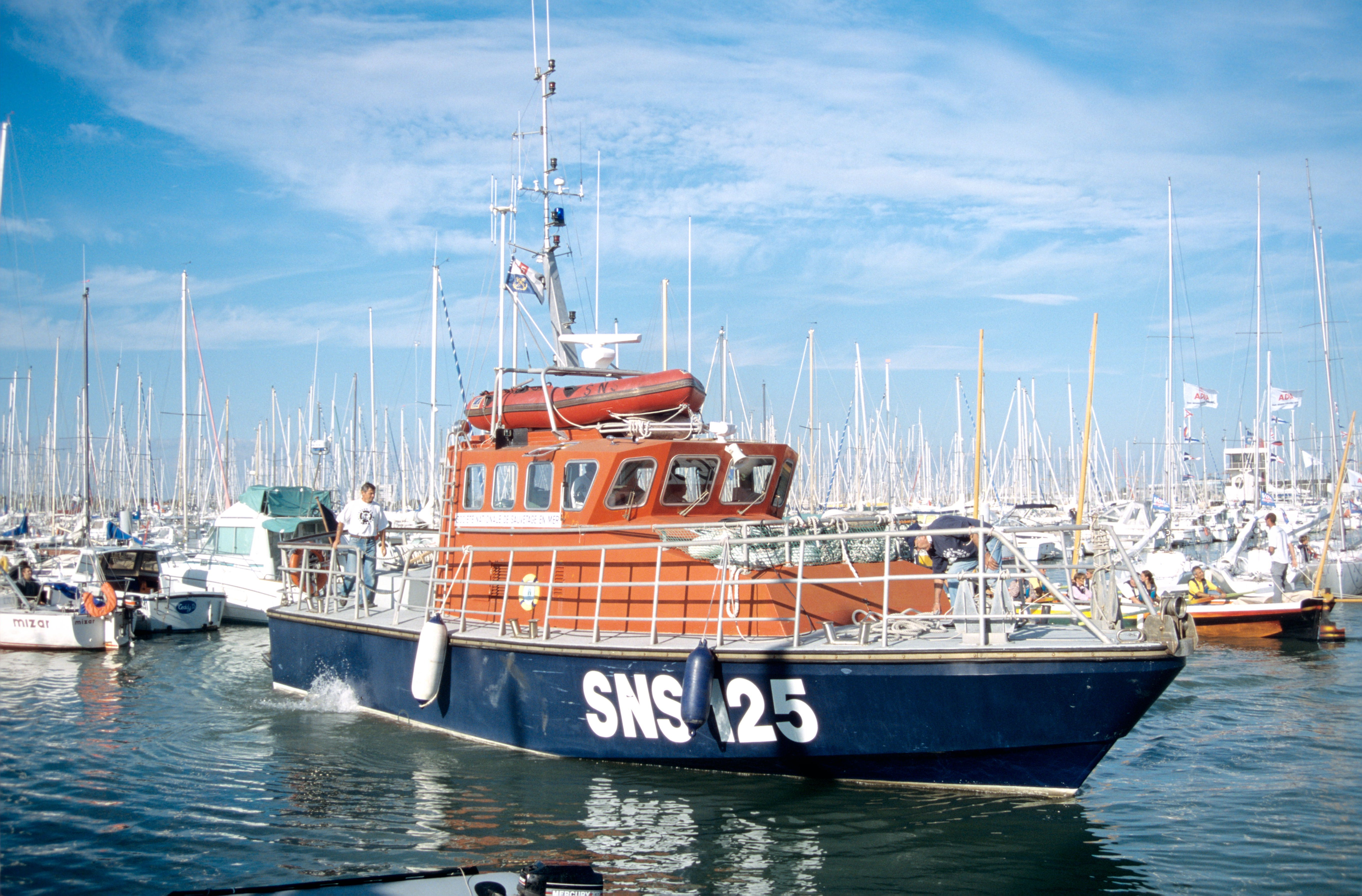
La V1 de 13,30 m SNS 125 Amiral de Castelbajac en septembre 2000, affectée successivement à La Rochelle jusqu'en 2005 et à Royan jusqu'en 2012. Vedette de 15 t construite en 1990 désormais affectée au CFI à Saint-Nazaire et dans la flotte de réserve.

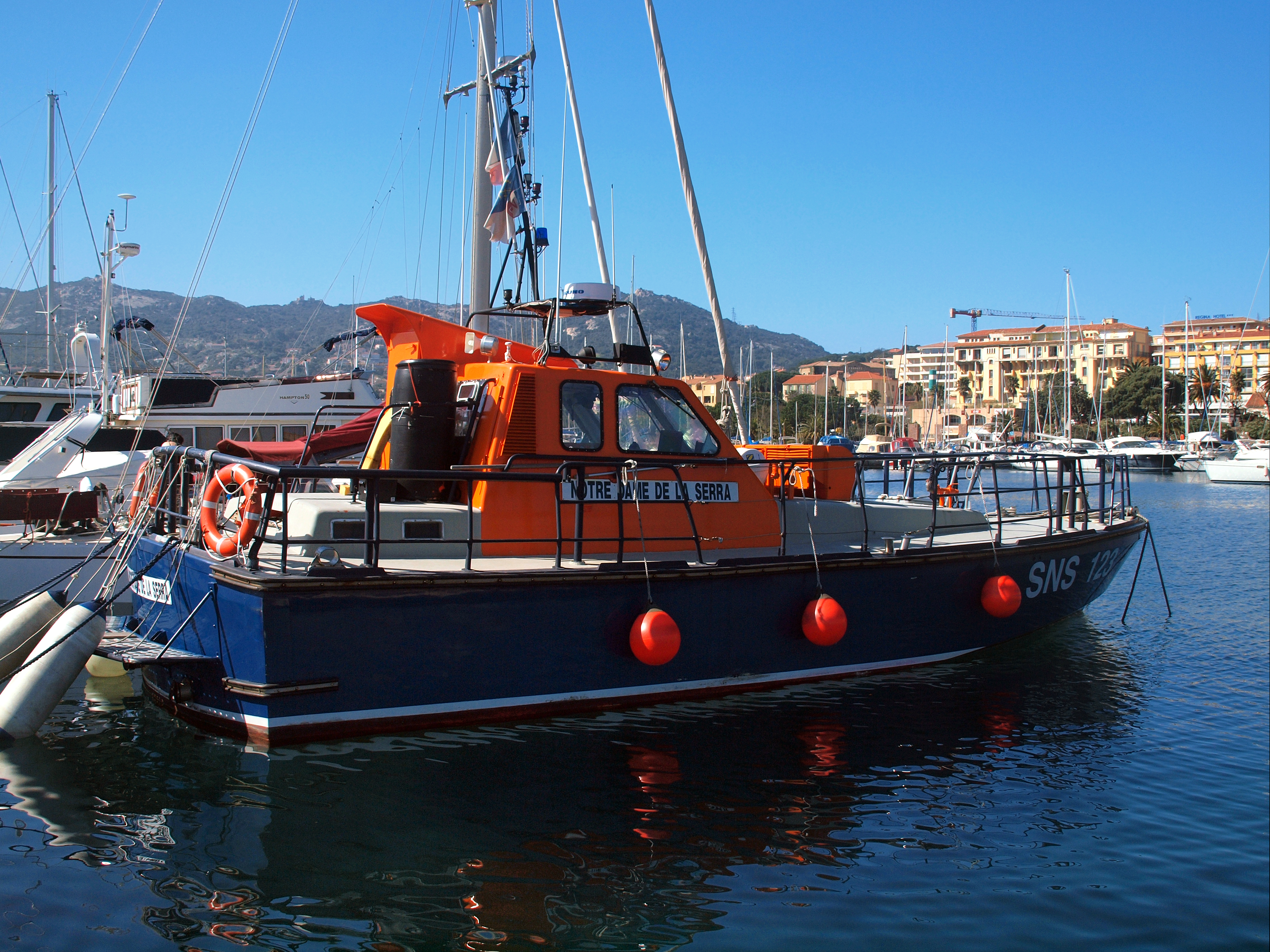
La V1 de 13,30 m SNS 123 Notre-Dame de la Serra de Calvi construite au chantier Técimar (ex-Capitaine Boyenval en service de 1982 à 1995 à Dieppe) puis affectée dès 2012 dans d'autres stations en Corse : Propriano (CFI), Saint-Florent puis Bastia, ce, jusqu'en 2017. Sa coque servira de base de construction pour les nouvelles V1 de type SNS 125 Amiral de Castelbajac construites de 1990 à 2000.

Ces bateaux de 13,30 à 16 mètres sont insubmersibles ; les V1 NG sont en outre autoredressables (26 unités), ce sont d'ailleurs les premières embarcations pourvues d'une étrave polyédrique qui autorise une vitesse élevée même par mer formée. Leur déplacement moyen en tonnes varie de 12 t à 20 t. Ils sont équipés de 2 moteurs de 330 chevaux à 500 chevaux et atteignent la vitesse 22 nœuds, 25 nœuds pour les « V1 nouvelle génération ou V1 NG » (V1 NG) construites aux chantiers Bernard. Deux versions existent : une version à hydrojets et une version à hélices. Leur capacité de remorquage est de 4 tonnes. Ces vedettes peuvent être théoriquement utilisées jusqu'à des mers de force 8 et des vents de force 8 à 9, soit quarante-cinq nœuds de vent ; les V1 NG quant à elles sont spécifiées pour des mers jusqu’à force 8 et des vents de force 9 à 10. Mais à de nombreuses reprises, elles ont pu aller au-delà de ces limites ; elles peuvent donc sortir pratiquement par tous les temps ; elles constituent donc aussi des moyens hauturiers à l'instar des CTT ; cela est d'autant plus vrai pour les V1 NG qui possèdent des capacités proches des CTT d'ancienne génération,.
Deux séries existent : les vedettes de première classe (V1NG) type ORC 140 de 14,85 m (ou 16,85 m) sont au nombre de 26 (les stations d'Antibes, de Marseille et de Nouméa ont des V1NG de 16 m, de type ORC 160 ; prototype SNS 148 Notre-Dame de la Garoupe II, mise en service en mars 2005), mises en service de 2001 à 2018, leur prototype étant la SNS 140 Margodig de Loctudy lancée en juillet 2001 ; les vedettes de première classe (V1), de 13,30 m ont été construites en 9 exemplaires, mises en service de 1990 à 2000 dont le prototype est la SNS 125 Amiral de Castelbajac de La Rochelle d'avril 1990, leurs coques étant identiques aux V1 de précédente génération du Croisic et de Dieppe, construites par Técimar de 1975 à 1981, 8 vedettes sont en service ; elles ressemblent à une version allongée des V2 de 10,50 m avec une timonerie plus grande en hauteur et en surface. En avril 2018, a été mise en service une vedette V1 NG de type ORC 160 de 16,5 m dotée de 2 moteurs de 600 chevaux, la SNS 163 Nautile pour la station de Nouméa en Nouvelle-Calédonie qui est dotée des dernières techniques ; pouvant aller jusqu'à 27 nœuds et ayant une autonomie de 27 heures, elle permet d'aller beaucoup plus loin et beaucoup plus de naufragés, la station faisant souvent des interventions éloignées (évacuations sanitaires) ; cette vedette remplace la V2 de 10,50 m, la SNS 270 Croix du Sud qui plus limitée pour ce genre d'interventions en matière d'autonomie, de vitesse et d'espace pour l'accueil des naufragés en plus de l'équipage.
Leur coût de construction est d'environ 800 000 € et atteint le million d'euros pour les dernières unités construites du fait des nouvelles techniques embarquées. La SNSM en possède 34 en 2019. De manière générale, les V1 sont parmi les embarcations les plus récentes de la flotte, puisque 23 sur les 31 en service ont moins de 10 ans. La plus ancienne V1 se trouve à Trévignon, la SNS 127 Ar Beg en service depuis 1992 tandis que la plus récente ''Nautile'' (SNS 163) de Nouméa a été mise en service courant 2018.
- Équipage : 6 sauveteurs.
- Zone d’intervention : bande des 20 milles.
- Coque bleue (couleur historique des HSB)
- Immatriculation : SNS 1nn.

### Vedettes de2eclasse(V2) et vedettes de sauvetage côtier de1reclasse(VSC1)

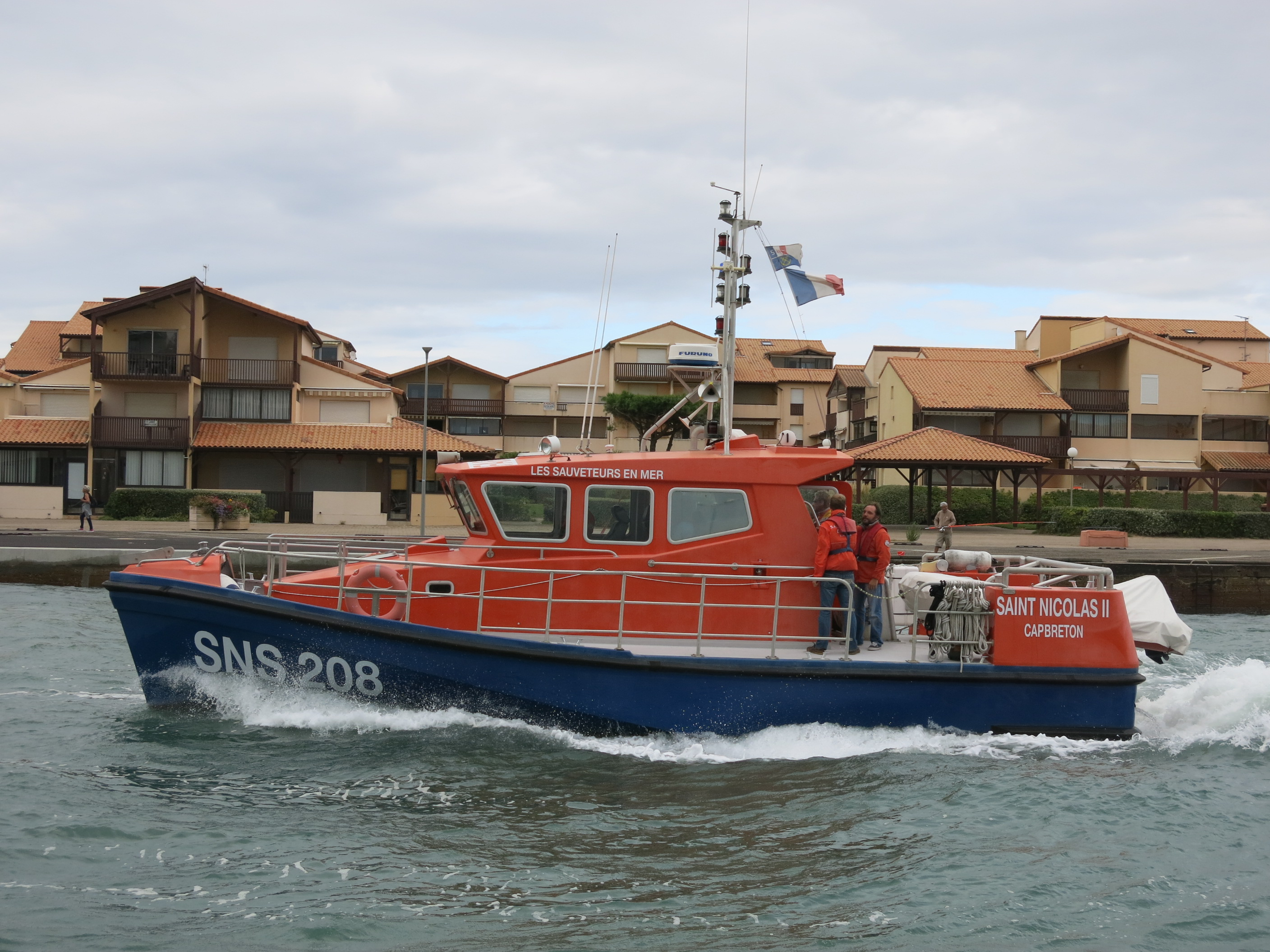
La vedette de 2e classe de 12 m de type V2NG de Capbreton SNS 208 Saint Nicolas II, construite par le chantier Gatto à Martigues en Méditerranée, mise en service le 9 juin 2013. 12 V2 NG sont sorties de ce chantier, principalement destinées pour la façade méditerranéenne. Les V2 NG possèdent un radier installé sur la plage arrière, où est installé un zodiac prêt à être mis en œuvre rapidement.

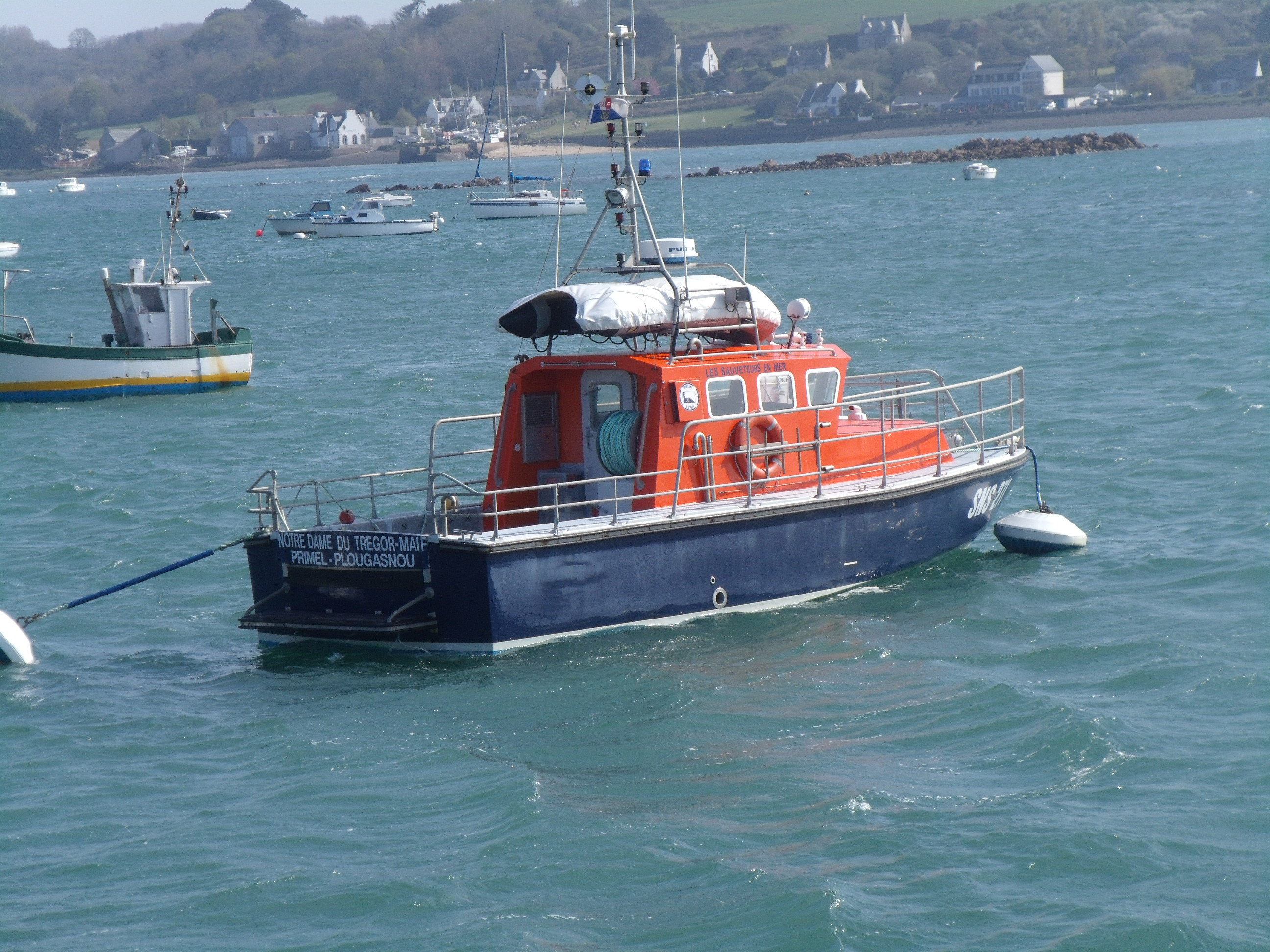
La vedette de 10,50 m SNS 271 Notre-Dame de Trégor - MAIF de Primel-Plougasnou, mise en service en juin 2008, l'avant-dernière V2 construite de la série des 10,50 m (série commencée en 1989), série qui a subi plusieurs améliorations. Les vedettes de 10,50 m ont été construites sur une période de 20 ans jusqu'en 2009. Ces vedettes ont des capacités bien supérieures aux V2 de 8,90 m dont la série s'arrête en 1991. Les dernières vedettes de ce type ont été construites par Sibiril, comme celle-ci. Les finitions elles ont été réalisées au CERO (Centre d'entretien et de réparation de l'ouest (devenu en 2018 PSF pour Pôle de soutien de la flotte de la SNSM) à Saint-Malo. Il n'est pas rare que les canots et vedettes aient dans leur nom la mention de bienfaiteurs comme ici la société d'assurance MAIF.

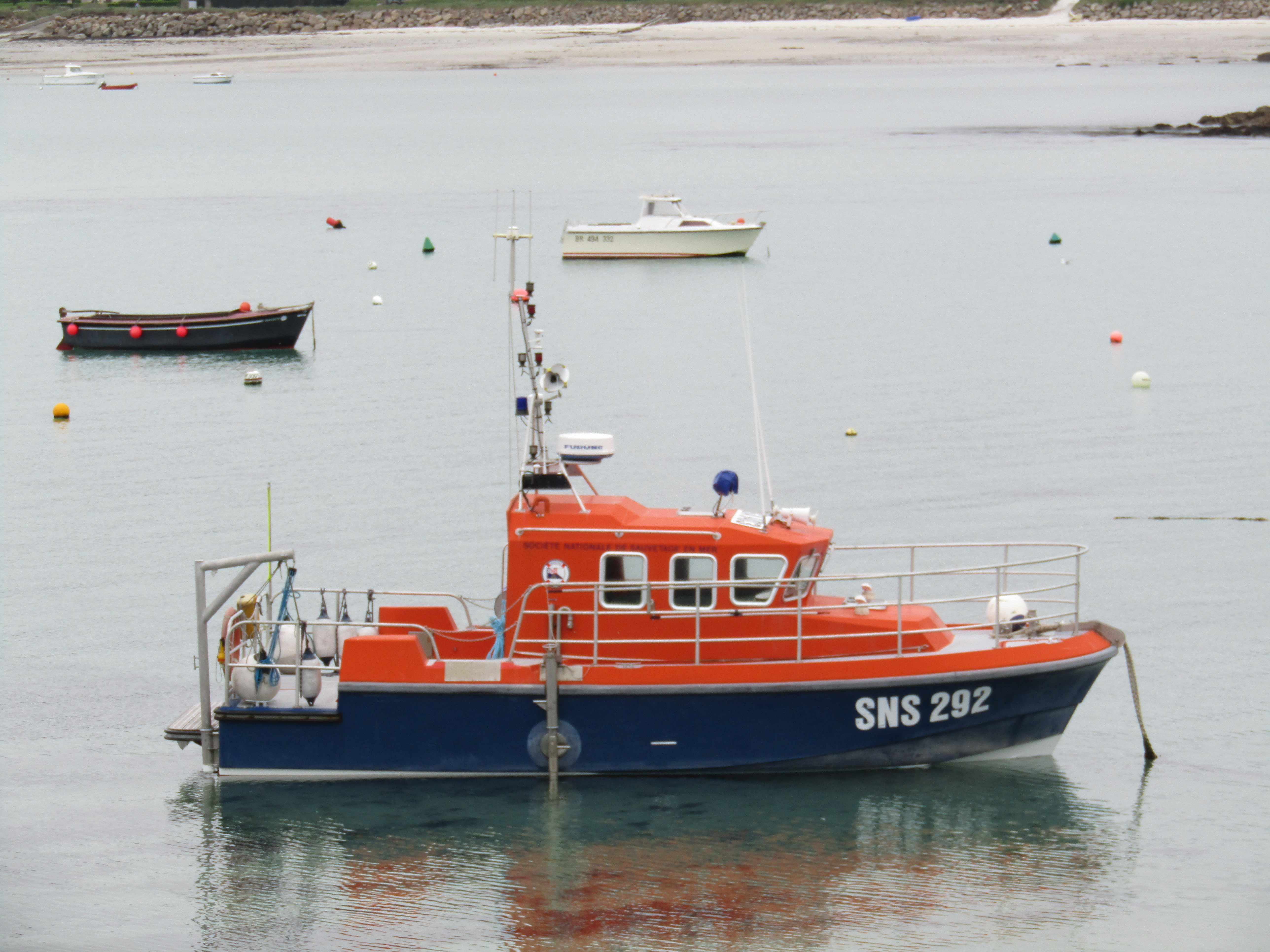
La vedette de 9 m SNS 292 Michel Le Nobletz de Plouguerneau, construite en 2003 par Blamengin, elle arrive le 28 mai 2003 à la station après avoir été armée à Saint-Malo dans les ateliers de la SNSM ; bénie le 28 juillet 2003. Elle a été transférée au CFI de Lorient où elle est en service depuis le 3 mars 2021. Michel Le Nobletz, né en 1577 à Plouguerneau, est le saint patron de la Bretagne maritime.

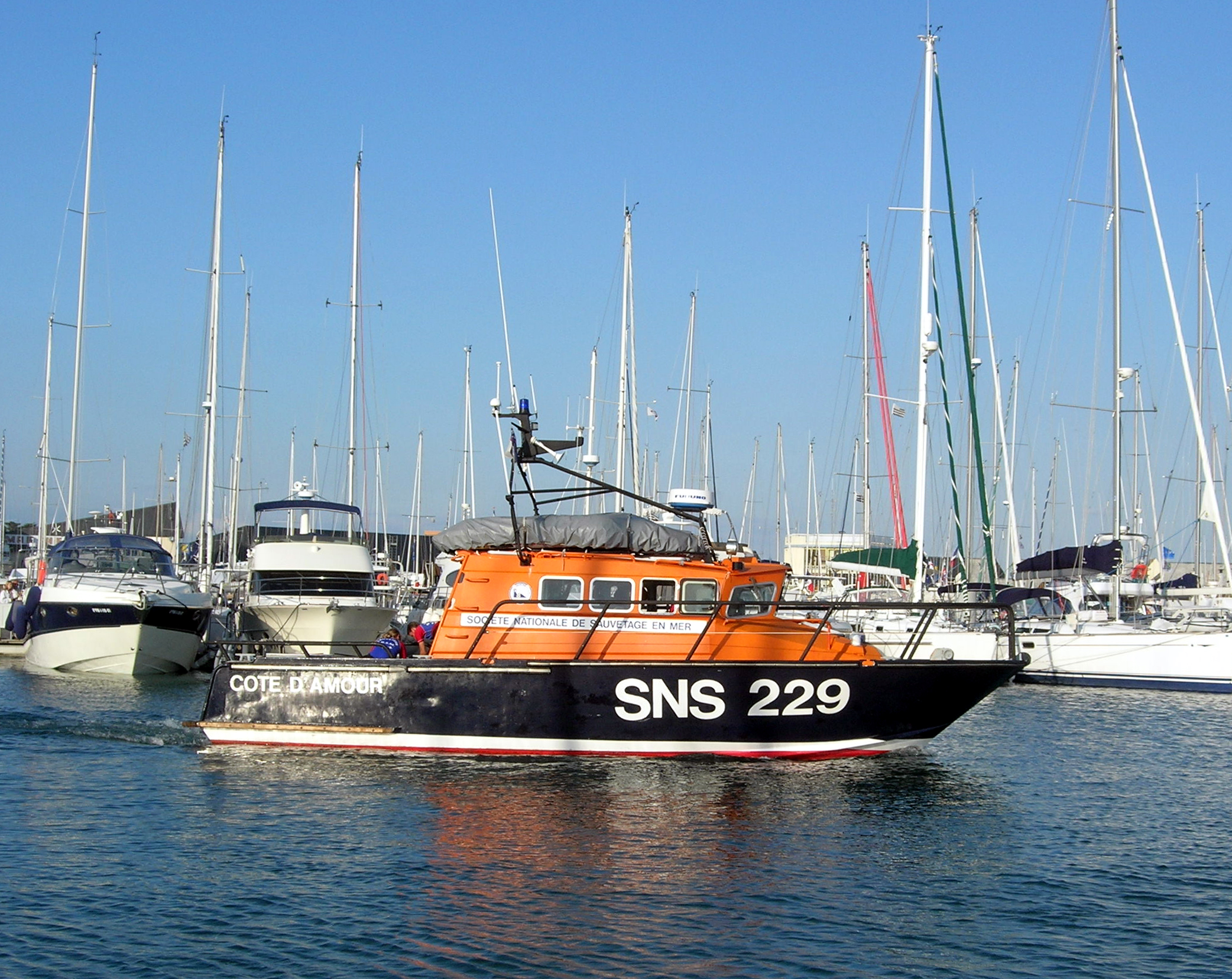
La V2 de 10,50 m SNS 229 Côte d'Amour de Pornichet, vedette de type ELIR à hydrojets et ayant un très faible tirant d'eau construite par le chantier MAG-France en 1988. Modernisée en 2003, elle a été en service jusqu'en 2011.

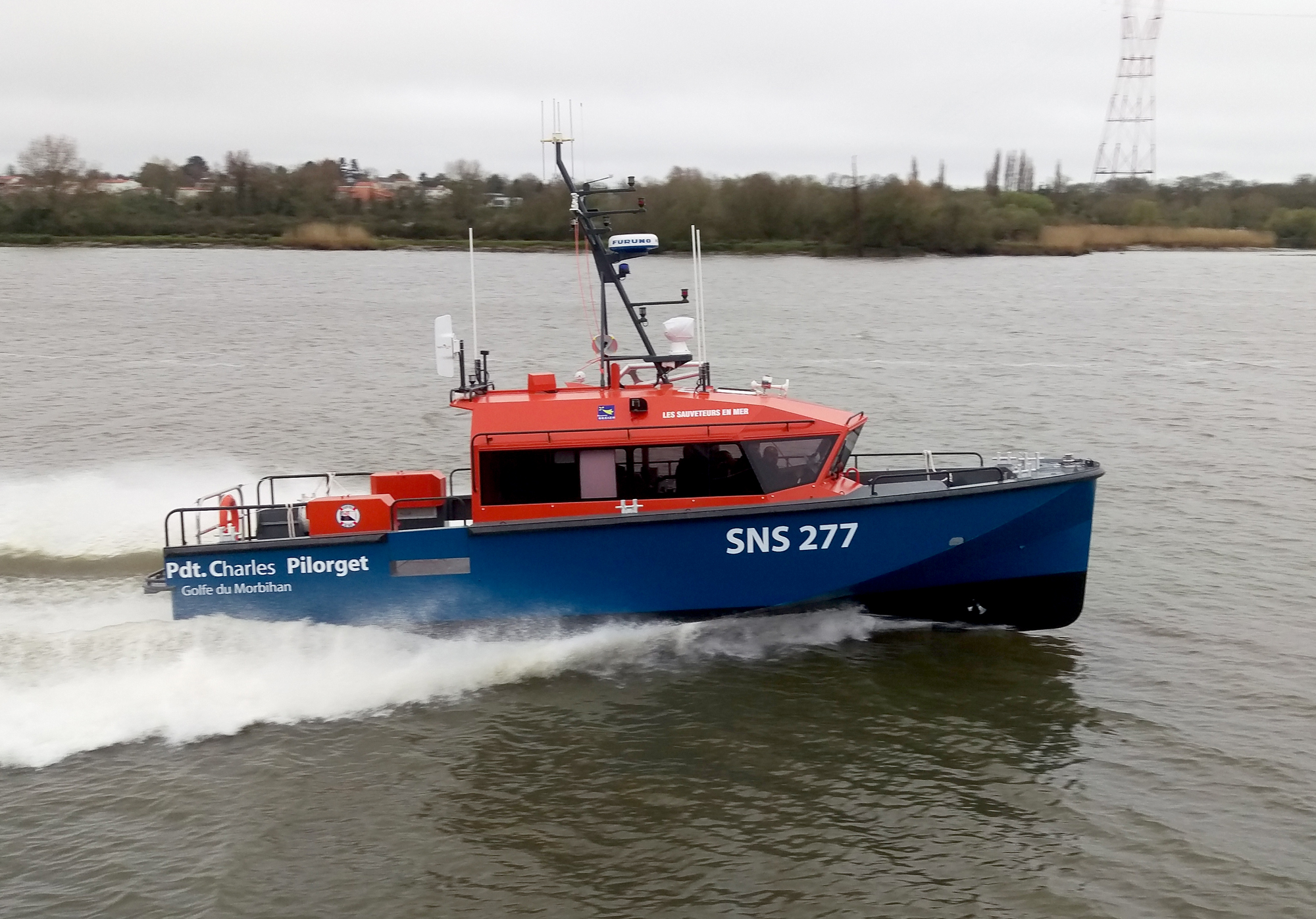
La V2 Président Charles Pilorget de 11,50 m de la station du Golfe du Morbihan, sister-ship de la SNS 275, construite par le chantier Alumarine près de Nantes, lancée en mars 2018, en service depuis le 16 avril 2018, baptisée le 12 août 2018.

Ce type de vedette est le plus représenté dans la flotte de la SNSM. Ces bateaux de 8,90 à 11,95 mètres, insubmersibles, autoredressables pour les V2 NG, sont propulsés par hydrojets ou hélices, par deux moteurs allant de 150 à 420 ch et atteignent les 25 nœuds. Leur déplacement moyen en tonnes varie de 6,1 t à 14,5 t. La plus ancienne vedette en service est le Capitaine de Vaisseau Mortenol (SNS 220) de Port-Saint-Louis-du-Rhône de 1986. Leur capacité de remorquage est de 1,5 tonne ce qui permet de remorquer un gros chalutier ; les V2NG ayant une puissance de traction de 2 tonnes.
Leur renouvellement a débuté dès 2009 avec la mise en service des "V2 NG" doté d'une forte capacité d'autoredressabilité. La plus récente est la V2NG de la station de Palavas-les-Flots, SNS 223 Patron Alfred Molle mise en service en décembre 2019. Une dernière V2NG sera livrée à la station d'Arcachon. Elle a une autonomie de 200 milles nautiques.
Les vedettes de 2e classe sont censées être utilisées jusqu’à force 7, soit trente-cinq nœuds de vent, donc ne peuvent pas affronter trop le gros temps, les V2 NG quant à elles sont conçues pour opérer dans des conditions plus sévères jusqu’à mer de force 6 avec des vents de force 8 ; mais en réalité, il est souvent arrivé à ce type de vedettes (les V2 en général) de dépasser ces limites lors d'interventions, ces vedettes étant conçues selon l'association pour des conditions de mer difficiles. Leur coût est de 210 000 € pour la série des 9 m (cette série est destinée à remplacer les vedettes de 3e classe), 320 000 € pour la série des 10,50 m et enfin 530 000 € pour les « V2 NG » de 12 m. Les V2NG du fait de leurs capacités nautiques supérieures peuvent être considérées comme des moyens hauturiers comme les V1NG. Les V2 NG remplacent bon nombre des plus anciennes V2 de 10,50 m. Jean-Christophe Noureau, explique le choix d'un tel bateau :

« Le choix du design du bateau s’est fait en réponse à nos exigences extrêmement fortes sur la survivabilité du bateau qui doit pouvoir intervenir par tout temps, et assurer la sécurité de l’équipage et des naufragés recueillis, même après éventuelle fortune de mer. Ainsi, l’insubmersibilité du bateau même après avarie, sa capacité d’autoredressabilité, lui confère un haut degré de performance. Par ailleurs la carène, propulsée par 2 moteurs de 410CV assure des performances de vitesse et de tenue à la mer, inégalées dans cette gamme de bateaux, en regard avec la mission particulière du sauvetage en mer. C’est un bateau très important dans notre dispositif […]. »

Beaucoup de modèles existent (certains modèles ont presque tous été remplacés par d'autres modèles plus modernes, seuls subsistent alors quelques exemplaires) :
- 24 V2 NG de 11,95 mètres, construites de 2009 à 2021 par les chantiers Sibiril et Gatto, le prototype est la SNS 200 Pays de Retz de Pornic mise en service en mai 2009.
- 31 V2 (sur 34 construites) de 10,50 m mises en service de 1989 jusqu'en 2009 construites par le chantier Bernard, le prototype était la SNS 230 La Philippoise de Gravelines mise en service en mars 1989.
- 1 V2 (sur 13 construites) de type ELIR (engins légers d’intervention rapide) de 10,50 m de 1986 construite par Mag France, successeur du chantier Pouvreau de Vendée, navires en aluminium avec un faible tirant d'eau. Le prototype était la SNS 210 Président Michel Legrand lancé en octobre 1981. Série construite de 1981 à 1990.
- 15 V2 (sur 21 construites) mises en service de 9 m (à coque planante), construites de 1999 à 2009 par Blamengin à Boulogne-sur-Mer, le prototype était la SNS 280 Contre-Amiral Noël (mise en service en mars 1999) qui aura été affectée successivement à Saint-Martin dans les Antilles, Arcachon puis à Lorient
- 2 V2 de 11,59 m (à coque planante) mises en service depuis 2014 construites par Alumarine, la tête de série étant la SNS 275 La Barcarésienne du Barcarès lancée en avril 2015.
- 1 V2 de 11,40 m (à coque planante) de 2016 construite par Socarenam, la SNS 276 Notre-Dame des Flandres de Gravelines, c'est un modèle unique mis en service en avril 2016.
- Équipage : 4 sauveteurs.
- Zone d'intervention : côtier, semi-côtier et au-delà
- Coque bleue
- Immatriculation : SNS 2nn.

### Vedettes légères (VL) et navires de sauvetage côtiers de2eclasse(NSC2)

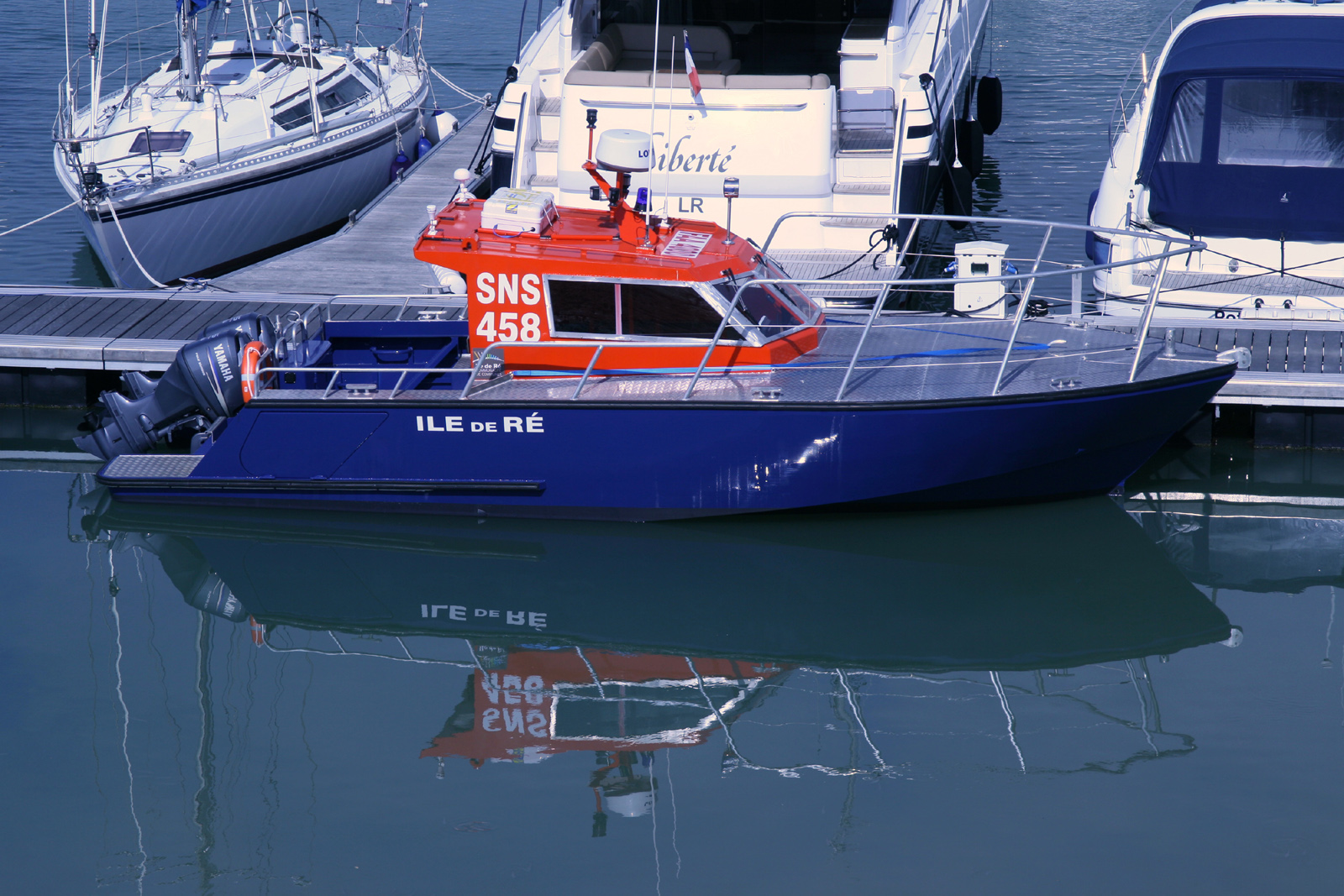
La vedette légère de 9 m, SNS 458 Île de Ré de l'Île de Ré, construite en 2011 par le chantier Gosselin, arrivée à la station la même année pendant la saison estivale, elle est bénie le 17 mars 2012.

Ce sont diverses embarcations « rigides » de sauvetage de 4,95 m à 9 m, d'une coque plastique ou aluminium (tels que des petites vedettes de type Boston Whaler), insubmersibles, adaptées aux contraintes de nature côtières particulières de leur zone d'intervention ; on trouve aussi des vedettes de type catamaran, adaptées aux faibles profondeurs. Une vedette de type catamaran a une conception qui lui permet de sortir jusqu’à force 8, soit quarante nœuds de vent. Elles atteignent les 25 nœuds, voire 40 nœuds pour certaines d'entre elles et ont deux moteurs hors-bord. Leur coût est de 100 000 € et plus. Elles peuvent également servir d'appui en tant que second moyen d'intervention à certains canots tous temps et vedettes. Sur 17 vedettes légères, 12 font 9 m et ont été construites de 2003 à 2020 par le chantier Gosselin (prototype SNS 434 Île des Landes de Cancale mise en service en juillet 2003).
- Équipage : 3 ou 4 sauveteurs.
- Zone d'intervention : côtier et semi-côtier : 5 à 10 milles des côtes (dépend de la catégorie de navigation affectée par les Affaires maritimes).
- Coque bleue
- Immatriculation : SNS 4nn.

### Embarcations amphibies

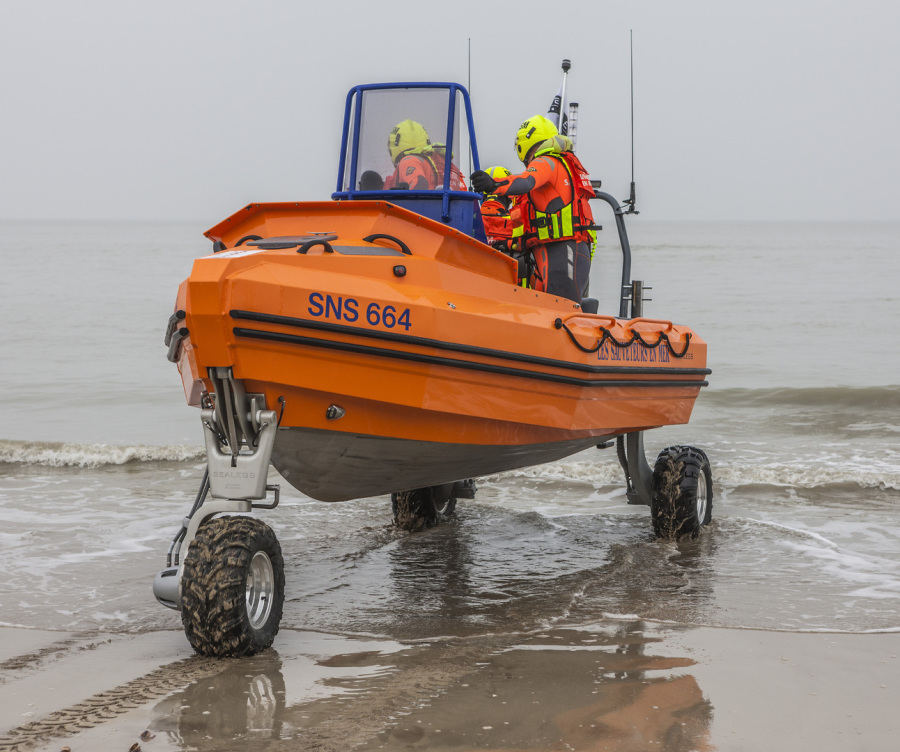
Béni en juin 2018, le canot amphibie SNS 664 Le Mascaret de la station de Les Frégates opère dans la baie du Mont-Saint-Michel.

La SNSM s'est dotée en 2018 pour la première fois d'un bateau amphibie en aluminium. Déployé dans la station Les Frégates - Baie du Mont Saint Michel, le SNS664 Mascarets de 6,10 m est motorisée par deux moteurs de 115 cv. L'embarcation — médicalisée — atteint la vitesse de 35 nœuds. Il faut noter que par le passé, la SNSM a disposé d'un aéroglisseur pour la station du Crotoy. En octobre 2022, la station de Berck-sur-Mer se dote d'un aéroglisseur.

### Canots pneumatiques

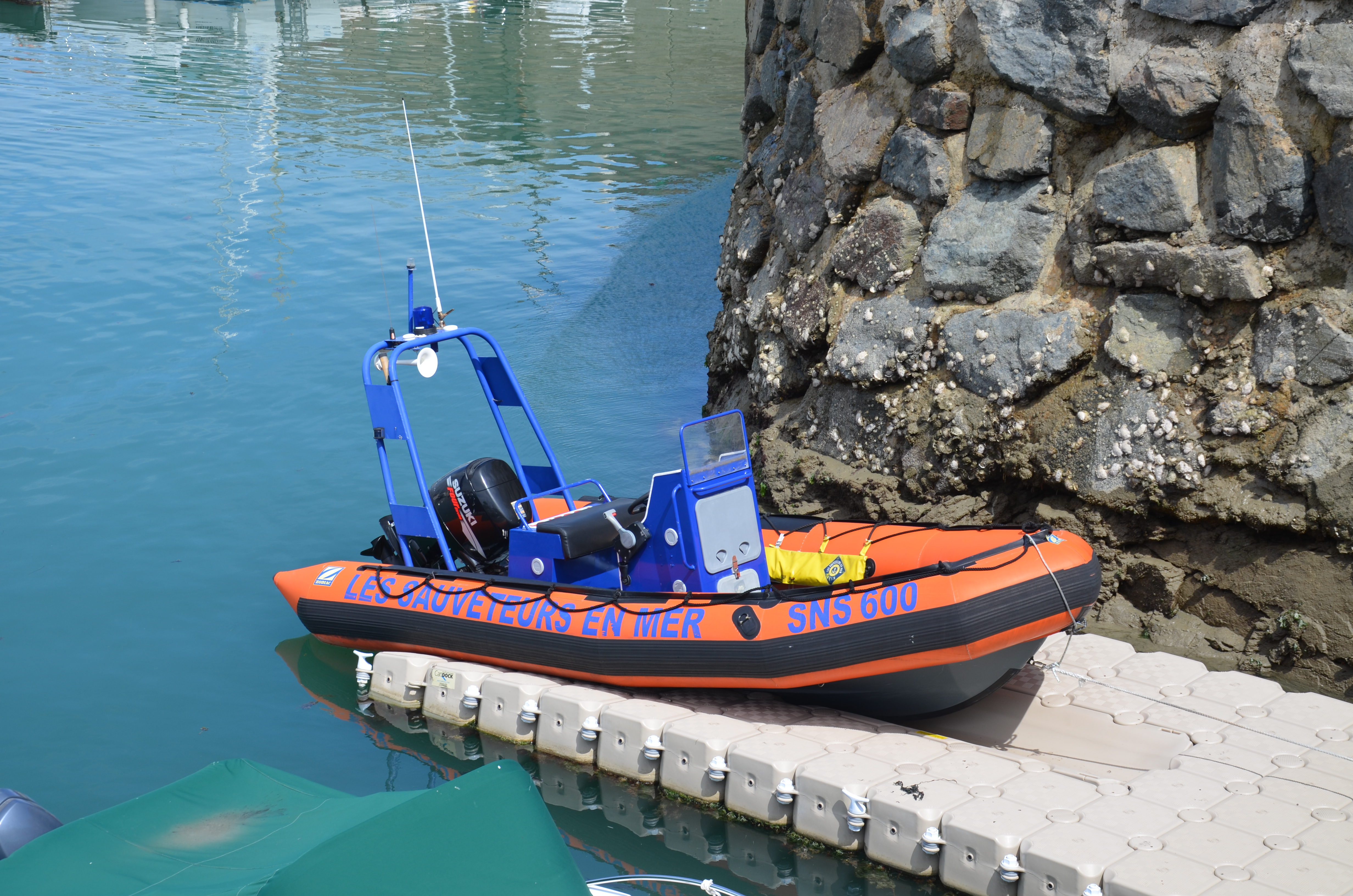
Canot pneumatique de la Société nationale de sauvetage en mer (SNSM) au port de L'Herbaudière sur l'Île de Noirmoutier.

Les canots pneumatiques (ou semi-rigide, SM) sont des moyens principaux ou secondaires des stations permanentes ou des embarcations utilisées par les sauveteurs saisonniers, de 4 à 8 mètres de longueur, pour des interventions à proximité immédiate du littoral où les canots et vedettes ne peuvent approcher à cause de leur tirant d'eau. Insubmersibles, les plus récents sont autoredressants, ont deux moteurs de 50 à 150 chevaux et atteignent les 25 à 30 nœuds. Parallèlement, la SNSM s'est dotée de petits semi-rigides IRB.
- Équipage : de 2 à 4 sauveteurs pour le sauvetage côtier.
- Immatriculation en fonction de la longueur du SM : 7,5 m : SNS 7nn ; 6 m : SNS 6nn ; 5 m : SNS 5nn.

### Jet-skis
Les embarcations type marine-jet plus communément appelés jet-skis sont des moyens utilisés principalement par les sauveteurs saisonniers mais aussi par certaines stations en complément d'un canot ou d'une vedette, pour des interventions rapides et à proximité immédiate du littoral. D'une longueur de 3,1 m, et dotés d'un moteur de 152 cv, ils atteignent près de 50 nœuds à pleine vitesse. Ils sont au nombre de 91 et ont commencé à être utilisés en 1992.
Elles peuvent être équipées d'une planche sur l'arrière (une civière coquille, appelé "SLED") pour y installer plus facilement la victime et la transporter à terre.
- Équipage : de 1 à 2 personnes pour le sauvetage côtier.

### Vedettes de3eclasse(V3)

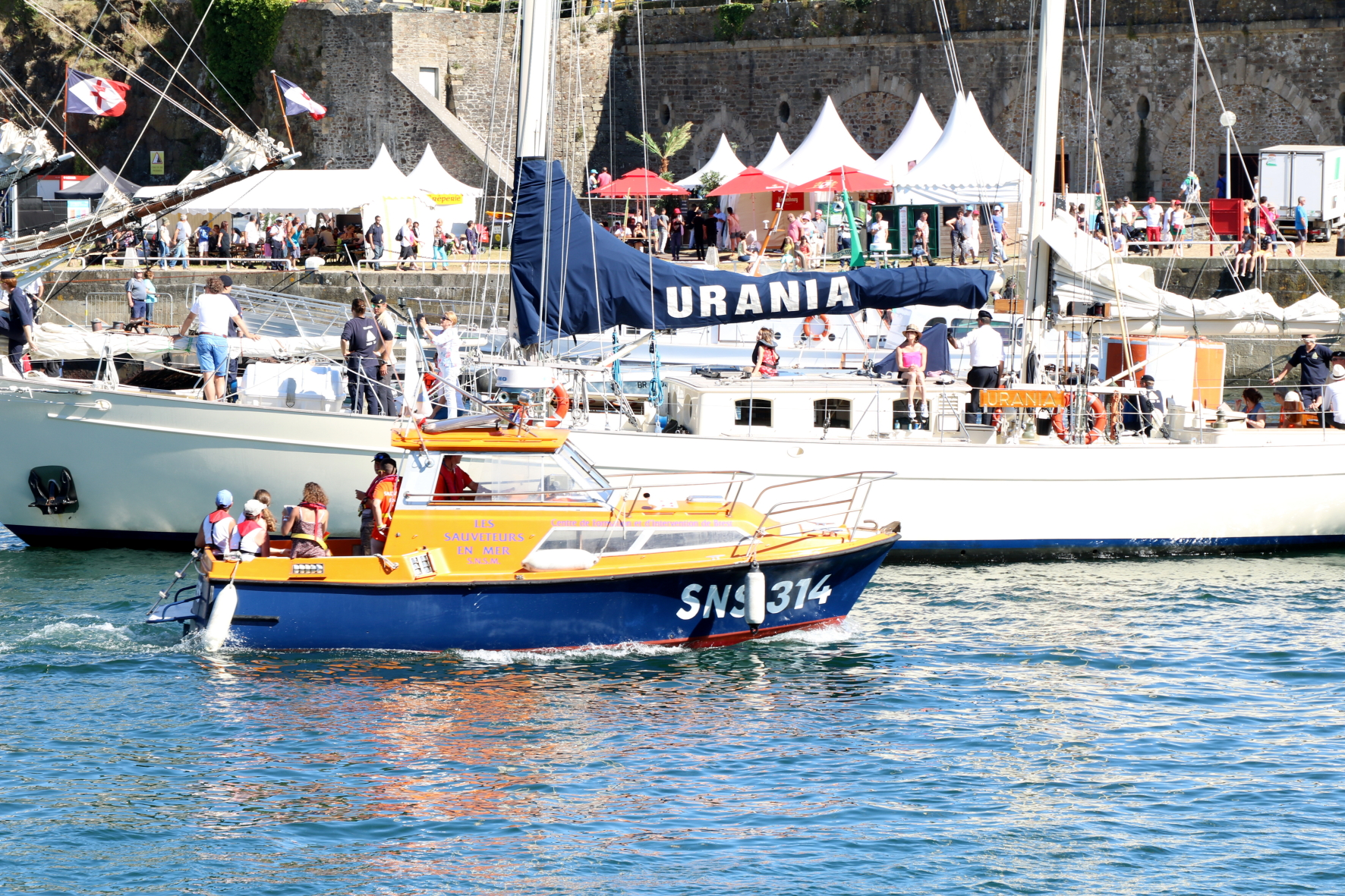
La V3 SNS 314 Brest-Les-Abers, du centre de formation et d'intervention de Brest. Vedette construite par Bénéteau en Vendée ; mise en service en juin 1979 au Conquet, jusqu'en août 2001. En 2001, elle a été sauvée d'une vasière. Elle est remplacée en mai 2022 par la vedette de 7,90 m SNS 7-008 Henri Kersalé

Ces embarcations de 8,00 m et 8,60 m sont pour la plupart adaptées de bateaux de plaisance de série (modèles de sport) du type Antarès des chantiers Bénéteau ; faiblement aménagés pour le sauvetage et rendues insubmersibles, elles servent pour la formation, ou pour le sauvetage par des temps relativement maniables et ce, près de la côte. Elles ont une vitesse de 16 nœuds. 23 unités ont été acquises de 1979 à 1982.
Elles ont été toutes retirées du service pour le sauvetage ayant été remplacées pour beaucoup par la série des 9 mètres des vedettes de 2e classe. Les quelques autres vedettes sont utilisées dans les CFI.
- Équipage : 3 sauveteurs.
- Zone d'intervention : côtier.
- Coque bleue
- Immatriculation : SNS 3nn.